# Iglesia de San Sulpicio (París)
La iglesia de San Sulpicio (en francés: église Saint-Sulpice) es una destacada  iglesia de París dedicada a Sulpicio Pío, arzobispo de Bourges en el siglo VII. Está situada en la plaza de San Sulpicio, en el barrio del Odeón, en el distrito VI, plaza que fue construida en la segunda mitad del siglo XVIII en la que destaca la fuente de los Cuatro Obispos, de Joachim Visconti (1844), y los castaños de flores rosas. El café de la Mairie, en la plaza, es famoso por haber aparecido en numerosas películas francesas.
La iglesia, orientada en el sentido usual O-E, es una edificación imponente de 120 m de largo, 57 m de ancho y 30 m de altura bajo la bóveda central; es después de la Catedral de Notre Dame, la iglesia más larga de la ciudad y una de las más grandes. Por esta razón, y para efectos del culto, en ella se realizan temporalmente todas aquellas funciones solemnes (misas y otras ceremonias) presididas por el arzobispo de París, que se desarrollaban en la Catedral de Notre Dame hasta el incendio del pasado 15 de abril de 2019, y continuará siéndolo hasta que se culminen las obras de reconstrucción de dicho templo. Por ejemplo, en esta iglesia se celebró la misa exequial del expresidente francés Jacques Chirac el 30 de septiembre de 2019.
En 1646, el sacerdote parisino Jean-Jacques Olier encargó la construcción de un nuevo edificio —erigido sobre los cimientos de una antigua iglesia románica del siglo XIII que fue ampliada varias veces hasta 1631— el proceso se alargó durante más de un siglo. El resultado fue un edificio sencillo, de dos plantas, con una fachada occidental formada por dos filas de elegantes columnas cuya armonía rompen las torres de los extremos, que no son parejas. Unas enormes ventanas altas llenan el interior de luz. Estilísticamente, tiene un interior barroco con una fachada neoclásica.
La iglesia tiene destacadas obras artísticas, como dos Delacroix (Jacob luchando con el ángel y Heliodoro expulsado del templo) y esculturas de René-Michel Slodtz, Louis-Simon Boizot o Jean-Baptiste Pigalle.
Una de las particularidades de esta iglesia es su meridiana solar, encargada al astrónomo y relojero inglés Henry Sully, que marca la hora del día proyectando una sombra en el suelo y señala los equinoccios y permite predecir cuándo caía la Pascua. Debido a que esto sirvió para realizar mediciones científicas, la iglesia se salvó de ser destruida durante la Revolución francesa.
La iglesia ha sido objeto de una clasificación como monumento histórico desde el 20 de mayo de 1915. Se puede acceder a ella por las estaciones de metro de Saint-Sulpice, Saint-Germain-des-Prés, Odéon y Mabillon.
En esta iglesia se encuentra enterrada la que fuera breve reina consorte de España, Luisa Isabel de Orleans, esposa de Luis I de España, breve rey de España de enero a septiembre de 1724.
La Antigua Catedral de Managua, Nicaragua, se inspiró en este edificio para su construcción.

## Historia

### Las iglesias precedentes

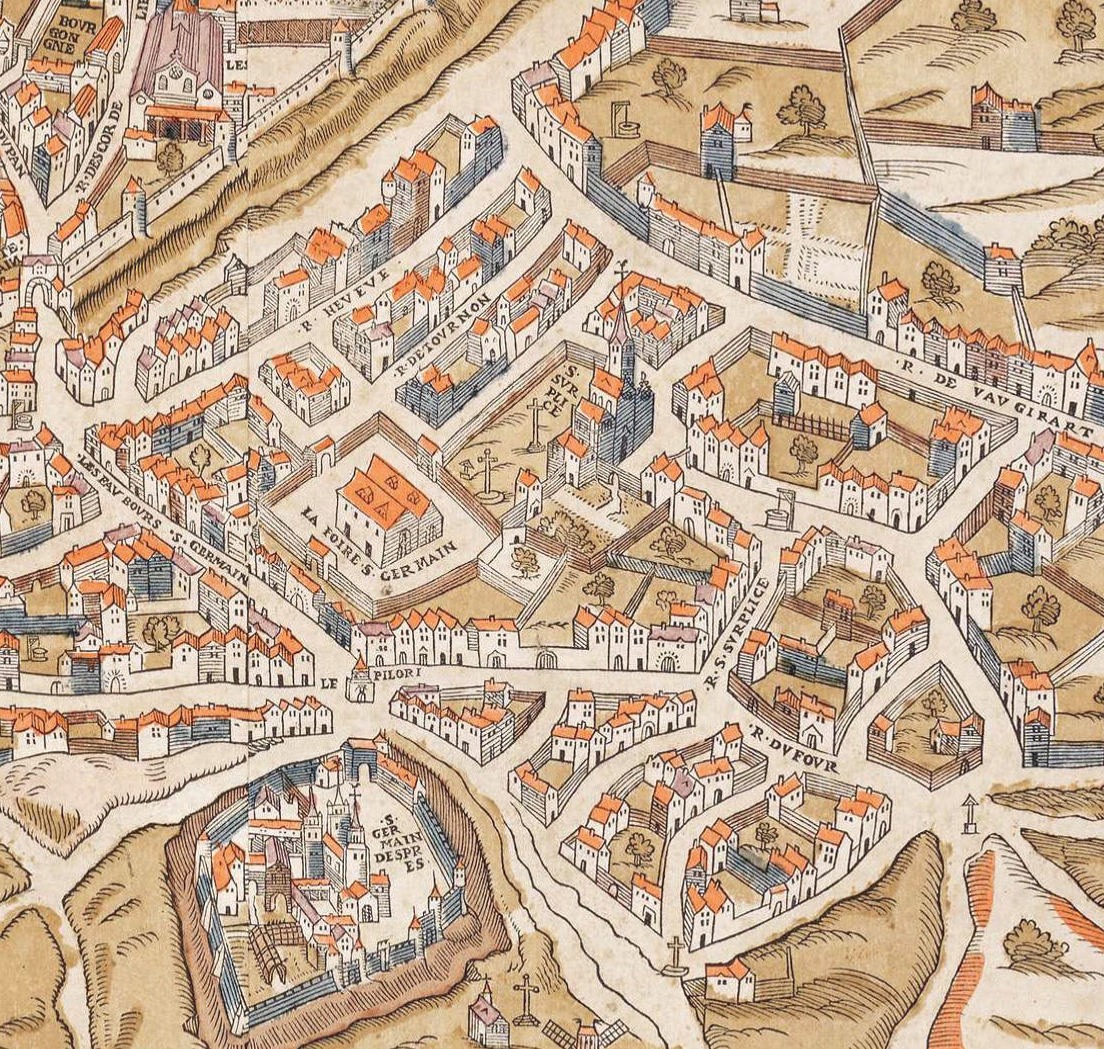
El burgo de Saint-Germain alrededor de la iglesia de San Sulpicio, en 1550 (plano de Truschet y Hoyau).

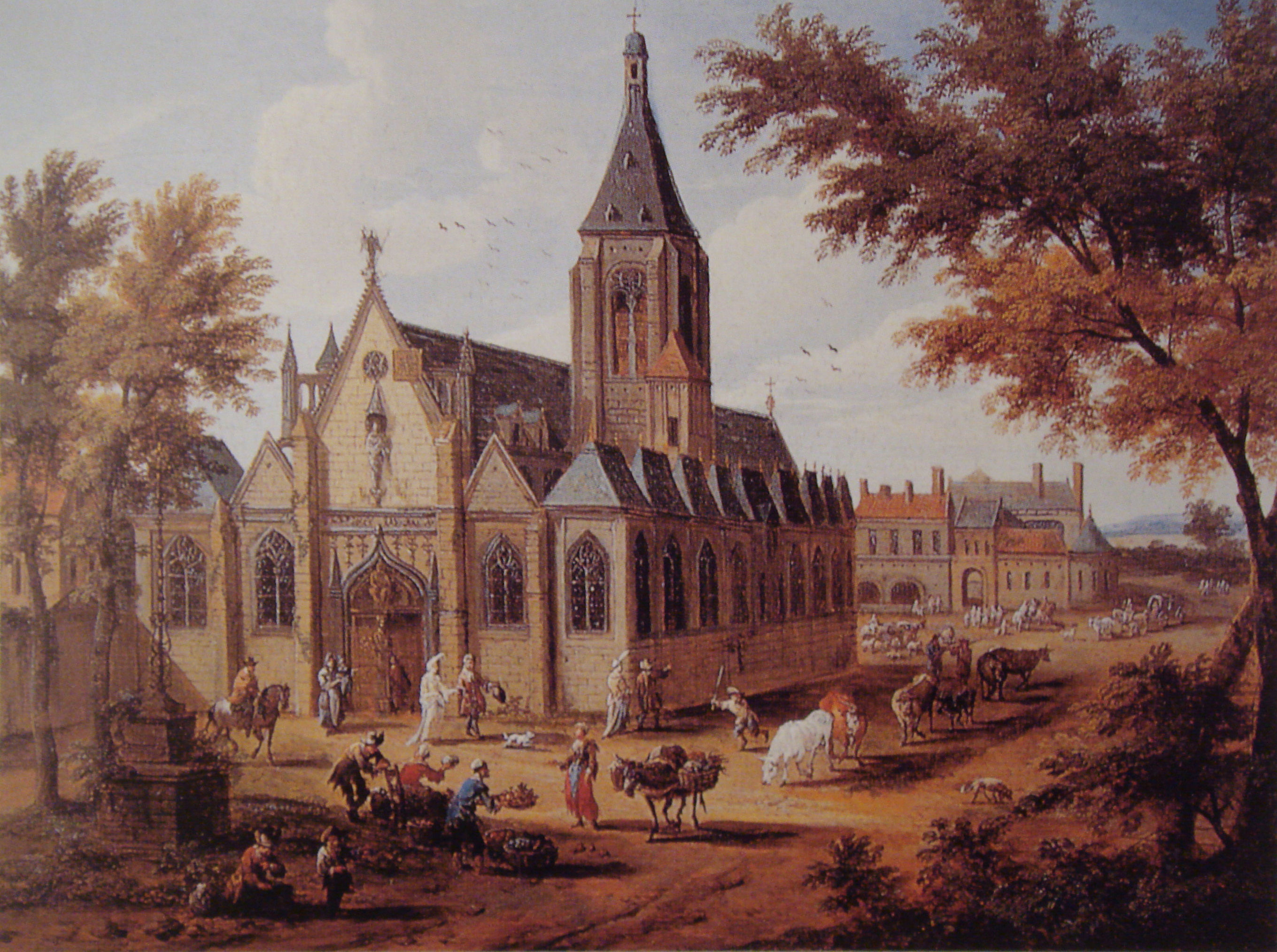
Antigua iglesia de San Sulpicio (comienzos del).

La fecha de la construcción de la primera iglesia en el emplazamiento de la actual iglesia de San Sulpicio no se ha establecido con certeza. Originalmente, la parroquia de San Sulpicio se confundía con los dominios de la abadía de Saint-Germain-des-Prés. En 1159, el papa Adriano IV concedió a los abades de Saint-Germain-des-Prés plena jurisdicción espiritual y temporal sobre e las iglesias situadas en los dominios de la abadía, en esa época las capillas de San Pedro y de Saint-Martin-des-Orges y el oratorio de Saint-Jean-Baptiste. A partir de esa fecha los abades organizarán la parroquia de San Sulpicio. Se designaron los sacerdotes fuera de la tutela del obispo. Hacia 1180, el centro de la parroquia fue trasladado desde la capilla San Pedro, situada en la calle des Saint-Peres, a la iglesia de San Sulpicio que tuvo que ser construida en el emplazamiento del oratorio de Saint-Jean-Baptiste que ya aparece citado en 807. La iglesia fue dedicada a san Sulpicio, el Pío (576-646), arzobispo de Bourges. En 1724, unas excavaciones realizadas en la iglesia permitieron descubrir una lápida del siglo X, lo que demuestra que existía una capilla (de la que dependía un cementerio) en ese lugar desde hacía siglos. La parroquia de San Sulpicio se cita en una bula pontificia de 28 de junio de 1210. La construcción de la muralla de Philippe Auguste, en 1211, dividió el territorio de la parroquia en dos: el situado en el interior de las murallas y el situado en el exterior. Eso fue una fuente de conflicto entre el obispo de París y los abades de Saint-Germain, ya que el obispo reivindicaba el territorio de la parroquia intramural y el abad se oponía a ello.
Desde el siglo XII al XIV, en el lugar de la antigua capilla, se construyó una nueva iglesia paralelamente a la rue du Vieux-Colombier. Después de la compra de las tierras pertenecientes a Jeanne de Montrouge, en 1530, esa iglesia fue ampliada con una cabecera pentagonal en el reinado de François I. Entre 1615 y 1631, Christophe Gamard dirigió los trabajos de la ampliación de la nave mediante la adición de nuevas capillas laterales. Con la expansión de los burgos de Saint-Germain y de Saint-Germain-des-Pres surgió la necesidad de construir una iglesia más grande y más digna de la población que asistía a ella: en ese momento el edificio solo podía acoger a la duódecima parte de los parroquianos. La población se estima que era de unas 15 000 personas en una parroquia que tendría unas 209 hectáreas. En 1689, se contaron en el ámbito parroquial 2278 inmuebles. Por otra parte, la antigua iglesia amenazaba con caer en la ruina.
En junio de 1642, el entonces cura de San Sulpicio, Julien de Fiesque, intercambio con Jean-Jacques Olier (1608-1657) su puesto en la parroquia por el del priorato de Clisson. Olier abordó la reforma del clero y le dio una formación. Fundó la Compañía de Sacerdotes de San Sulpicio que colocó bajo el patrocinio de San Carlos Borromeo.
Desde 1636, el consejo de Fábrica juzgó que la iglesia era demasiado pequeña y que era necesario construir una nueva. Olier quería construir una iglesia para competir con Notre Dame y recibir casi 10 000 personas. Se solicitaron planos para la nueva iglesia a Christophe Gamard. La propuesta fue elegida durante una asamblea celebrada el 16 de marzo de 1643, bajo la presidencia del príncipe de Condé. Un conflicto entre, por una parte, Olier, y de la otra el príncipe de Condé y el abad de Saint-Germain, que estimaban que las dispensas de construcción del seminario de San Sulpicio eran excesivas, congeló el proyecto hasta principios del año 1645. Un decreto del parlamento de París a favor de mantener a Olier en San Sulpicio desbloqueó la situación. Olier firmó los planos de la nueva iglesia el 15 de agosto de 1645.
Según Agnès Bos, conservador del patrimonio, durante la demolición del edificio el portal de la antigua iglesia fue adquirido por los Recoletos para su convento, que estaba ubicado en la intersección de la rues de Varenne y del Bac, en París. Sería luego de nuevo trasladado en 1914, para ser el portal lateral de la iglesia San Saturnino de Nogent-sur-Marne donde es visible hoy día.

### La iglesia actual

#### Los primeros trabajos

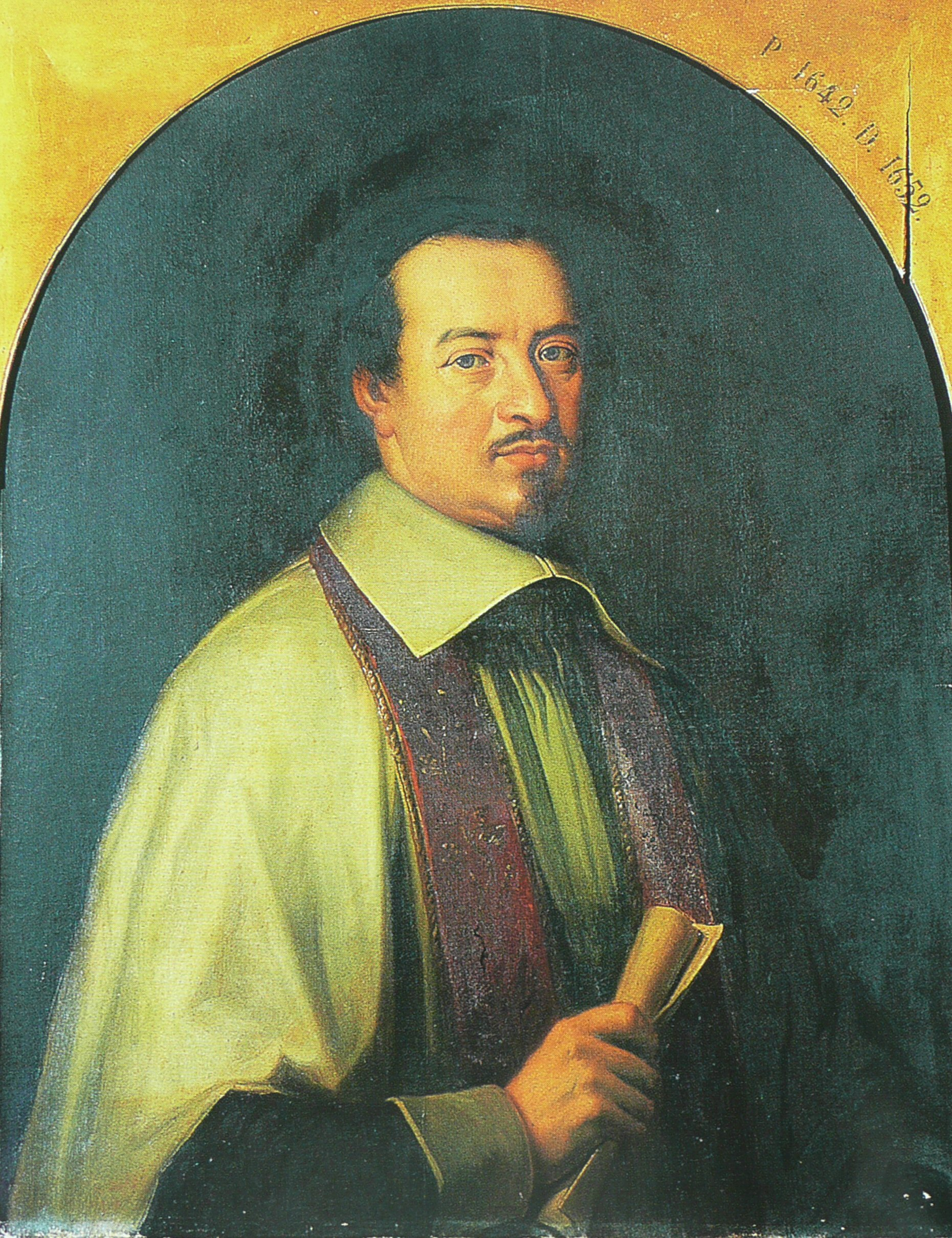
Jean-Jacques Olier, cura de San Sulpicio iniciador de la reconstrucción de la iglesia.

Los trabajos de ampliación se confiaron en 1645 al arquitecto Christophe Gamard, voyer de la abadía de Saint-Germain-des-Prés. El 28 de agosto de 1645, Gamard trazó los cimientos del coro de la nueva iglesia en el cementerio, a unos 26 metros detrás de la antigua iglesia. El 20 de febrero de 1646, la reina Ana de Austria, seguida por la princesa de Condé, llegó a la antigua iglesia de San Sulpicio con el obispo de Cahors para decir sus oraciones antes de ir al cementerio para poner la primera piedra de la nueva iglesia. Gamard murió en 1649. Los problemas de la Fronda interrumpieron las obras. Cuando el abad Olier renunció en 1652, solo se habían construido los muros de la capilla de la Virgen.
En 1655 Louis Le Vau proporcionó una nueva planta para la iglesia que no era más que una ampliación de la de Gamard no aceptada por los marguilliers. Los proyectos de Gamard se mostraron insuficientes para la población de la parroquia.
En 1660 Daniel Gittard, arquitecto del Gran Condé, da los planos de la iglesia, una adaptación de los proyectos de Gamard y de Le Vau, que aprovechaba todo el edificio para la nueva iglesia, excepto el macizo delantero. Fueron aprobados el 20 de junio de 1660. Se eligió el orden corintio. El cura Raguier de Poussé celebró la primera misa en la capilla inferior de la Virgen 24 de diciembre de 1660. Bendijo la capilla de la Virgen el 7 de abril de 1667. Para enlazar el coro de la nueva iglesia con la nave de la antigua iglesia, fue necesario demoler el coro de la vieja desmontando los pilares hasta unos 4 metros de altura para que soportasen el piso de la nueva iglesia a partir del 22 de mayo de 1673. Esta diferencia de niveles entre los suelos de las iglesias nueva y vieja permitió dejar las criptas bajo la actual iglesia en las que se construyó el cementerio de la parroquia y para algunos notables, concedidos a las casas de Condé, de Conti y de Lyunes. La diferencia de nivel de 4–6 m entre el nuevo coro y la nave de la antigua iglesia complicó el ejercicio del culto. El coro y las capillas dispuestas alrededor fueron bendecidas por el arzobispo de París, François Harlay de Champvallon, el 20 de diciembre de 1673. En 1674 se empezaron a construir los cimientos de los pilares del crucero, y en 1676, los del transepto del lado del presbiterio. Pero los trabajos se interrumpieron menos de dos años más tarde a causa de las deudas de la Fábrica. Los comisarios del rey se hicieron cargo de los bienes de la Fábrica y decidieron aumentar las tasas sobre las aguas residuales y las linternas para pagar las deudas. Daniel Gittard murió en 1686. Su hijo Pierre Gittard participó en los trabajos. Dio en 1719 los planos del portal sur de la iglesia y colaboró con Oppenord.

#### Las obras bajo la dirección de Gilles-Marie Oppenord (después de 1719)
Las obras no se reanudaron hasta 1719 con el nuevo párroco de San Sulpicio, Jean-Baptiste Languet de Gergy. Hizo un llamamiento a la generosidad de los feligreses. Interesó al duque de Orleans (1674-1723), entonces regente, haciéndole colocar la primera piedra de la capilla de San Juan Bautista y del portal sur, el 4 de diciembre de 1719. El regente Involucró a su director de edificios Gilles-Marie Oppenord para construir la nave y el transepto. Para encontrar la financiación necesaria, el cura recibió del regente el derecho de organizar una lotería entre 1721 y 1746. El 29 de junio de 1745, la iglesia ya se consideraba lo suficientemente cerrada como para ser consagrada. El 30 de junio, los arzobispos y obispos de la congregación, en número de 21, llegaron a la iglesia para consagrarla y sellar las reliquias en el altar mayor. Ya desde 1746 solo una parte de las ganancias de la lotería fueron asignadas a la construcción de la iglesia. El brazo sur del transepto se construyó entre 1719 y 1723, y en 1724, la nave, la capilla de la Comunión y la de la Asunción, llamada de los Alemanes, en el emplazamiento del cementerio de la rue Palatine. En 1726 se construyó una torre-campanario por encima de la bóveda del crucero. Su excesivo peso requirió su demolición en 1731. Como resultado de este error, Oppenord fue apartado de la dirección de las obras. La nave se completó en 1736.

#### Las obras bajo Servandoni (después de 1730)

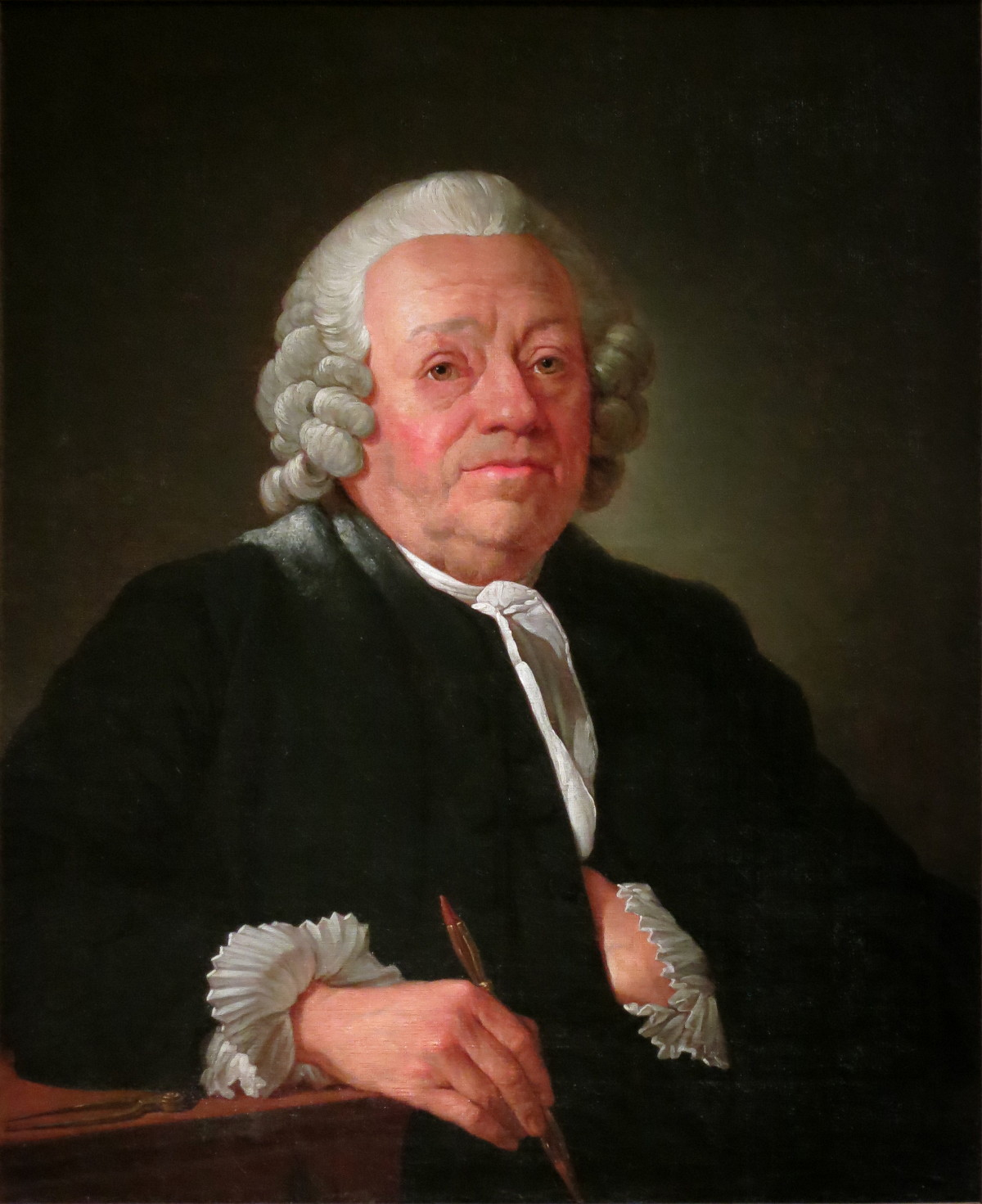
Retrato de Giovanni Niccolò Servandoni atribuido a Jean-François Colson (museo Carnavalet).

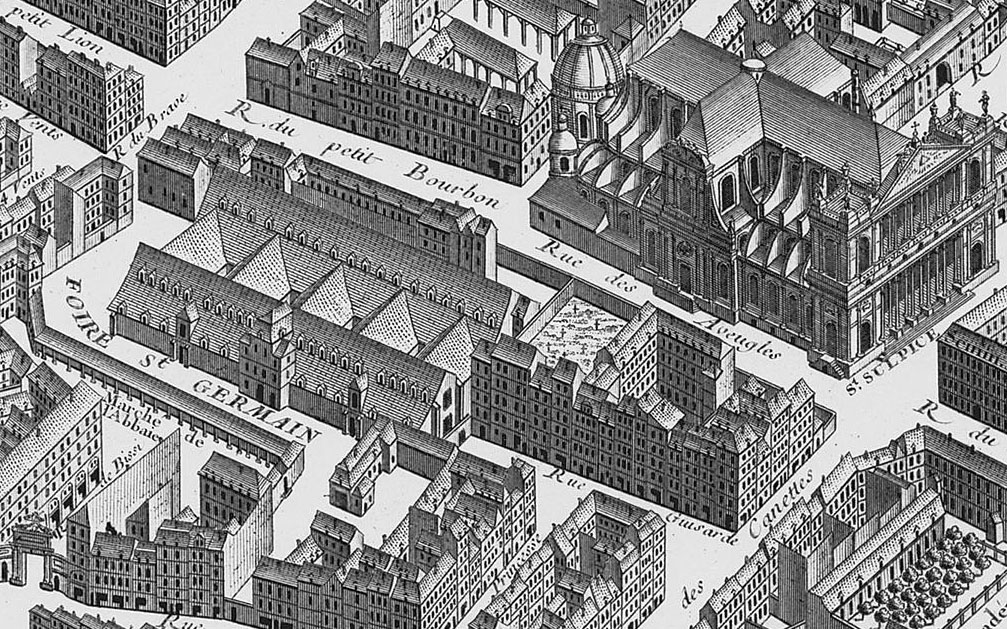
Iglesia de San Sulpicio (arriba a la derecha) hacia 1740 con su frontón, y sus torres inacabadas - Plano de Turgot.

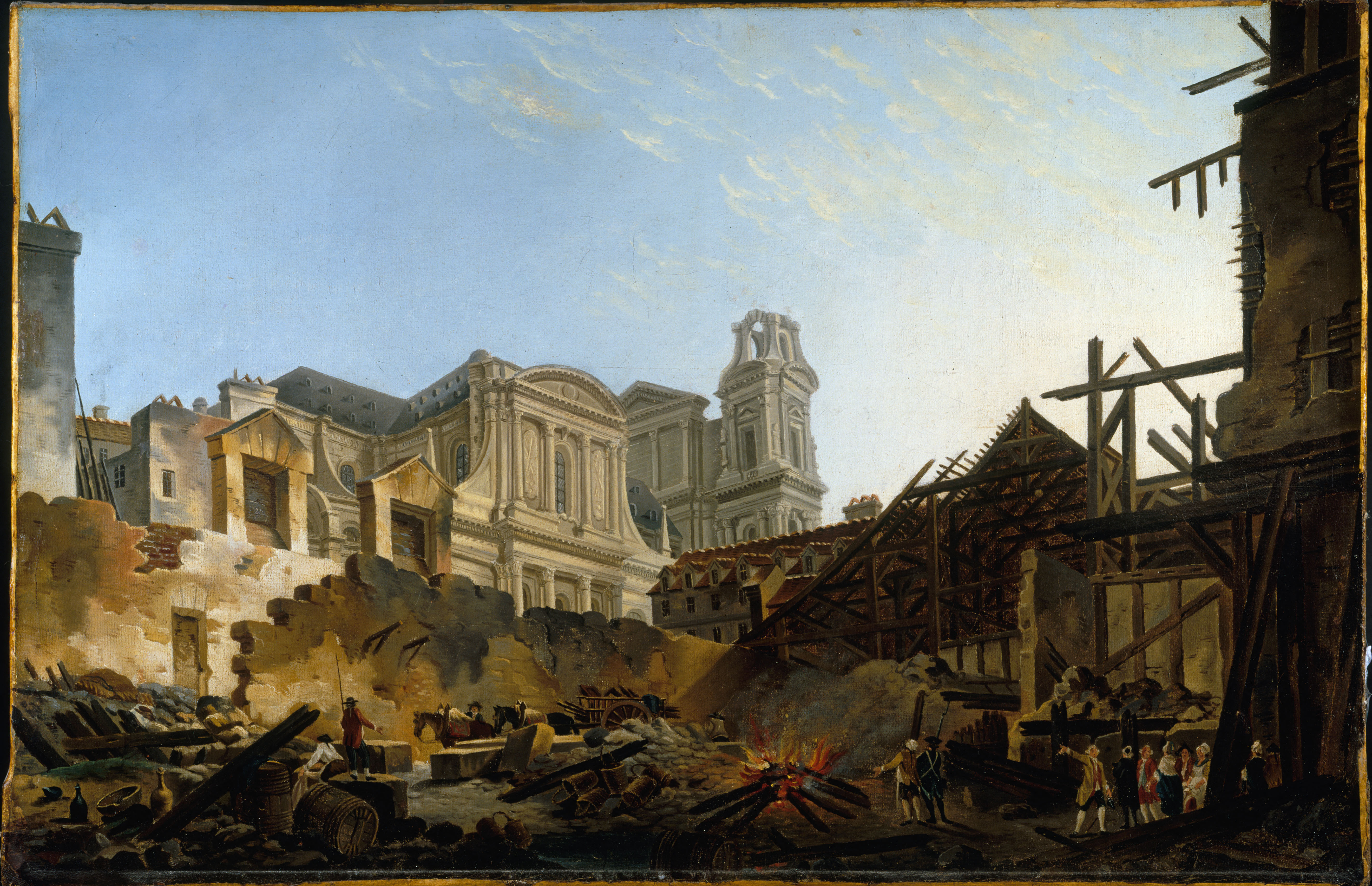
La iglesia desde la feria de Saint-Germain en 1762.

En 1726 se planteó la cuestión de la realización de la fachada inconclusa de un estilo clásico delante de una iglesia de estilo jesuita. Se convocó un concurso en el que participaron varios arquitectos, entre ellos los italo-franceses Giovanni Niccolò Servandoni (1695-1766) y Juste-Aurèle Meissonnier (1695-1750). En 1730, el cura de San Sulpicio, Jean-Baptiste Joseph Languet de Gergy, hermano de Jean-Joseph Languet de Gergy, ofreció 6000 libras de recompensa a «aquellos artistas de Francia o de Italia de los que recibiera un diseño capaz de llenar sus vistas para la elevación del gran pórtico de la iglesia» (à celui des artistes de France ou d'Italie dont il recevait un dessin capable de remplir ses vues pour l'élévation du grand portail de l'église) Servandoni ganó el concurso de su construcción en 1732, pero su proyecto evolucionó con el tiempo. Planeó inscribir la iglesia en una vasta plaza a la romana, semicircular, de la que dio los planos en 1752. Tal proyecto requería la adquisición de grandes extensiones de tierra y la demolición de casas existentes, como un edificio que había sido construido en 1754 en el número 6 de la plaza de Saint Sulpice, para servir de modelo y de gálibo para el resto de la plaza, pero los otros nunca se realizaron. La calle que parte desde el otro lado de la plaza lleva ahora el nombre del arquitecto, rue Servandoni. El proyecto de fachada de Servandoni preveía dos torres conectadas por un pórtico con columnas coronado por un frontón triangular. El proyecto recuerda a la catedral de San Pablo de Londres, donde Servandoni había vivido en su juventud. El peristilo tiene 32 m de ancho. Está soportado por columnas dobladas en profundidad. Está decorado con siete relieves esculpidos por Michel-Ange Slodtz. Este escultor también dio cuenta de los medallones de los cuatro evangelistas. Las estatuas de San Pedro y San Pablo son del escultor Émile Thomas (1817-1882), alumno de Pradier, y datan de 1856.
En 1745 el cura Languet de Gergy, patrocinador de los nuevos trabajos, encargó a Edmé Bouchardon numerosas estatuas incluyendo una Virgen en plata maciza. Saint-Simon pretendió que el cura se había procurado el metal para esa estatua distrayendo discretamente los cubiertos cuando comía en las casas de sus parroquianos. El cronista dio a la estatua el apodo de «Nuestra Señora de la Vieja Vajilla» (Notre-Dame de la Vieille Vaisselle).
Servandoni no tuvo tiempo para completar su trabajo. Dirigió la erección de los dos primeros órdenes de la fachada tal como se pueden ver hoy y el primer piso de las torres. En dos pinturas de Pierre-Antoine Demachy que representan la Foire de Saint-Germain, antes y después del incendio de 1762, se puede ver el frontón entre las torres, al fondo de la fachada. Ese frontón también aparece representado en el plano de Turgot. En la publicación del arquitecto Pierre Patte (1723-1814) de julio de 1767, Mémoire sur l'achèvement du grand portail de l'église de Saint-Sulpice, escribió que Servandoni habiendo hecho ejecutar el segundo orden de la fachada en piedra de Saint-Leu, el frontón arriesgaba desbordar las columnas del segundo orden, «lo que hizo con razón abandonar ese proyecto». Patte propuso un proyecto de frontón para resolver las dificultades que Servandoni no había sabido resolver. En 1768 la Academia de arquitectura fue consultada por el consejo de Fábrica de la iglesia sobre los proyectos de Patte y de Oudot de Maclaurin en lo concerniente a la parte alta de la fachada y de las torres. La Academia solamente emitió algunas observaciones menores.

#### Los trabajos bajo Oudot de Maclaurin (después de 1765)
Oudot de Maclaurin ya era arquitecto de la iglesia de San Sulpicio en 1765, un año antes de la muerte de Servandoni. Fue nombrado arquitecto por Jean du Lau d'Allemans, tío de Jean Marie du Lau d'Allemans, cura de San Sulpicio desde 1748 hasta su renuncia en 1777. Continuó con la construcción de las torres de la fachada inspirándose en los primeros planos de Servandoni que había planeado dos torres similares de dos plantas rematadas por un gran escalonamiento que soportaría una estatua de gran tamaño. Por ello construyó la torre sur similar a la torre norte, aunque eliminando el escalonamiento superior. El consejo de la Fábrica de la iglesia no quedó satisfecho con el resultado. También habría construido el frontón previsto en el plan de Servandoni, un frontón que habría sido demolido tras ser alcanzado por un rayo en 1770, aunque el estudioso Michel Portal indica que ese frontón nunca se construyó. Es probable que el frontón dibujado en el plano final nunca se construyese por la razón dada por Pierre Patte y que fuese el frontón construido antes de 1762 el que fuese destruido. Oudot Maclaurin debió retirarse en 1772. Los dos campanarios se mantuvieron similares durante unos años.

#### El problema de las torres

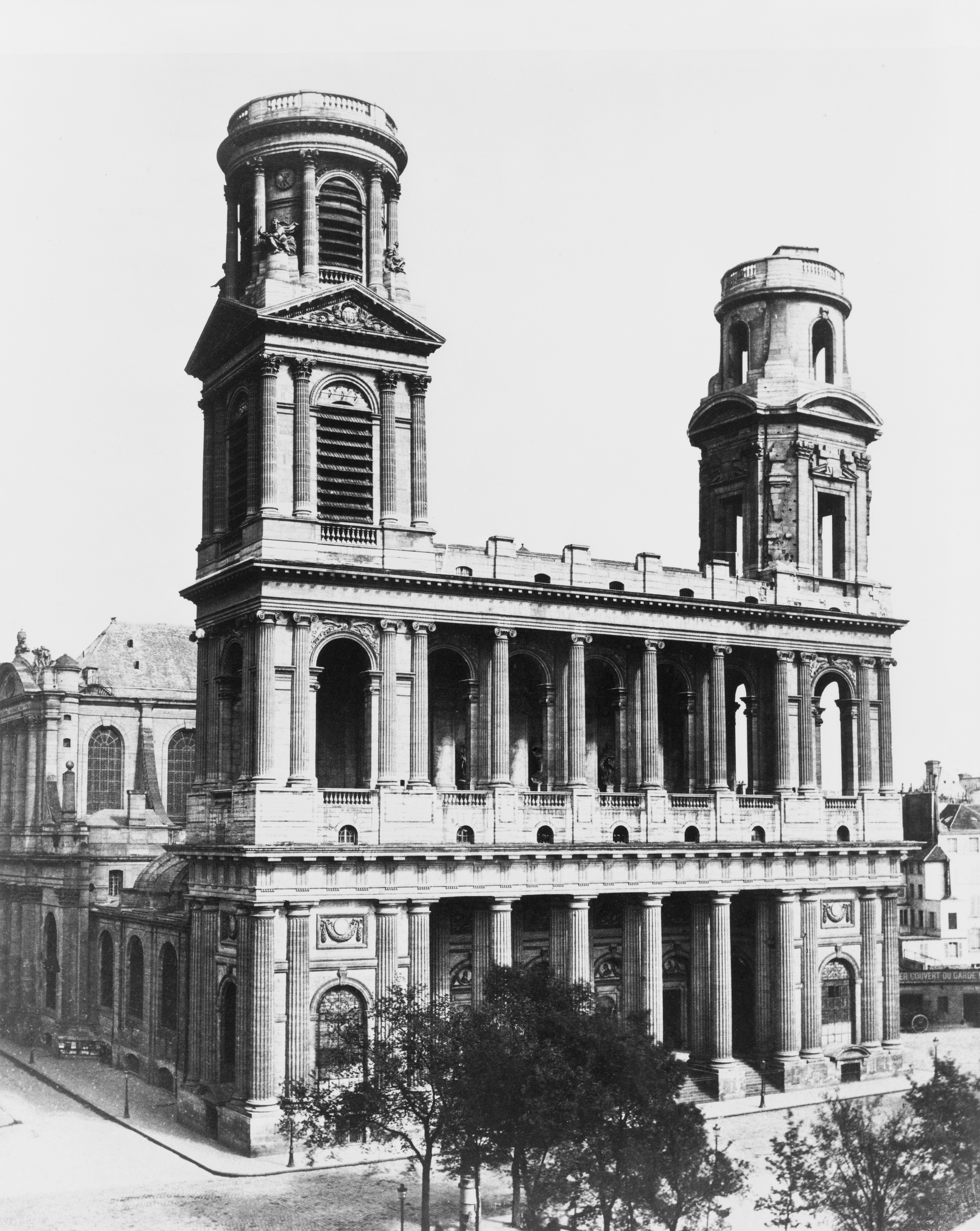
La iglesia en la década de 1860 (fotografía de Édouard Baldus).

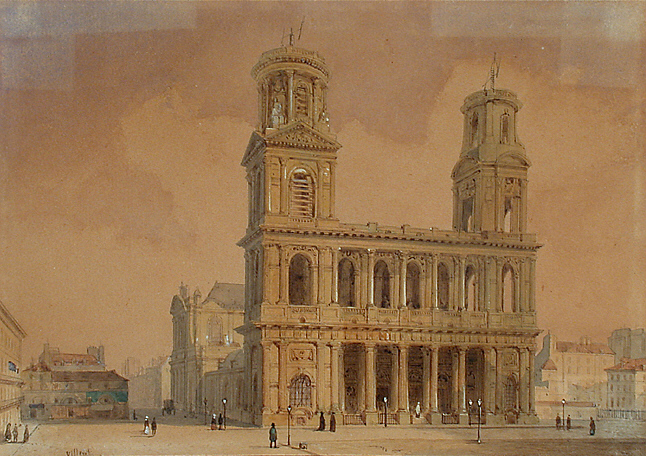
Iglesia de San Sulpicio a mediados del.

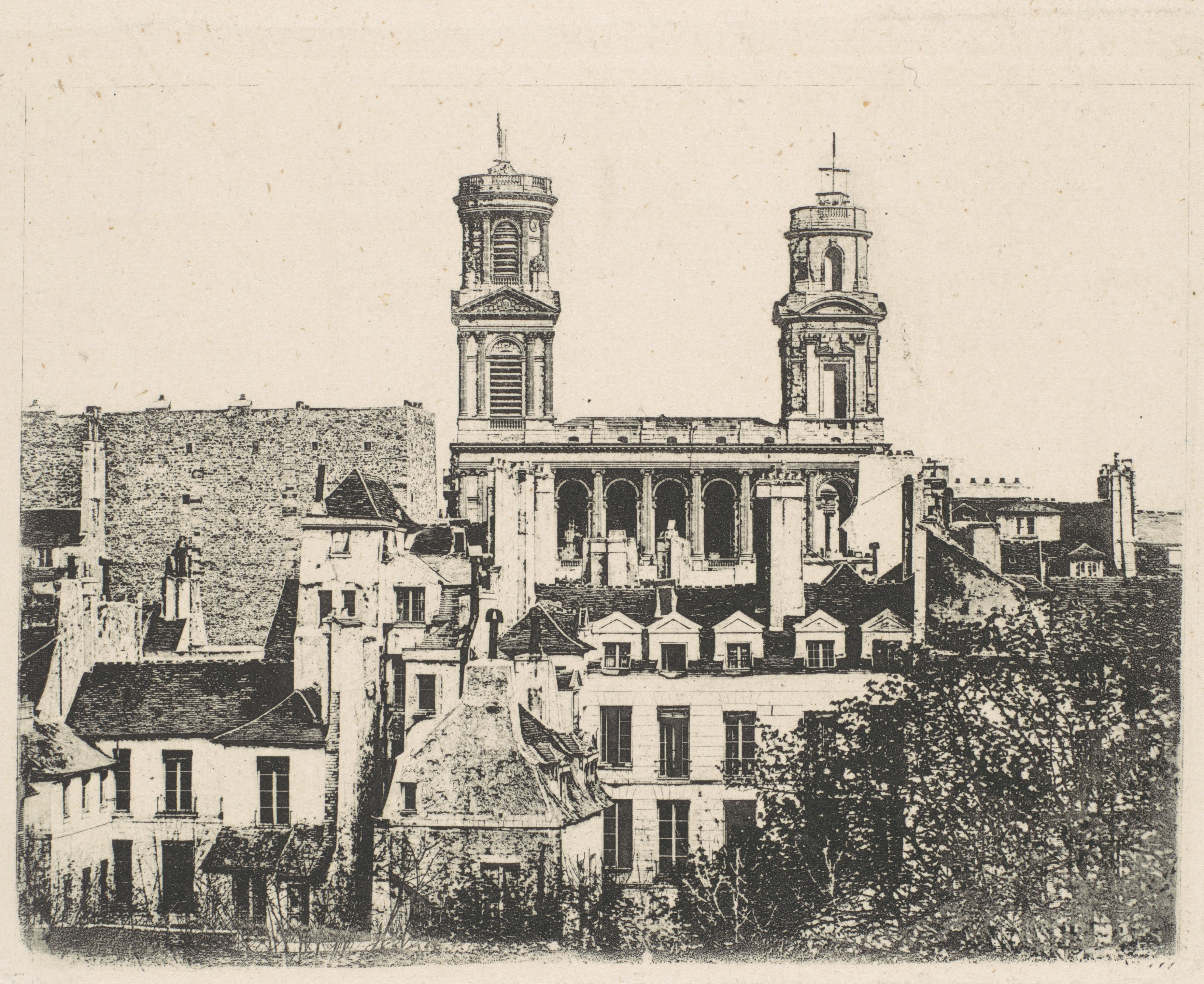
Las torres de San Sulpicio equipadas con telégrafo, hacia 1841.

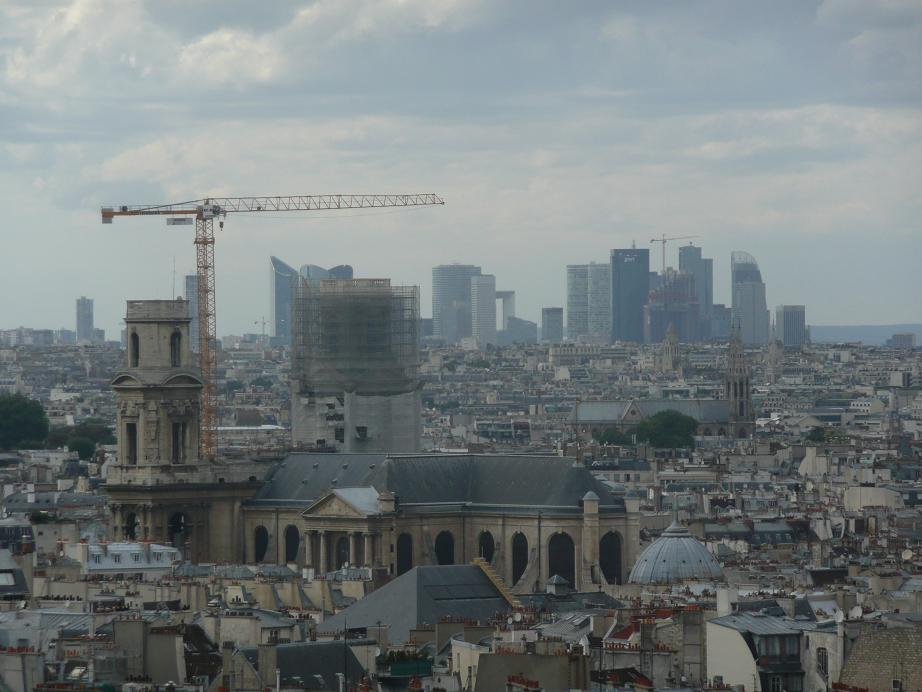
La iglesia en obras en 2008.

La torre norte, por su parte, había sido objeto de una modificación dirigida por Jean-François Chalgrin (1739-1811) para acordarla estilísticamente con los dos órdenes inferiores de la fachada. Chalgrin la vistió en 1777 con columnas y estatuas creadas por Louis Boizot (1743-1809), permitiendo completar el campanario con un rico programa iconográfico y colocar en él uno de los más grandes beffrois de la capital, al que dotó con balaustrada actual en lugar de un frontón entre 1777 y 1780. La torre sur, unos 5 metros menos alta que la torre norte, quedó inacabada. Las campanas se colocaron en la torre norte en 1782. Un andamio se elevó en la torre sur, pero no se utilizó nunca hasta ser definitivamente desmontado en 1792.
Charles De Wailly (1730-1798) fue encargado de la decoración de la capilla de la Virgen. En 1774, edificó el nicho en trompa que sobresale en voladizo sobre la rue Garancière.
En 1838 se abordó la cuestión de la finalización de las torres, dudando si debía completarse la torre sur siguiendo los planes de Servandoni y Maclaurin o siguiendo el plan de Chalgrin. El Consejo de los edificios civiles decidió finalmente completar la torre sur según los planos del primero, por respeto a su obra.
La construcción duró casi ciento treinta años. Finalmente se completó en 1870, pero en 1871 los obuses prusianos dañaron la torre norte. La restauración de esa torre norte no se hizo hasta 1911.
A finales del siglo XX se acometió una amplia campaña de trabajos de restauración, incluyendo la torre norte del edificio. La iglesia fue en ese momento un destacado lugar en la estegofilia —pasión de escalar en los tejados de París. La fachada de la iglesia es visible de nuevo desde 2011.

### La iglesia de San Sulpicio en la historia
Bajo la Revolución, la iglesia se convirtió en un Templo de la Razón y después, con los teofilantropistas, en el templo de las Victorias donde se celebró la fiesta del aniversario del castigo del último rey. Después, bajo el Directorio, sirvió como almacén de grano y de sala de banquetes.
En ese momento, el inventor Claude Chappe (1763–1805)instaló en cada una de las torres un telégrafo óptico. La torre sur era el punto de partida de la línea sur que iba a Lyon (desde 1798) y luego hasta Turín (desde 1805) y cuya primera estación estaba en Villejuif; mientras, el de la torre norte conectaba con Fontenay-aux-Roses, y era el final de la línea que iba hacia Estrasburgo (en 1798) y luego a Maguncia (en 1813).
En el curso de las varias revoluciones que se produjeron en el siglo XIX, muchos objetos de la iglesia fueron saqueados: este fue el caso de la gran Virgen en plata maciza, que había sido hecha a partir de las donaciones de los parroquianos.

#### Antiesclavismo

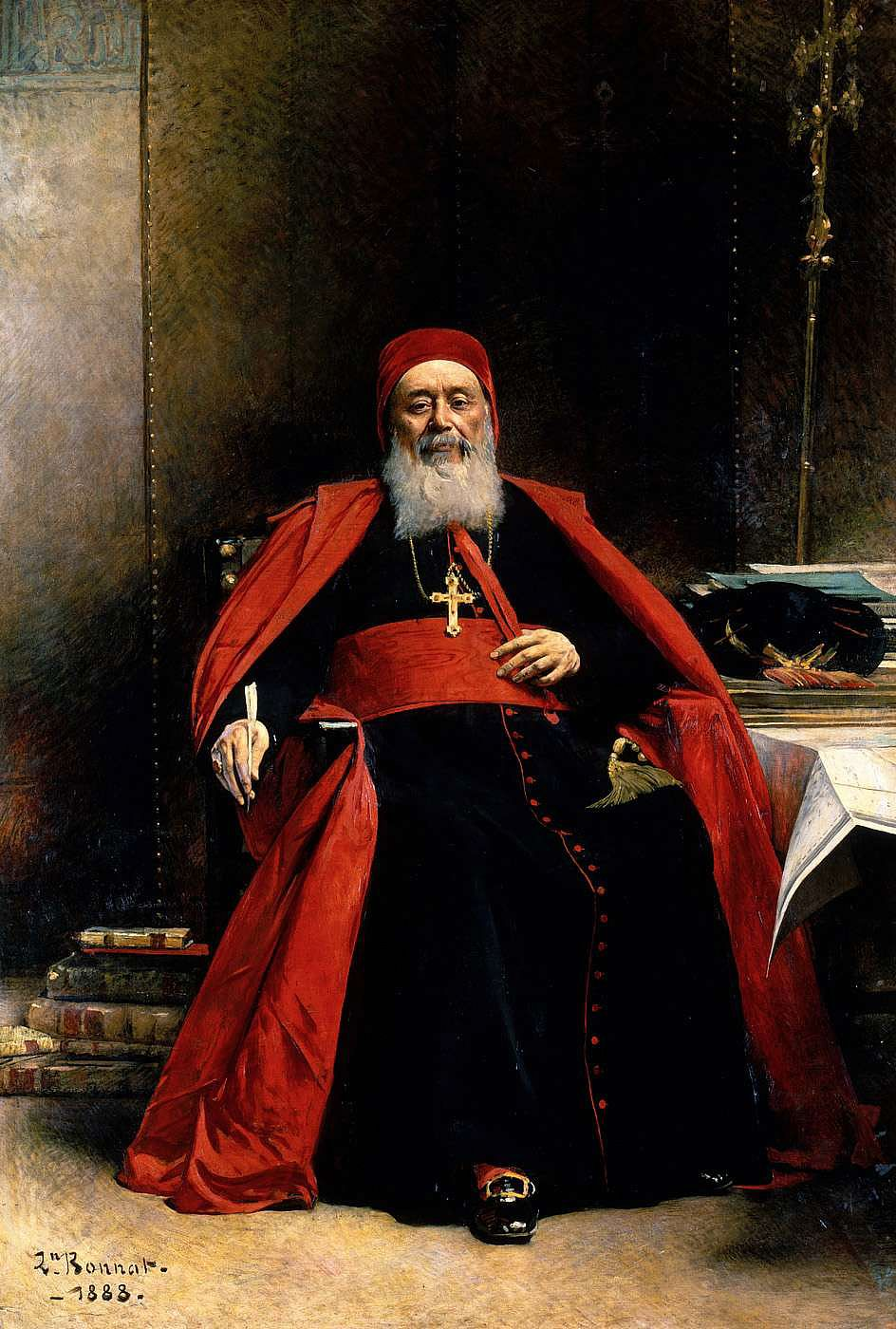
Retrato del cardenal Charles Lavigerie, por Léon Bonnat.

Gracias a la relación del cardenal Charles Lavigerie con la iglesia de San Sulpicio durante su juventud, fue dos veces el marco de su gran proyecto antiesclavista: en 1888, en una conferencia sobre la esclavitud en África y, en septiembre de 1890, del Congreso libre antiesclavista bajo el patrocinio del papa León XIII y presidida por el cardenal Lavigerie; acogió a representantes de varios países europeos, así como de ultramar.

#### Bodas y funerales de notables
Varias personalidades se casaron en esta iglesia, como el escritor Victor Hugo con Adèle Foucher (12 de octubre de 1822) o Camille y Lucile Desmoulins, con Robespierre entre los testigos. También fueron enterrados en ella y se encuentran en las cavas de las criptas del sótano o en los muchos monumentos funerarios numerosos eclesiásticos, simples sacerdotes o prelados, y también algunos laicos como Madame de La Fayette, Mademoiselle de Champmeslé, Armande Béjart o el mariscal de Lowendal.
La iglesia también ha servido de marco para importantes funerales religiosos, como los de Alexis Simon Belle (22 de octubre de 1734), de Félix Barthe (31 de enero de 1863), de Richard Descoings (11 de abril de 2012), de Albert Jacquard (19 de septiembre de 2013), de Patrice Chéreau (16 de octubre de 2013), de Christophe de Margerie (27 de octubre de 2014), de Sylvie Joly (9 de septiembre de 2015) o de Michel Delpech (8 de enero de 2016). Como sustituta temporal de la Catedral de Notre Dame, se celebró en ella la misa fúnebre del expresidente Jacques Chirac (30 de septiembre de 2019).

## Descripción del edificio

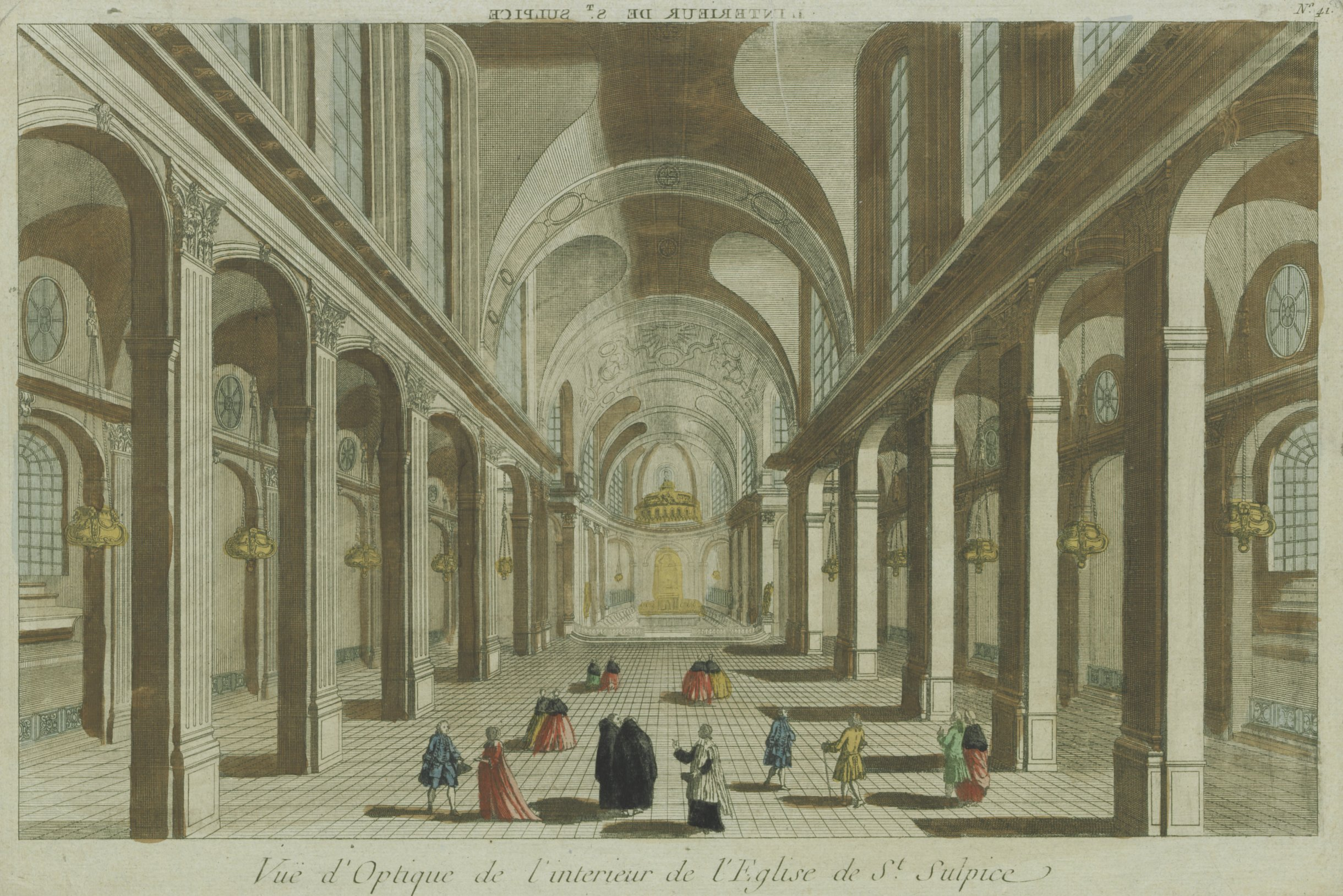
Perspectiva de la nave de la iglesia de San Sulpicio de París, finales del.

La iglesia de San Sulpicio, orientada en el sentido habitual oeste-este, es un edificio imponente de 120 m de largo, 57 m de ancho, 30 m de altura bajo la bóveda central; es después de Notre Dame, la iglesia más grande de París.
Las peripecias y la dilación de su construcción entre los planes iniciales de Daniel Gittard, datados en 1660, la reanudación de los trabajos por parte del discípulo de Jules Hardouin-Mansart, Gilles-Marie Oppenord, en 1719, la solemne dedicación de 1745 y hasta la elevación definitiva de la fachada occidental entre 1732 y 1870 explican el estilo dispar, mezcla entre una arquitectura jesuita inspirada en el Gesù de Roma y una arquitectura más clásica, a veces llamada en parte por esta razón, estilo sulpiciano.
La planta y los principios arquitectónicos iniciales de Saint Sulpice se inspiraron de hecho en algunos edificios establecidos por los jesuitas, cuyo diseño se quería adaptado a la liturgia católica reformada del Concilio de Trento, "una iglesia en cruz latina, de una única nave, limitada por capillas comunicantes y transepto poco saliente, abovedada en barril, ventanas altas, cúpula en el crucero, fachada con dos órdenes superpuestos de anchura desigual coronada con un frontón ".
Este modelo arquitectónico se introdujo en Francia al principio del siglo XVII bajo múltiples variantes, especialmente en París, la iglesia hoy desaparecida de los Feuillant (1600-1608), la de los Carmelitas Descalzos (1613-1620), iglesia Saint-Paul-Saint-Louis (1627-1641) una vez profeso de jesuitas, el noviciado destruido de los jesuitas (1634) y la capilla de la Sorbonne (1634). También se encuentra, en parte, en la iglesia de Saint-Roch, más tardía.

### Exterior

#### Fachada principal (oeste)

##### Proyecto inicial

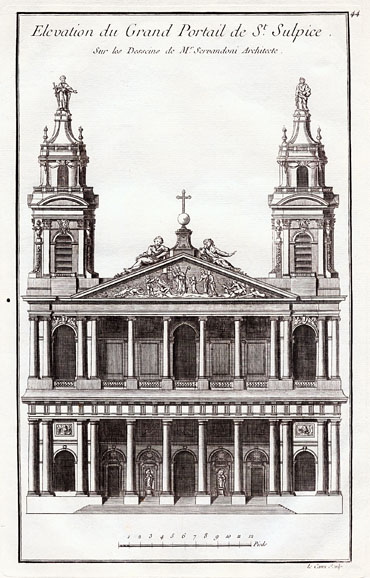
Primer proyecto de fachada de Servandoni (1732).

La fachada occidental, objeto de un concurso en 1732 al que se presentaron muchos proyectos, fue construida a partir de las propuestas innovadoras de Giovanni Servandoni, un antiguo arquitecto de decorados de teatro; rompiendo con el estilo del resto del edificio, el proyecto de la fachada estuvo fuertemente inspirado por la catedral de San Pablo (Londres), y quería ser una reacción neoclásica a la tradición barroca (a veces llamado estilo jesuita) ilustrada por la iglesia del Gesù de Roma. Incluye dos grandes pórticos a la antigua superpuestos —la planta baja de orden dórico y la superior de orden jónico— que unían las bases de las torres. Estos dos pórticos, perforados cada uno por siete arcadas, soportan un vasto frontón triangular y en los extremos de la fachada se elevan dos torres de unos 70 m de altura, más altas que las de Notre Dame.

Modelos del proyecto de fachada
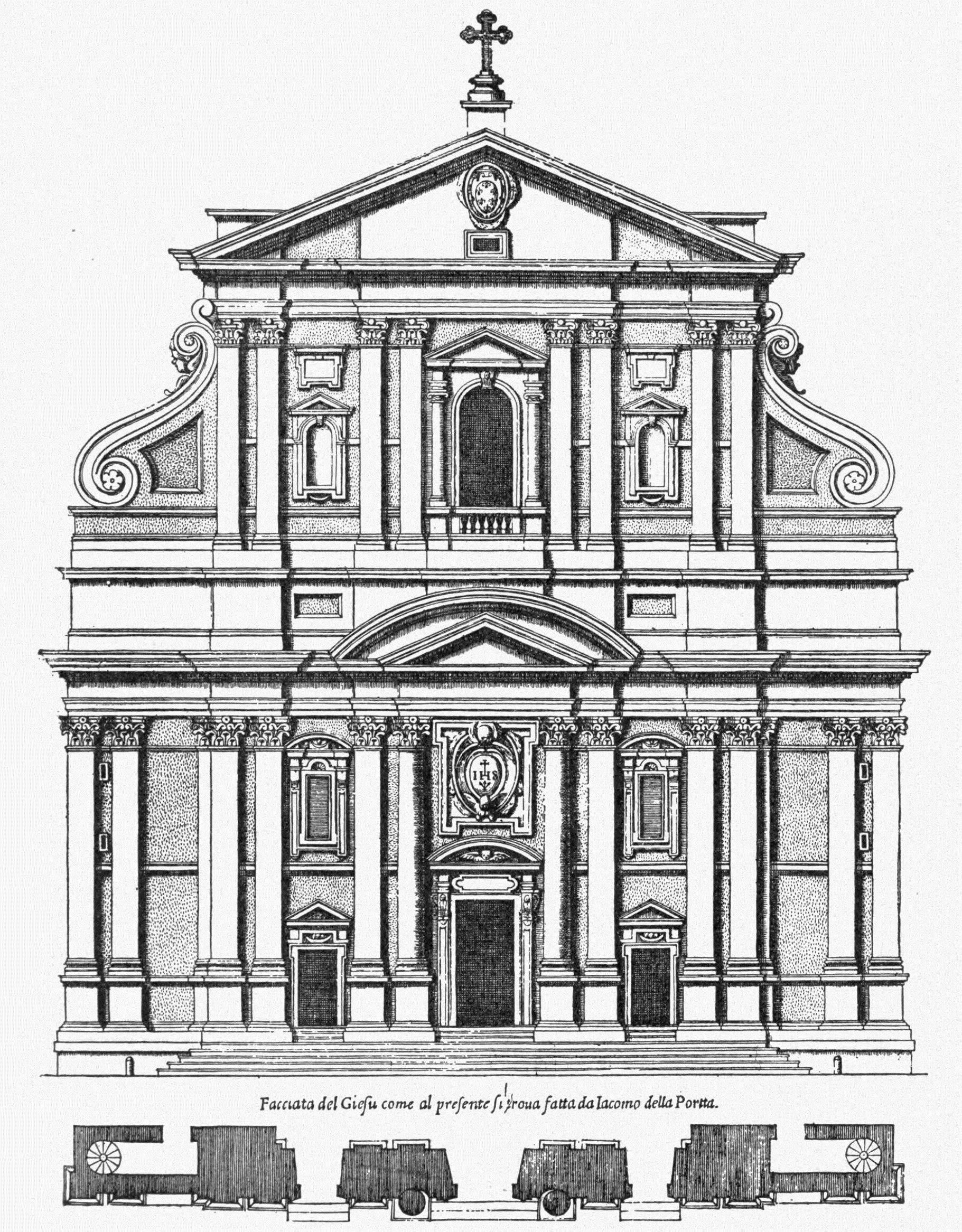
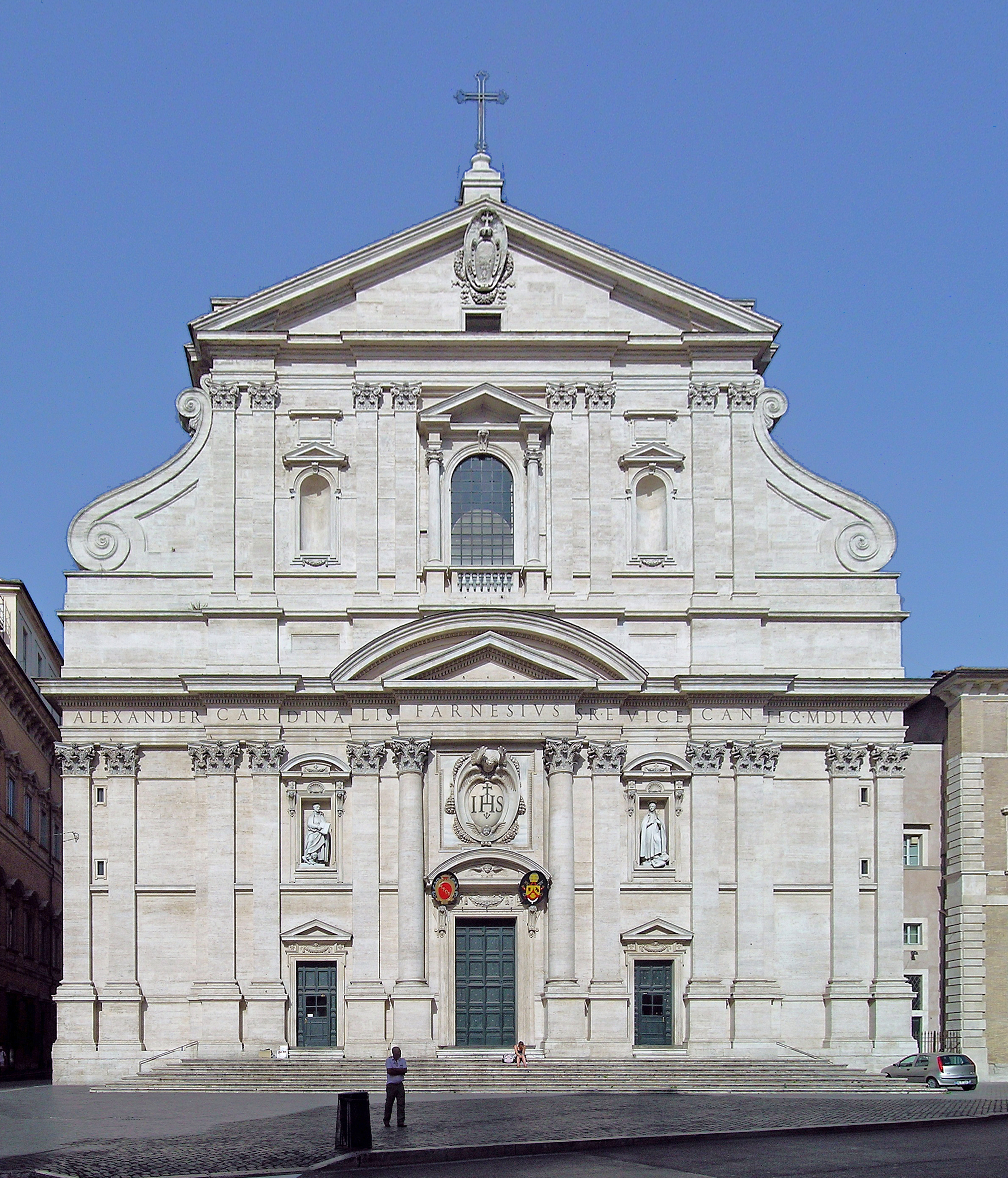
Fachada de la iglesia del Gesù (después de 1584), modelo habitual de las iglesias jesuitas.
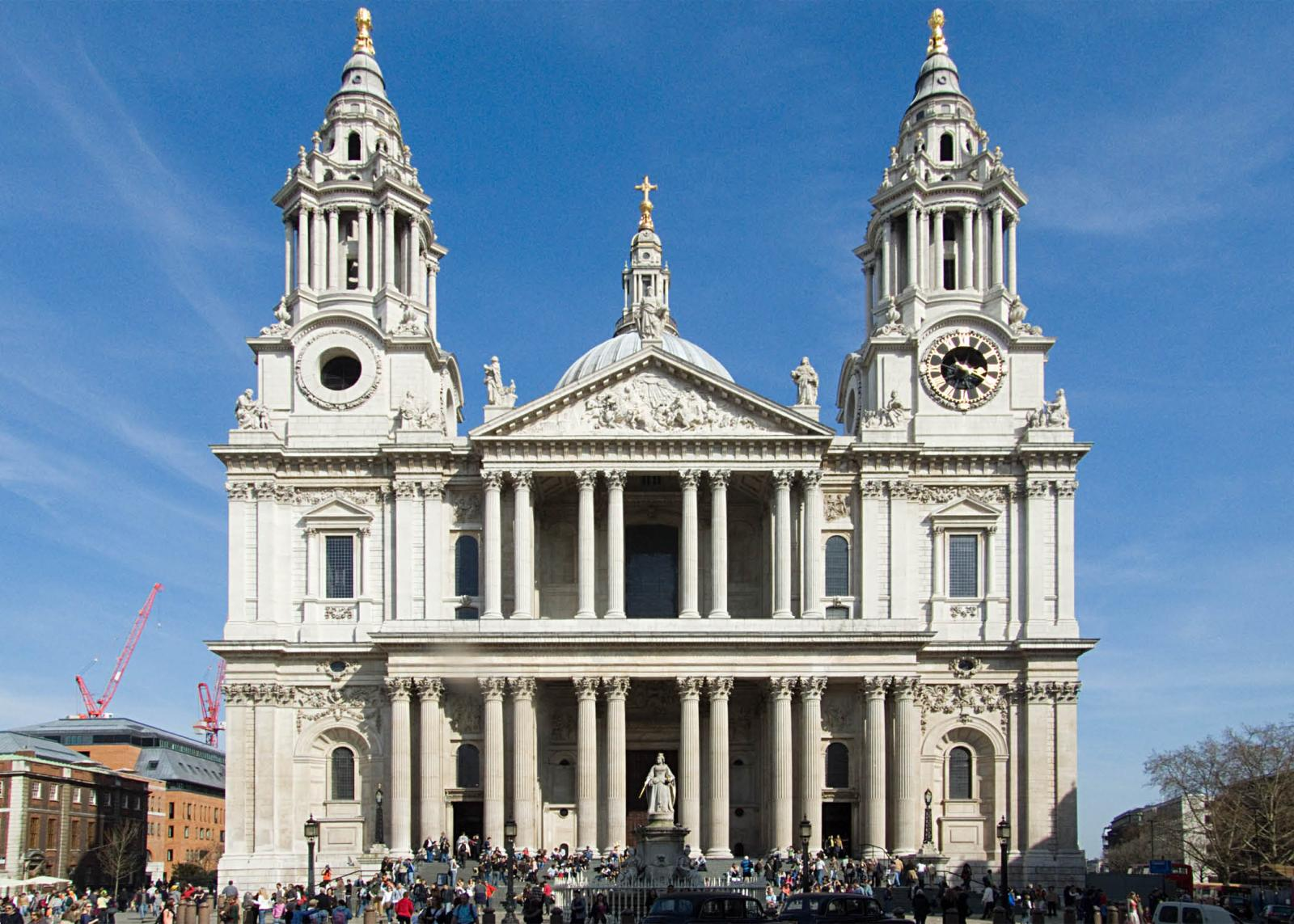
Fachada oeste de la catedral de San Pablo de Londres (1675-1710), modelo de la fachada de San Sulpicio.
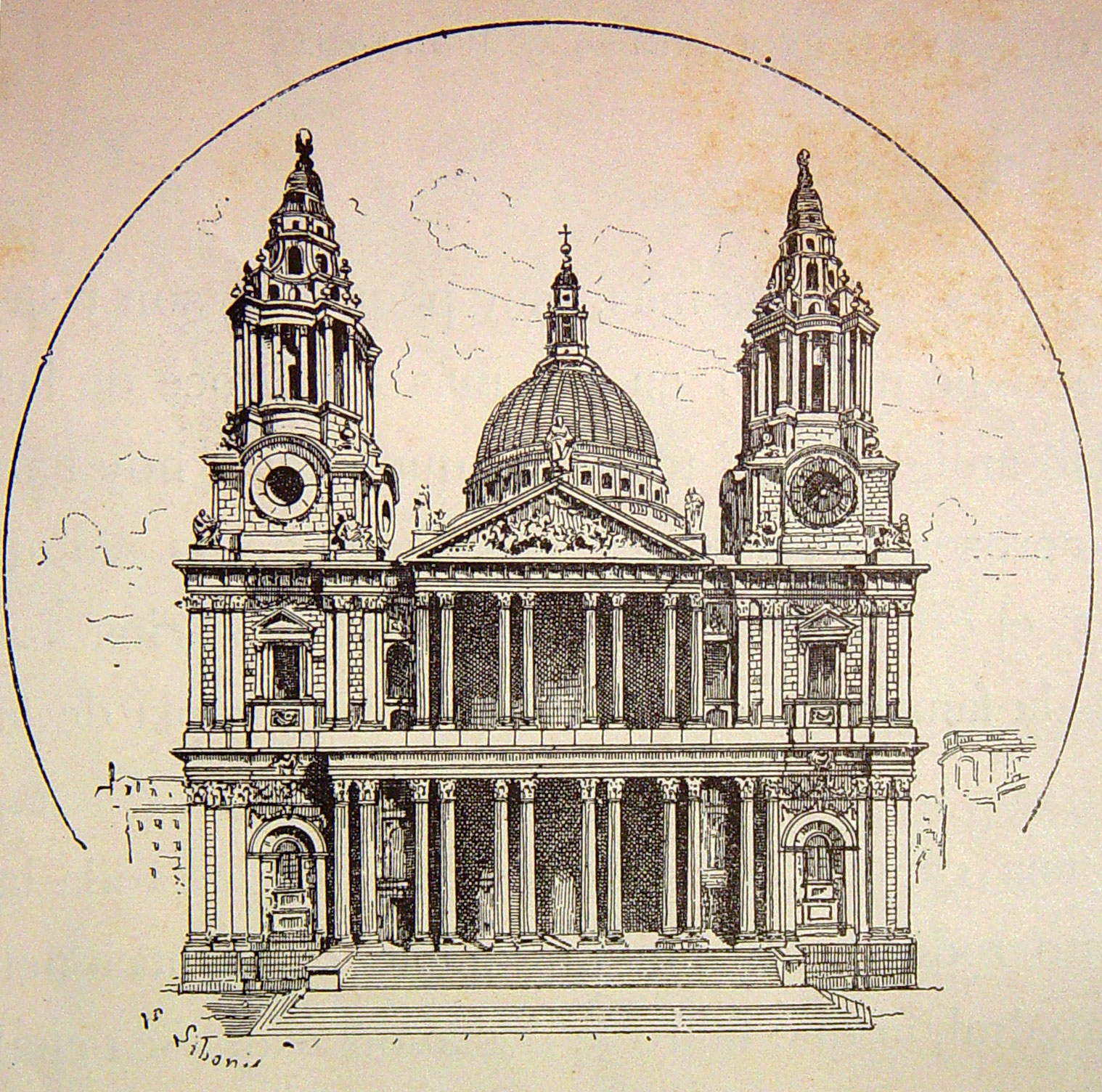

##### Fachada actual

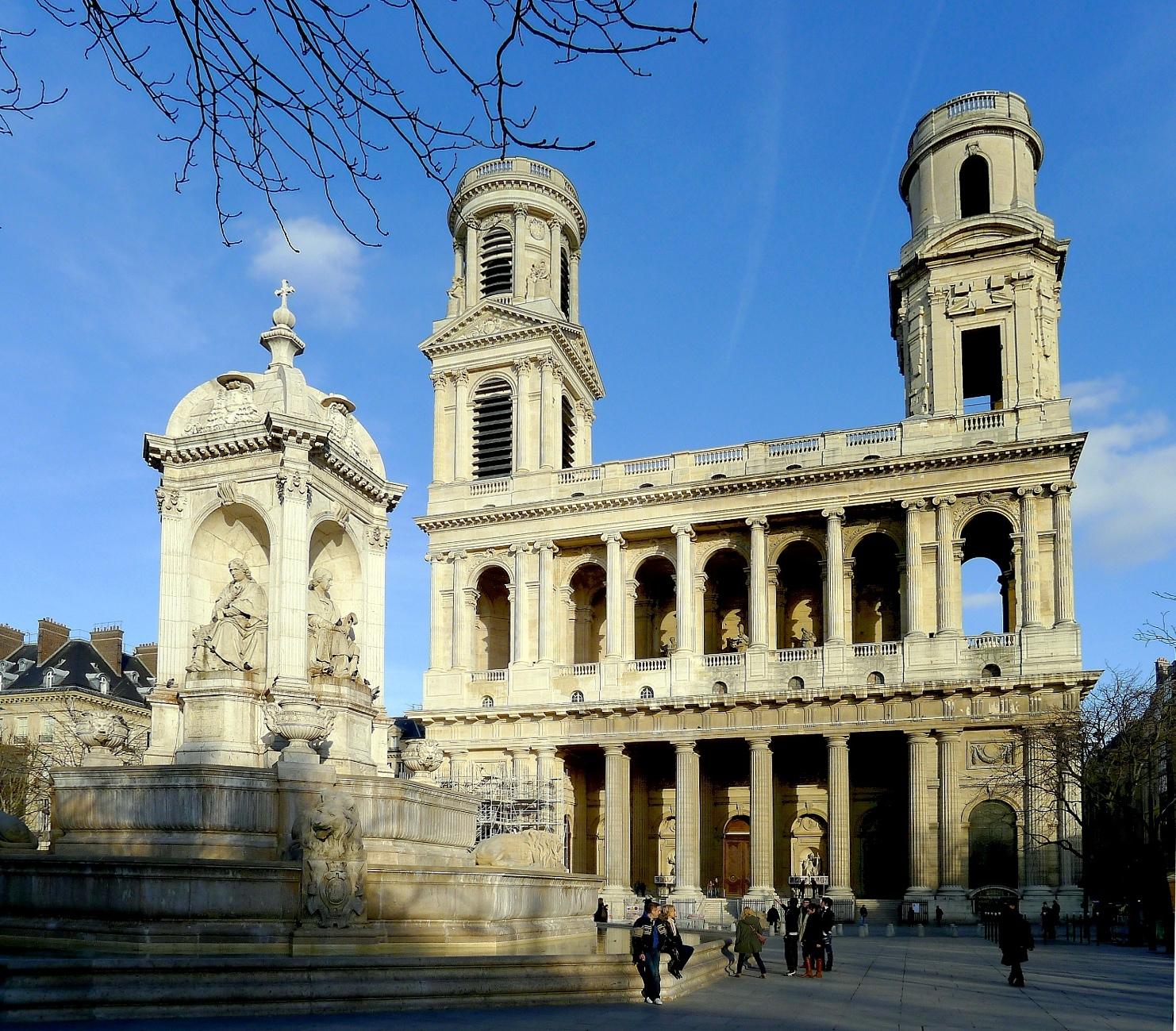
La fachada actual (2011).

Sin embargo, la fachada actual difiere significativamente de ese proyecto inicial. El gran frontón central destruido por un rayo nunca fue reconstruido. En cuanto a las torres, de las que Oudot de Maclaurin cambió la coronación, fueron criticadas y luego retomadas por Jean-François Chalgrin en 1777 que puso fin a la torre norte en 1780-1781. La otra, la torre sur, nunca se completó, como muestran los agujeros que la jalona, que soportaban el andamiaje de madera que terminó por ser retirado debido a su degradación.
San Sulpicio tiene dos torres de arquitecturas diferentes: la torre sur de Maclaurin terminada con una parte octogonal de frontones curvilíneos coronados por una parte circular y la torre norte de Chalgrin compuesta por una parte cuadrangular con frontones triangulares y una parte superior más alta también circular. Estas torres, ambas coronadas con una balaustrada en lugar de la linterna neorrenacentista previstas por Servandoni, generararon por tanto, contrariamente al proyecto inicial, una impresión de asimetría acentuada por su diferente altura (73 m la norte y 68 m la sur).

Perístilo
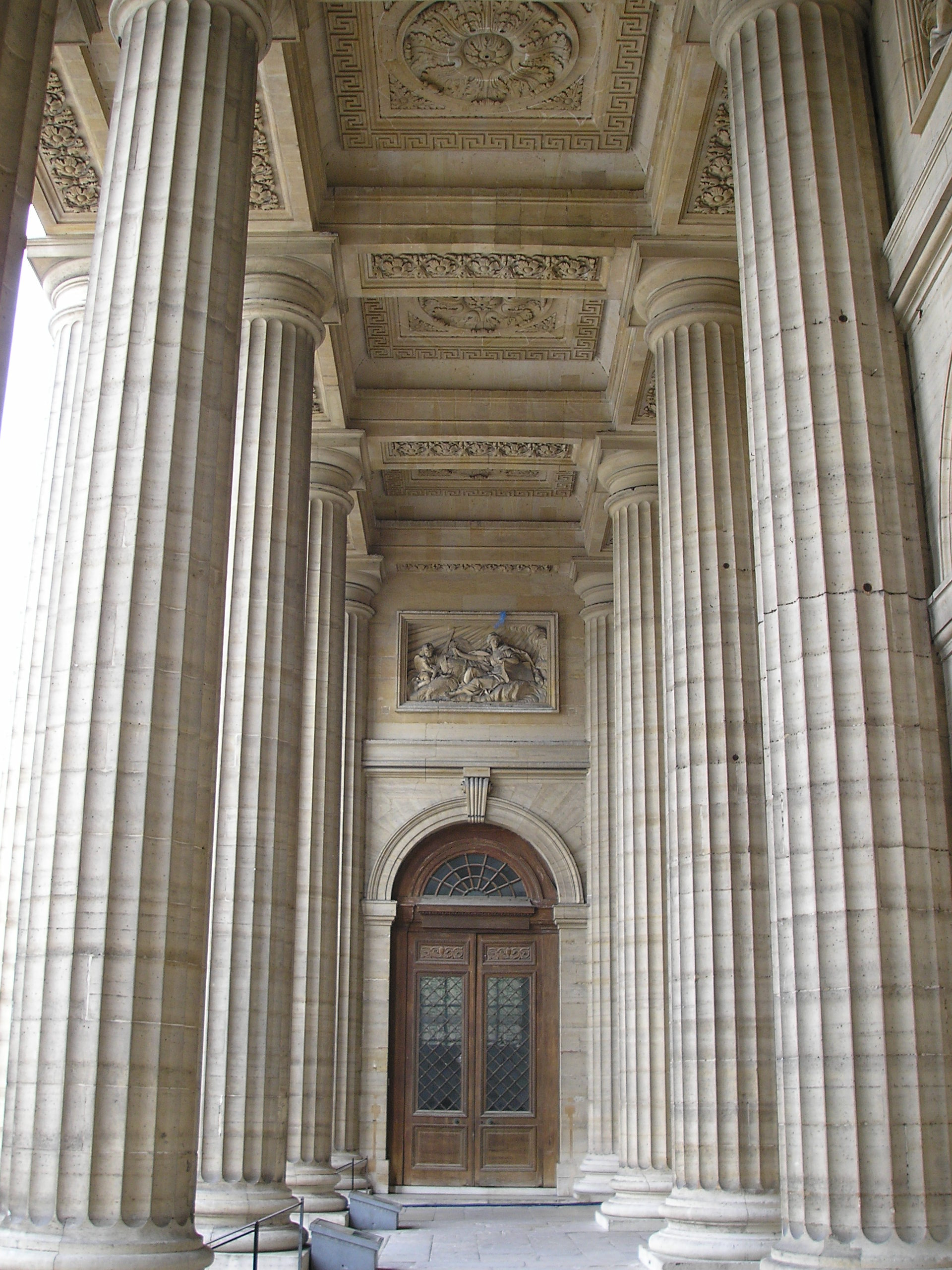
Vista en enfilada.
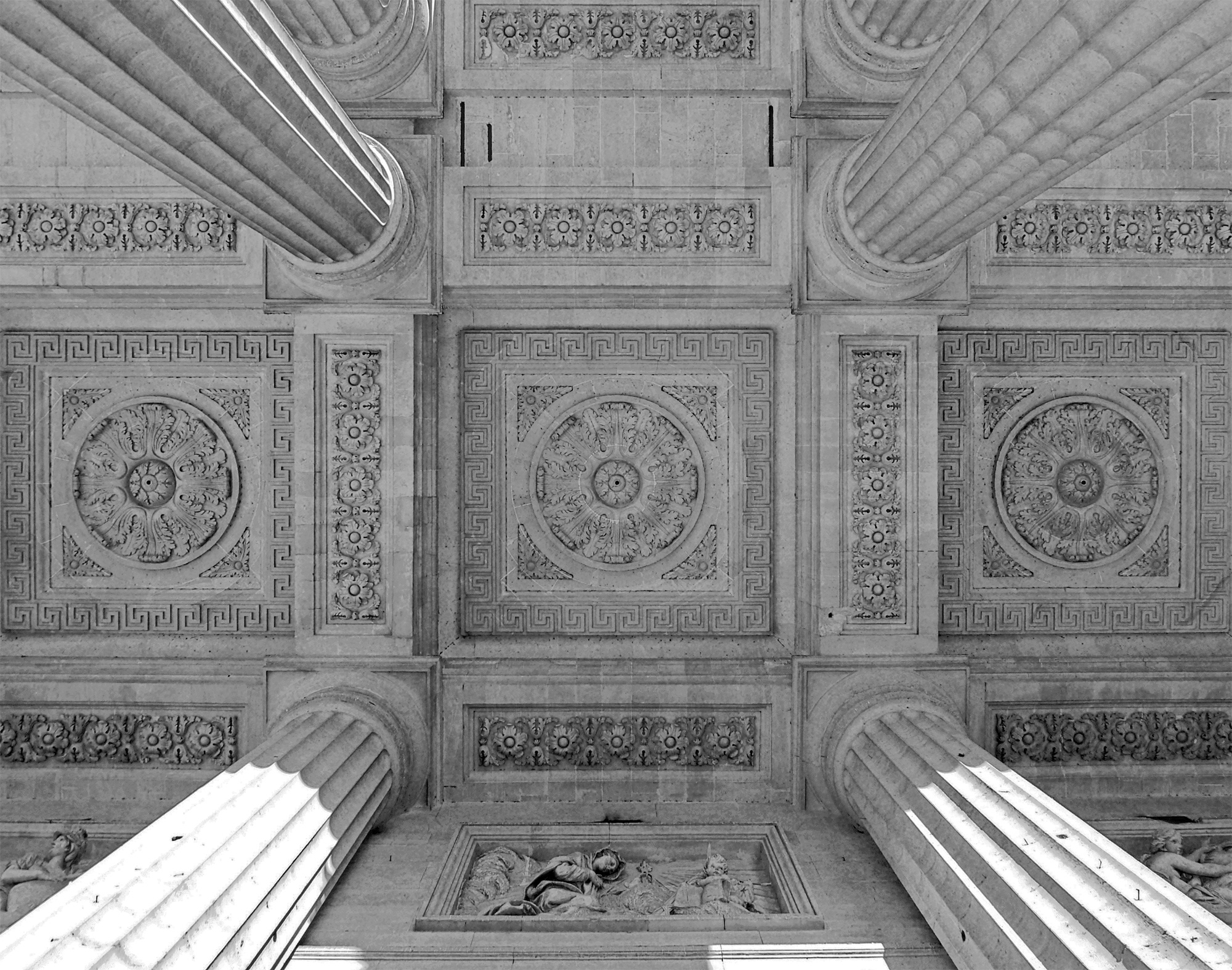
Intradós con casetones.
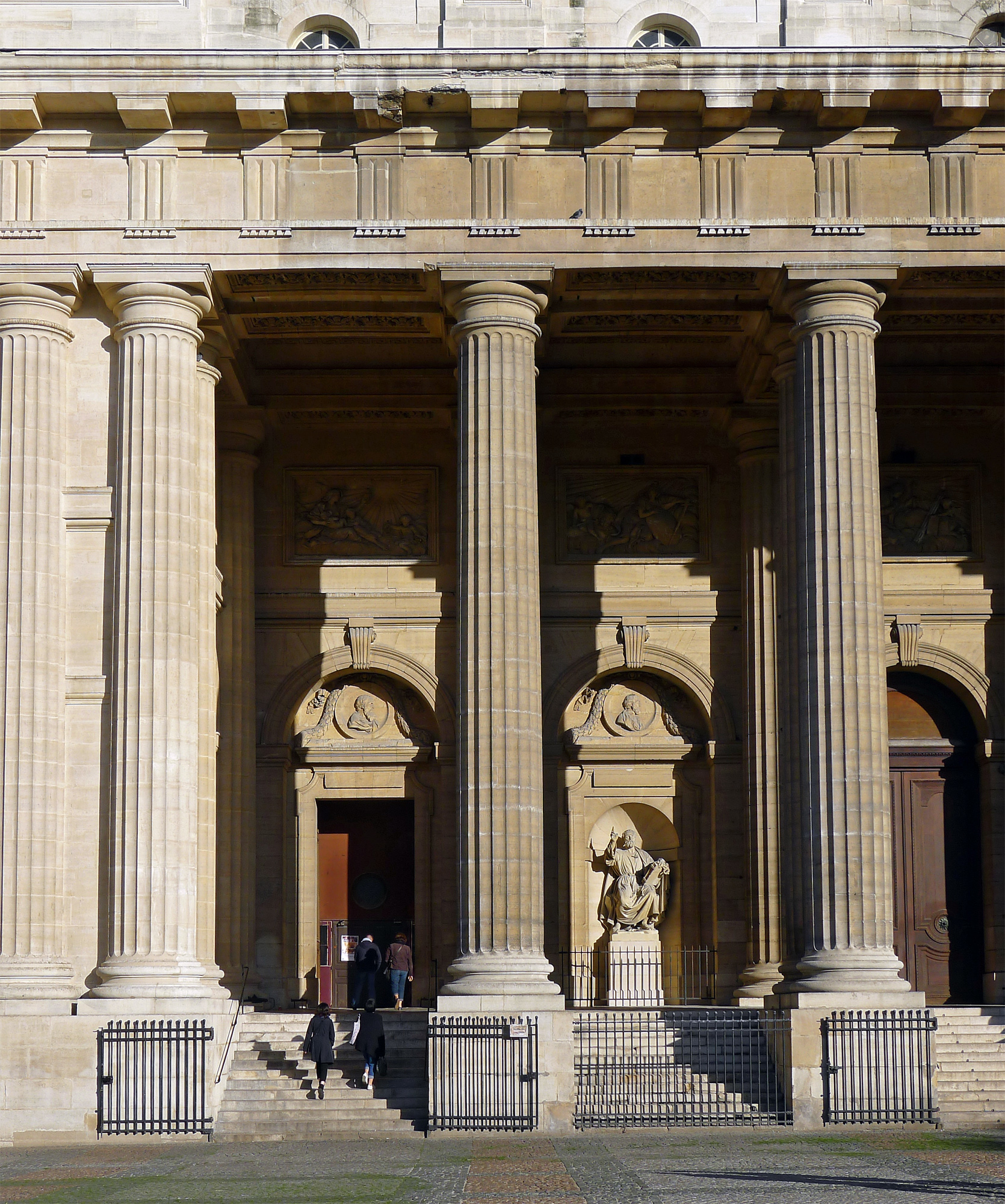
Perístilo visto de frente.
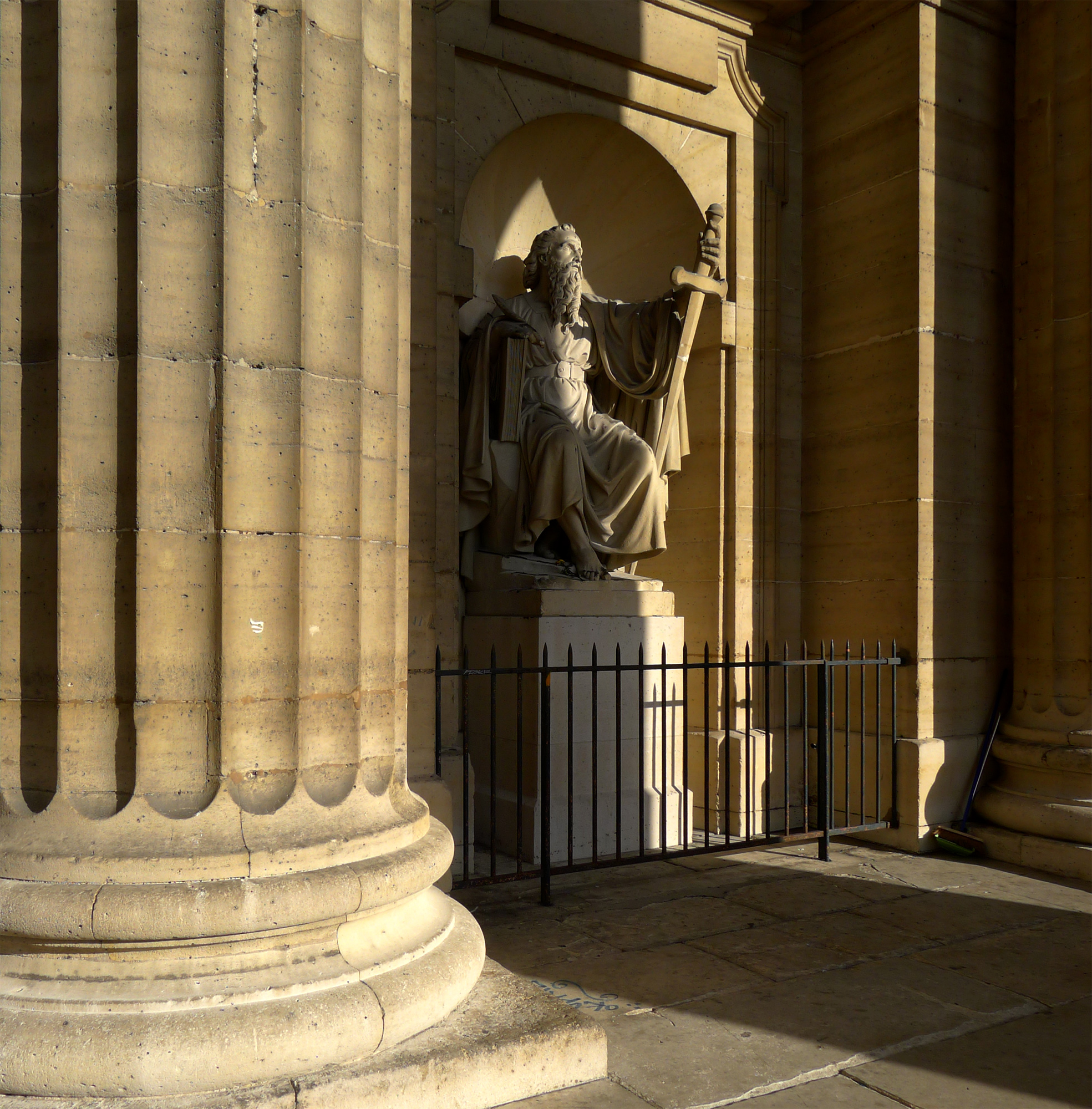
Una columna dórica acanalada con la estatua de san Pablo esculpida por Émile Thomas.

#### Otras fachadas
A diferencia de la fachada principal, las fachadas de los brazos de los transectos obedecen al modelo jesuita de «fachada de dos órdenes superpuestos de anchura desigual coronada con un frontón».
La primera piedra aparente del portal sur, llamado portal de San Juan Bautista, fue puesta por el regente el 4 de diciembre de 1719.

Otras fachadas
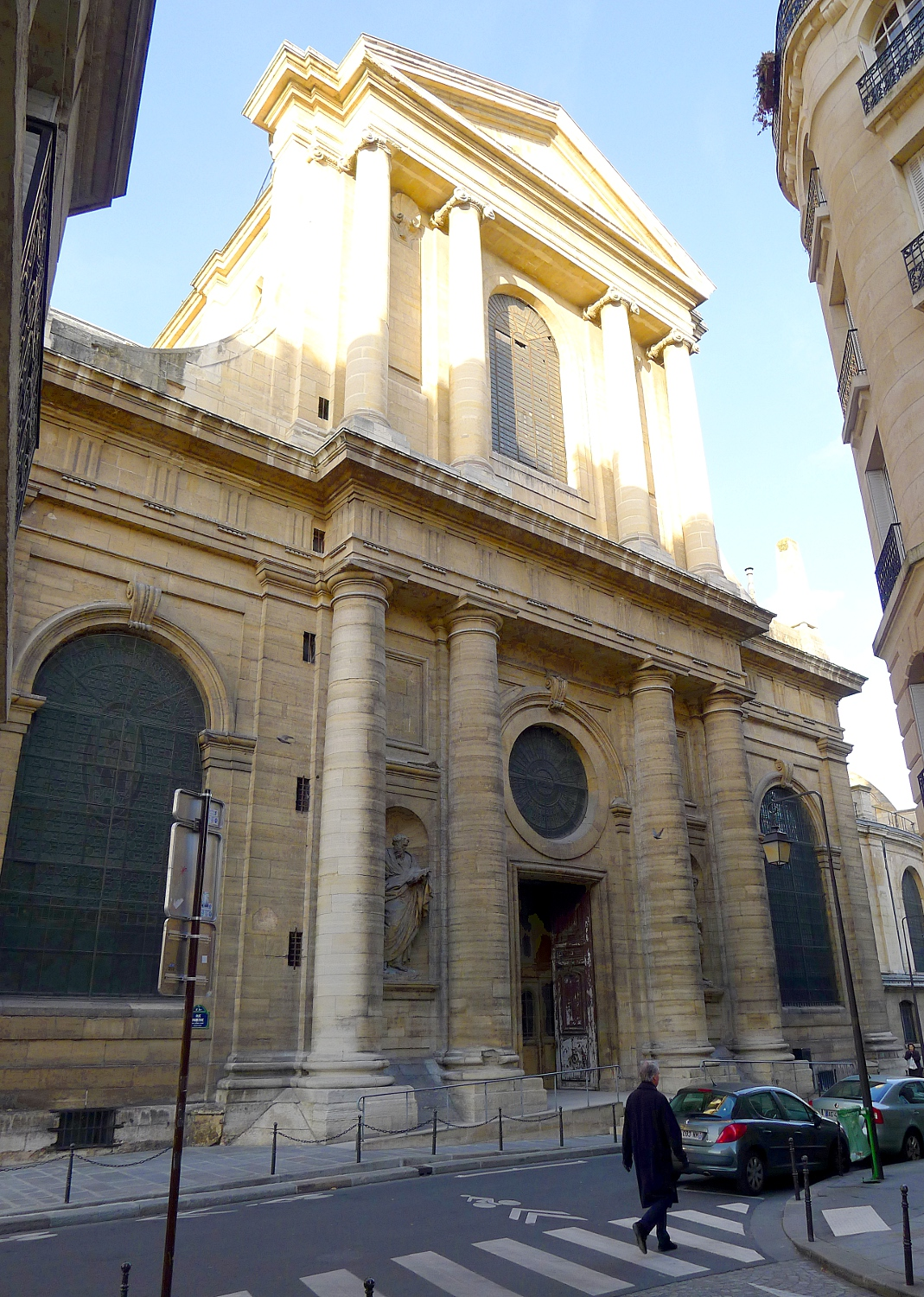
Fachada del transepto sur de Pierre Gittard.
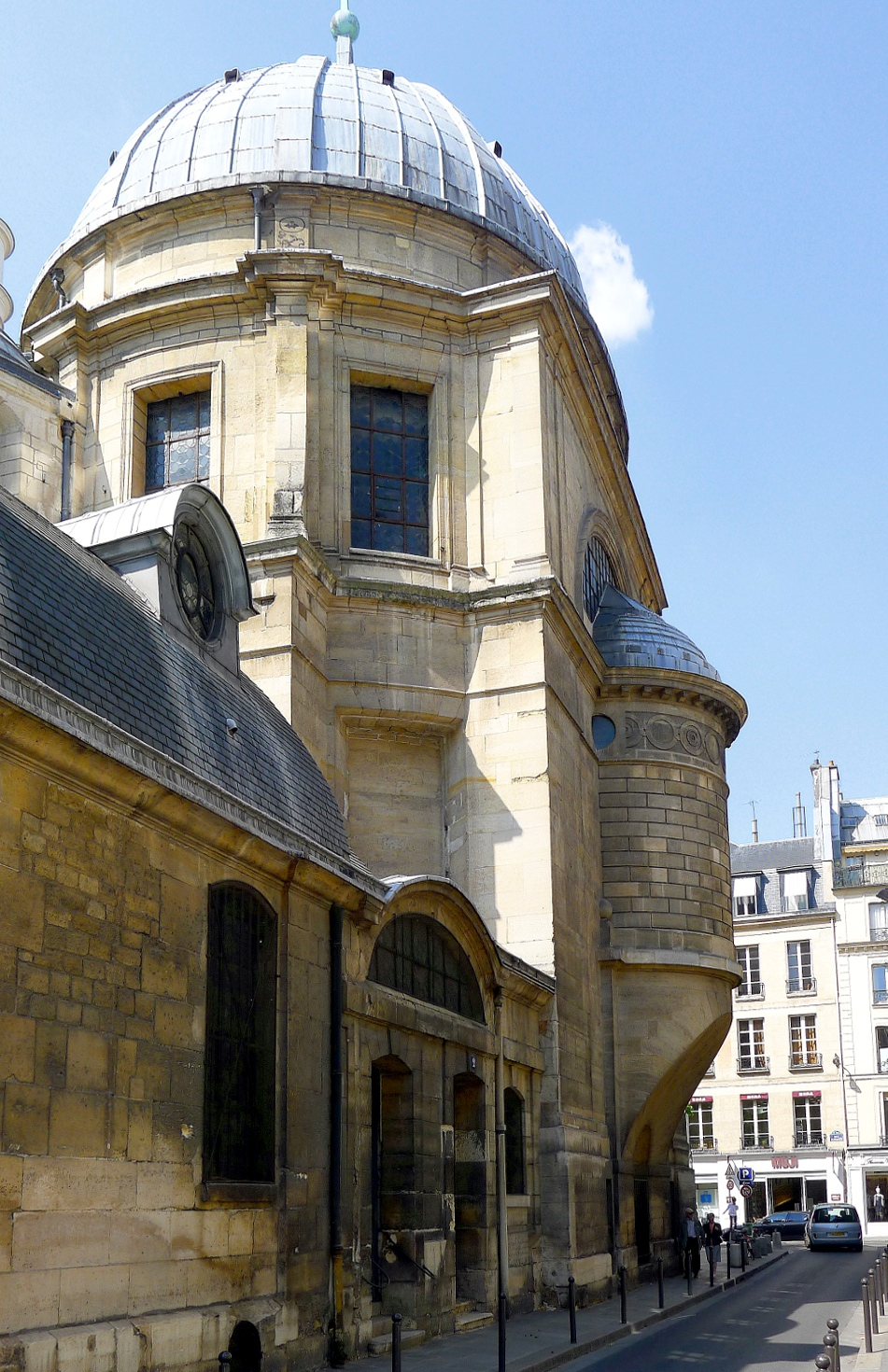
Capilla de la Virgen con el nicho en ménsula de Charles De Wailly sobre la rue Garancière (lado este).
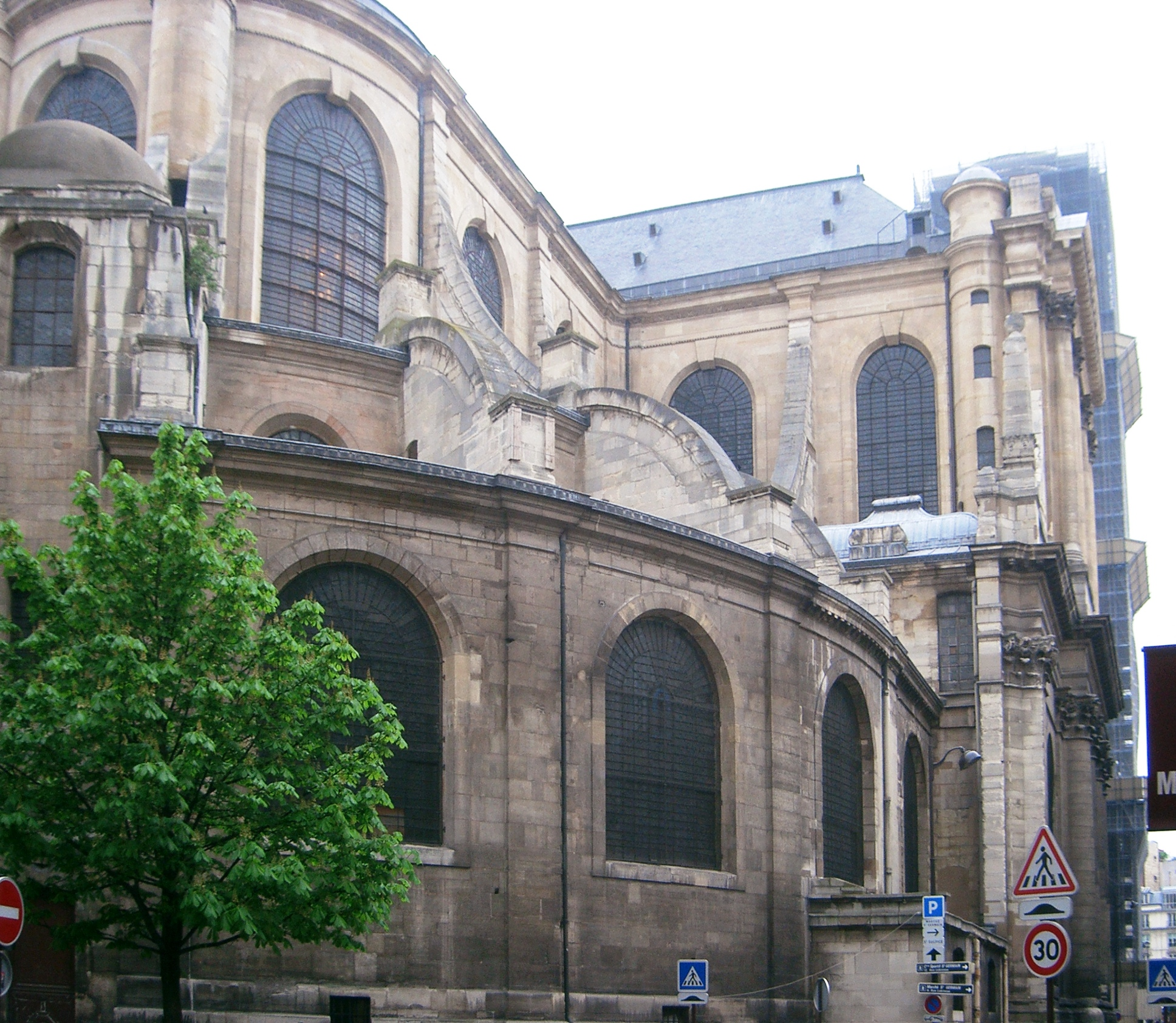
Vista exterior del coro, del deambulatorio y del transepto norte.
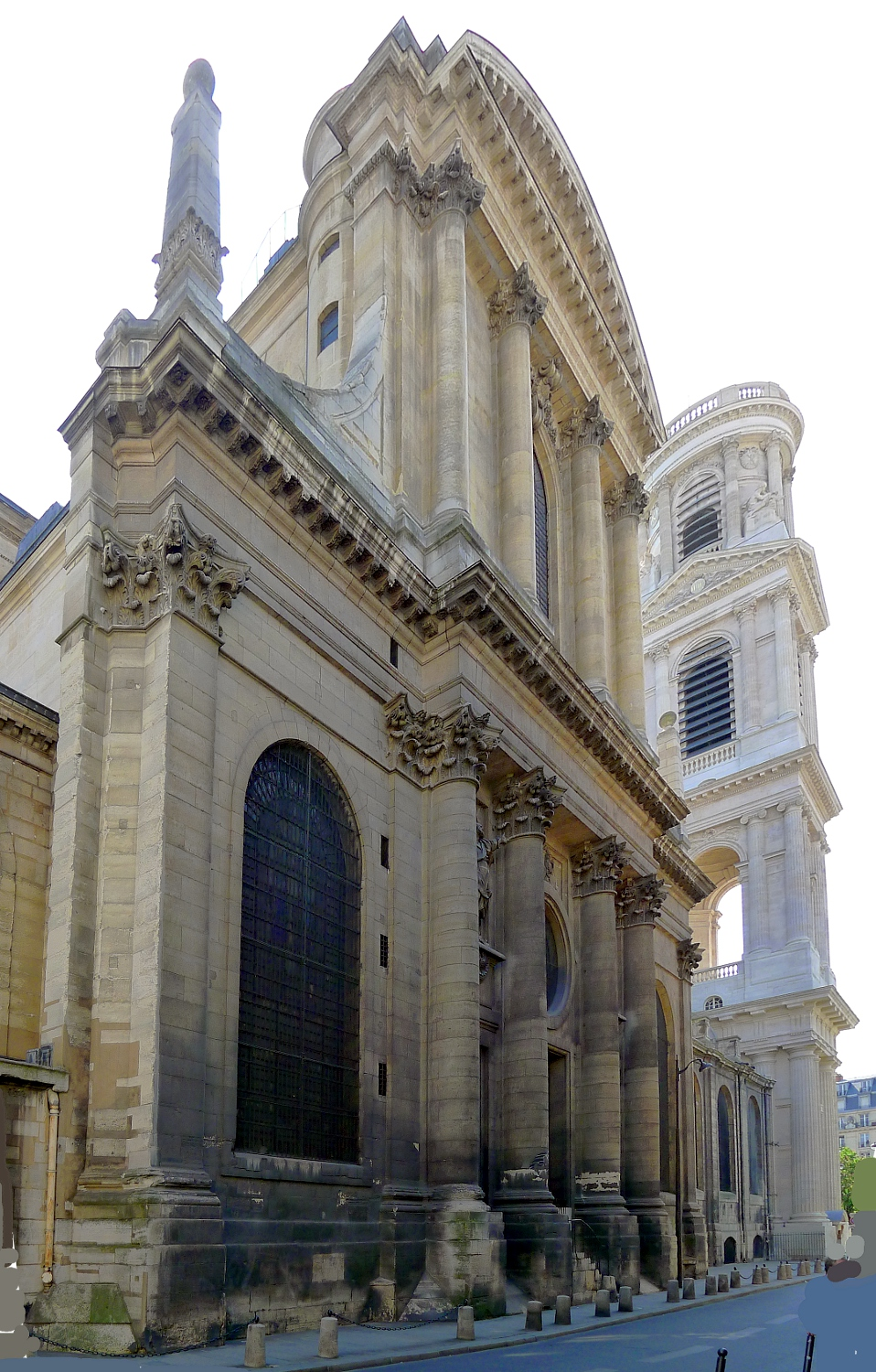
Fachada del transepto norte, con una de las torres principales al fondo.

### Interior

#### Nave principal

##### Deambulatorio

Deambulatorio
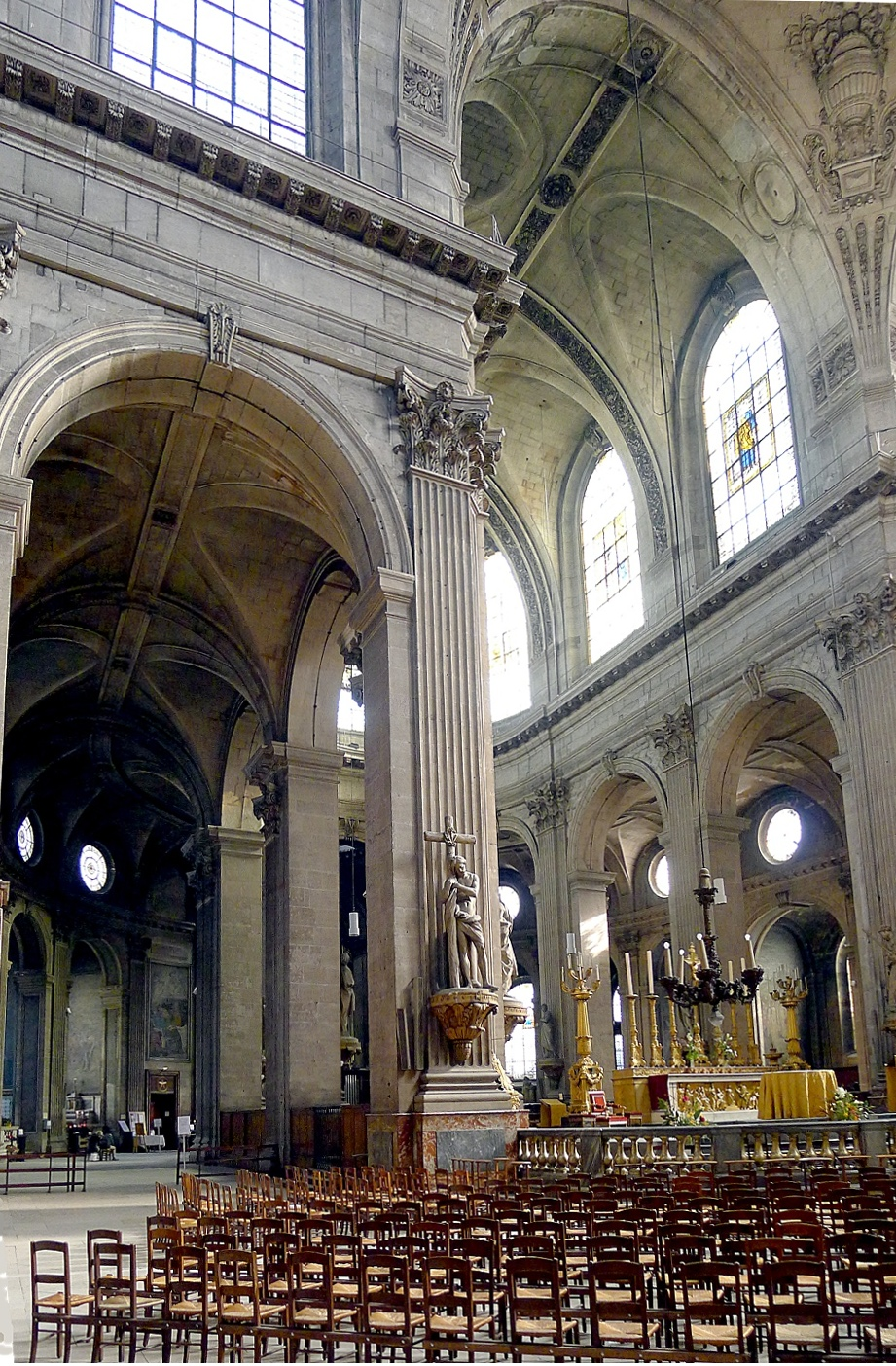
Deambulatorio, vista general.
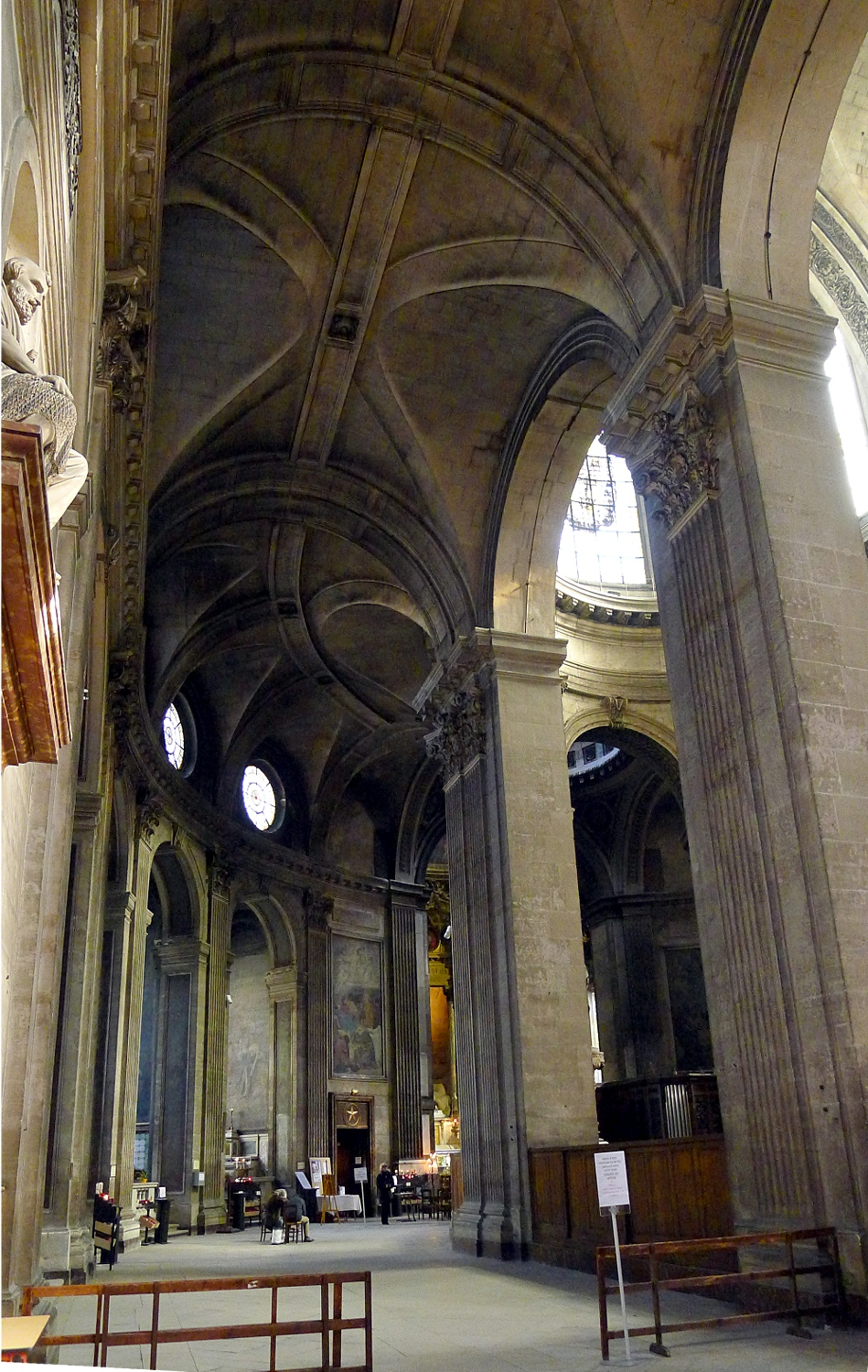
Deambulatorio norte.
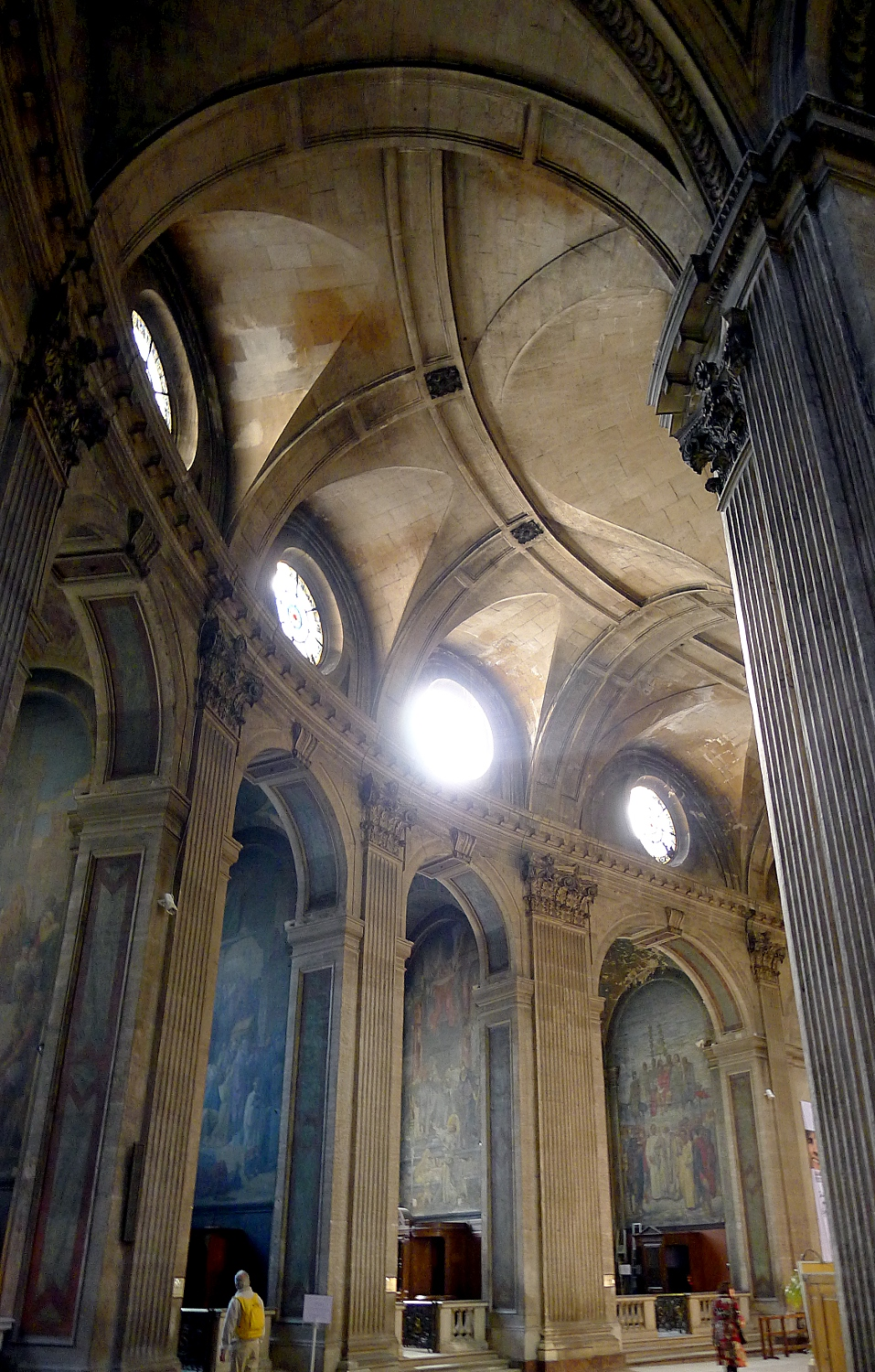
Deambulatorio sur.
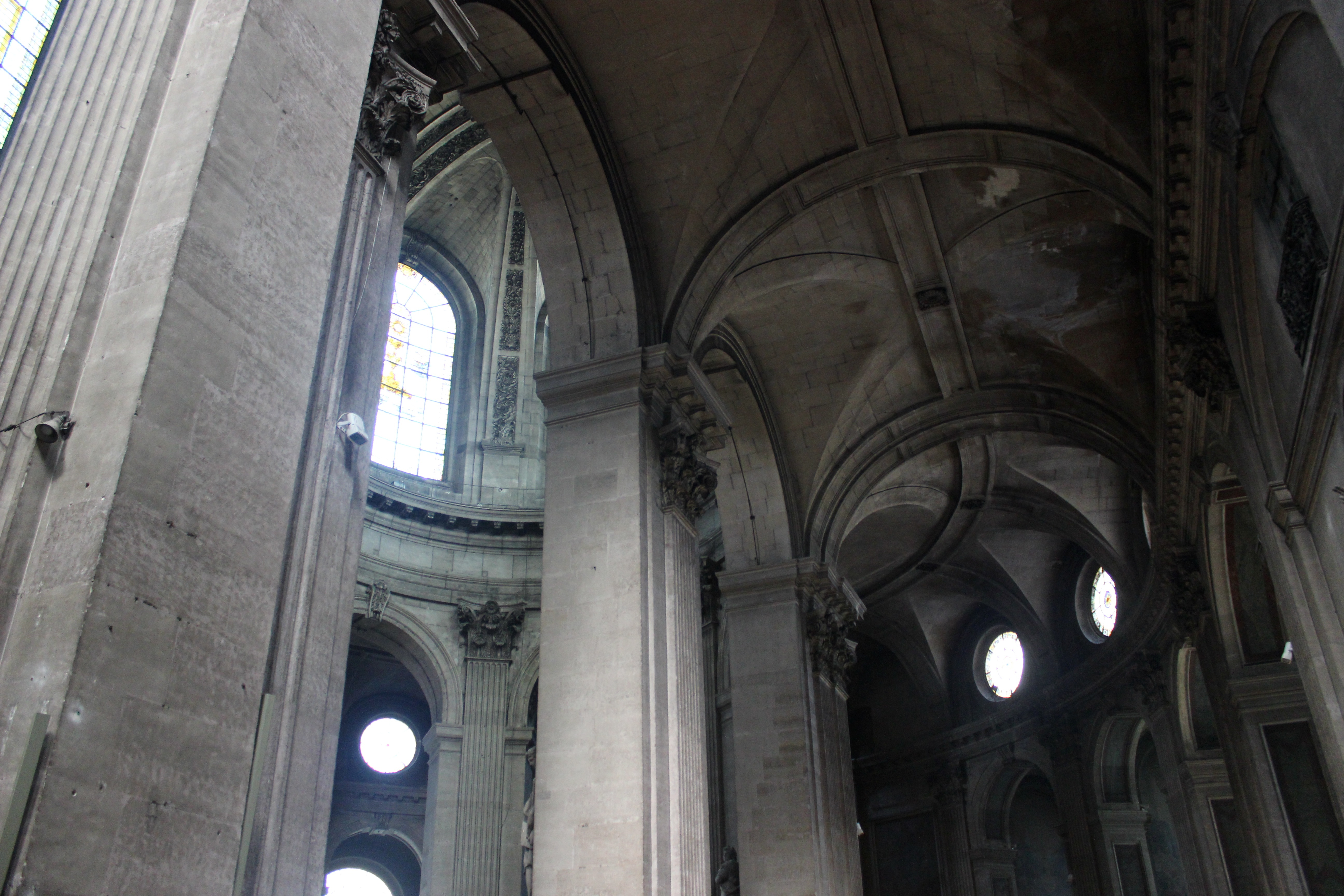
Deambulatorio sur.

##### Coro
El coro de grandes dimensiones fue construido según los planes de Daniel Gittard. Cuenta con siete arcadas en las que los pies derechos o pilares de sección cuadrada, están adornadas con pilastras corintias recubiertas de mármol.

Coro
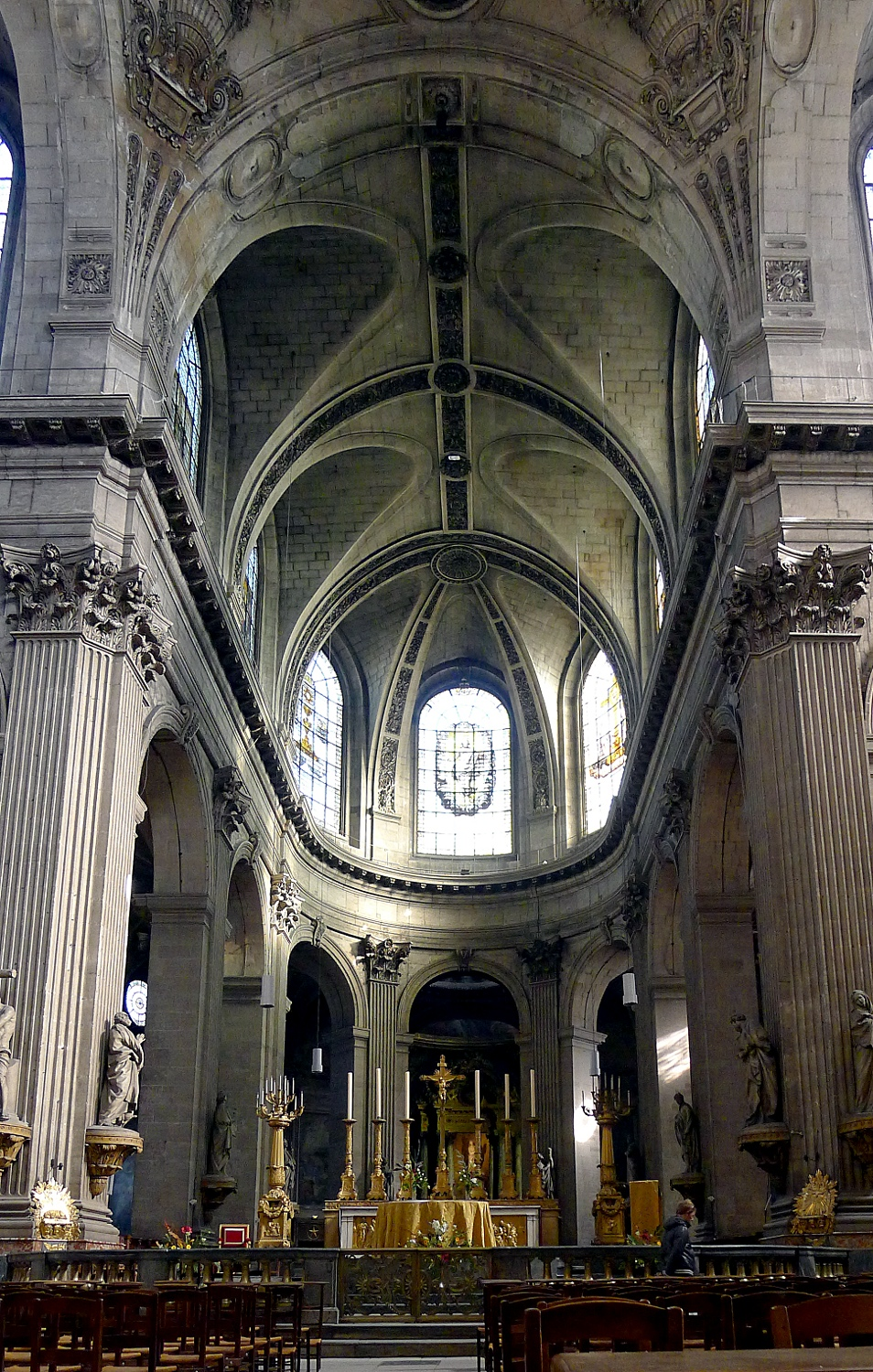
Coro.
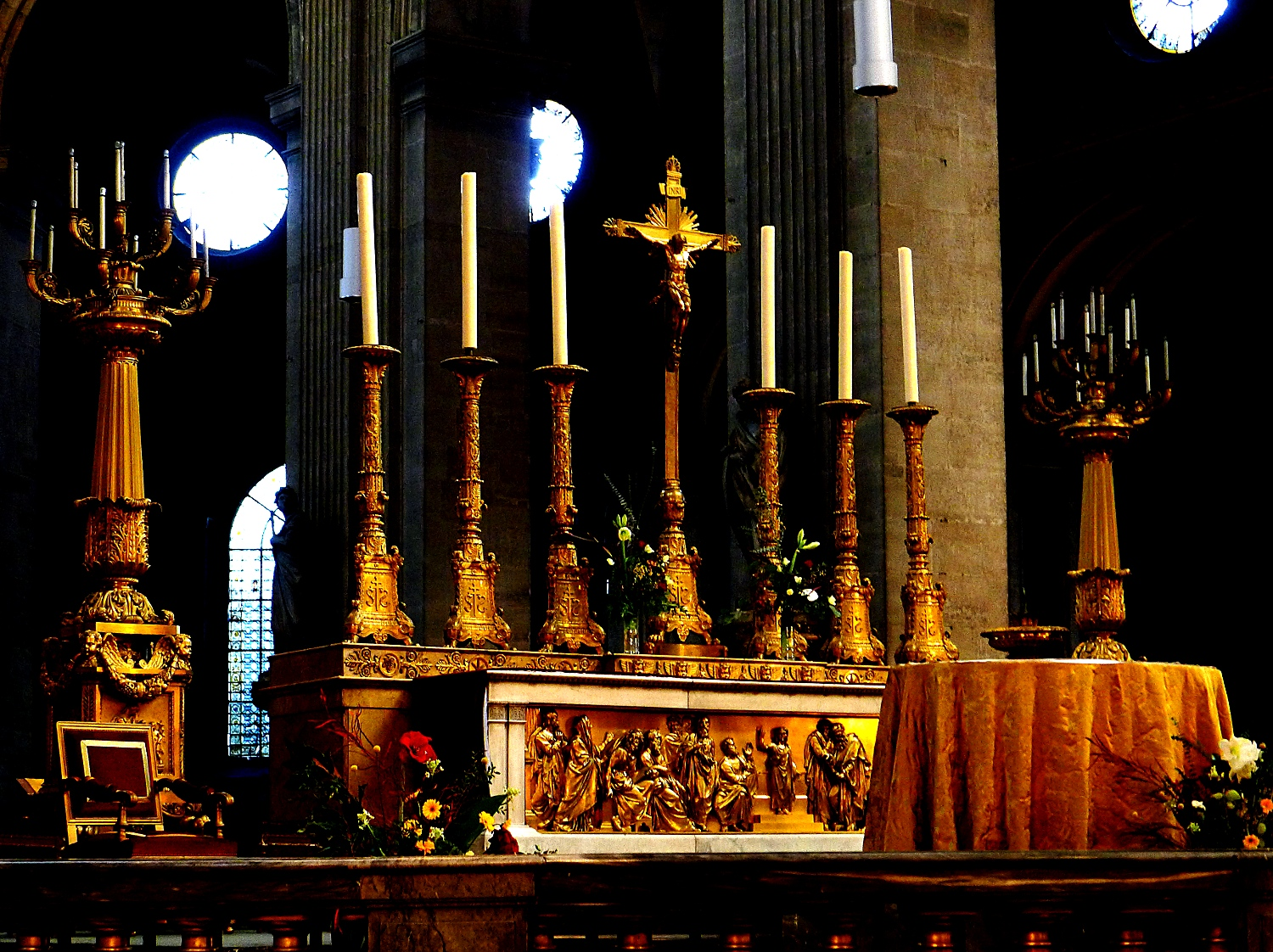
Altar.
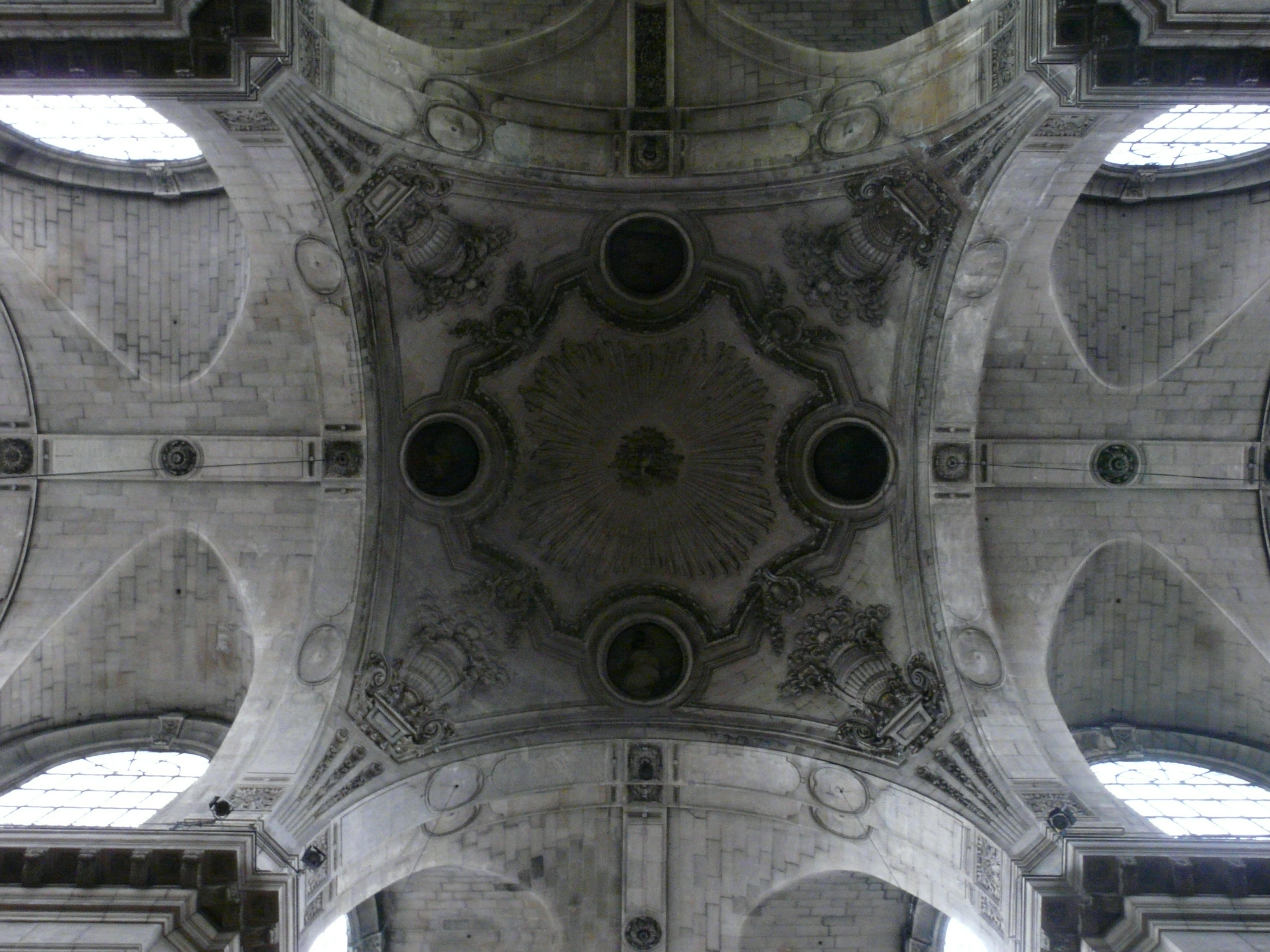
Bóveda sobre el coro.
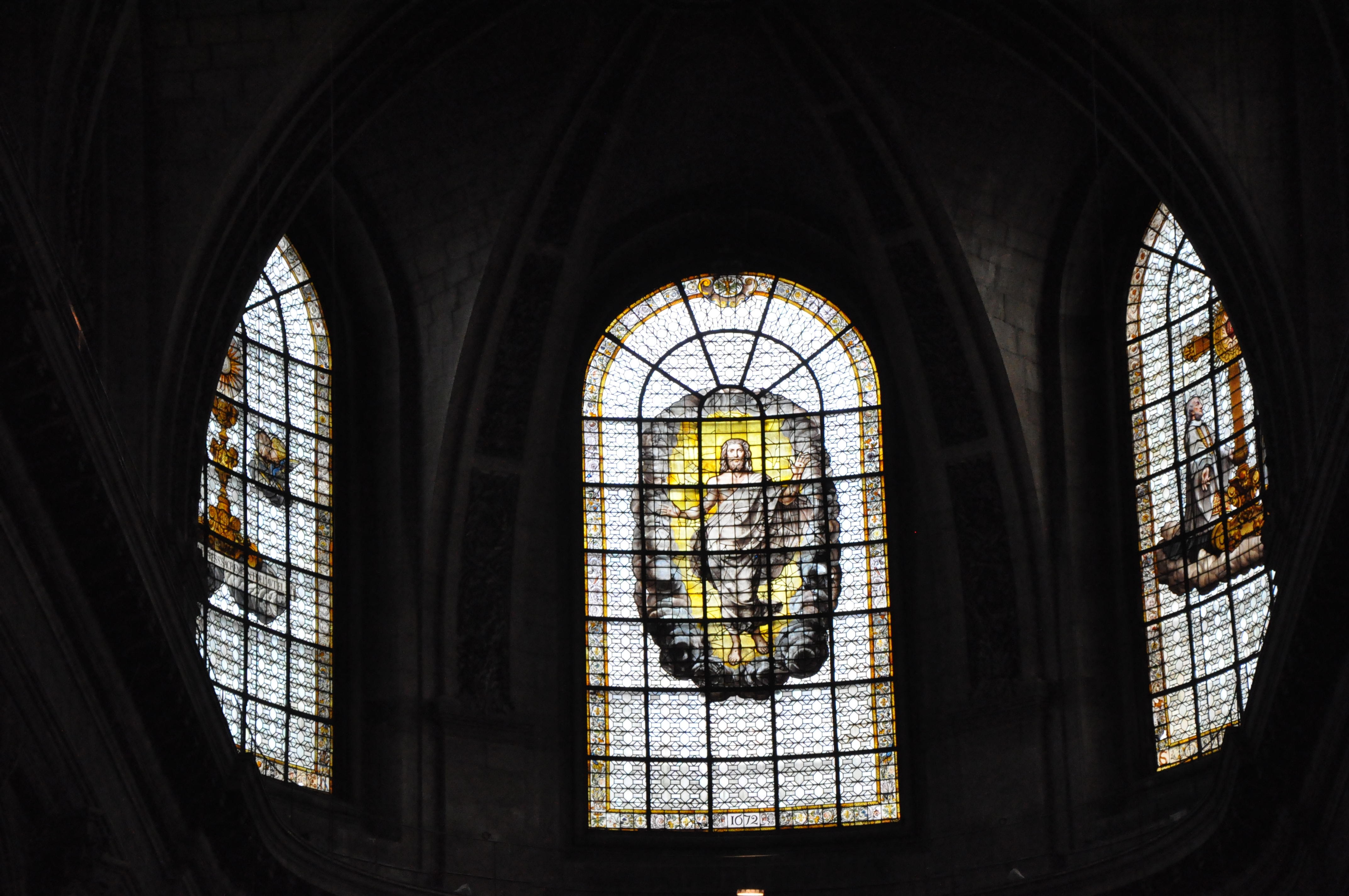
Vitrales del ábside.

##### Transepto
El transepto fue construido en varias etapas: el transepto norte con su portal, por Christophe Gamard (?) entre 1660 y 1678, y el transepto sur y el portal del mismo lado, por Gilles-Marie Oppenord entre 1719 y 1745. Está decorado con frescos de Signol, representando «la detención de Cristo en el huerto de los Olivos», «la Crucifixión», «la Resurrección» y «la Ascensión».

Transepto
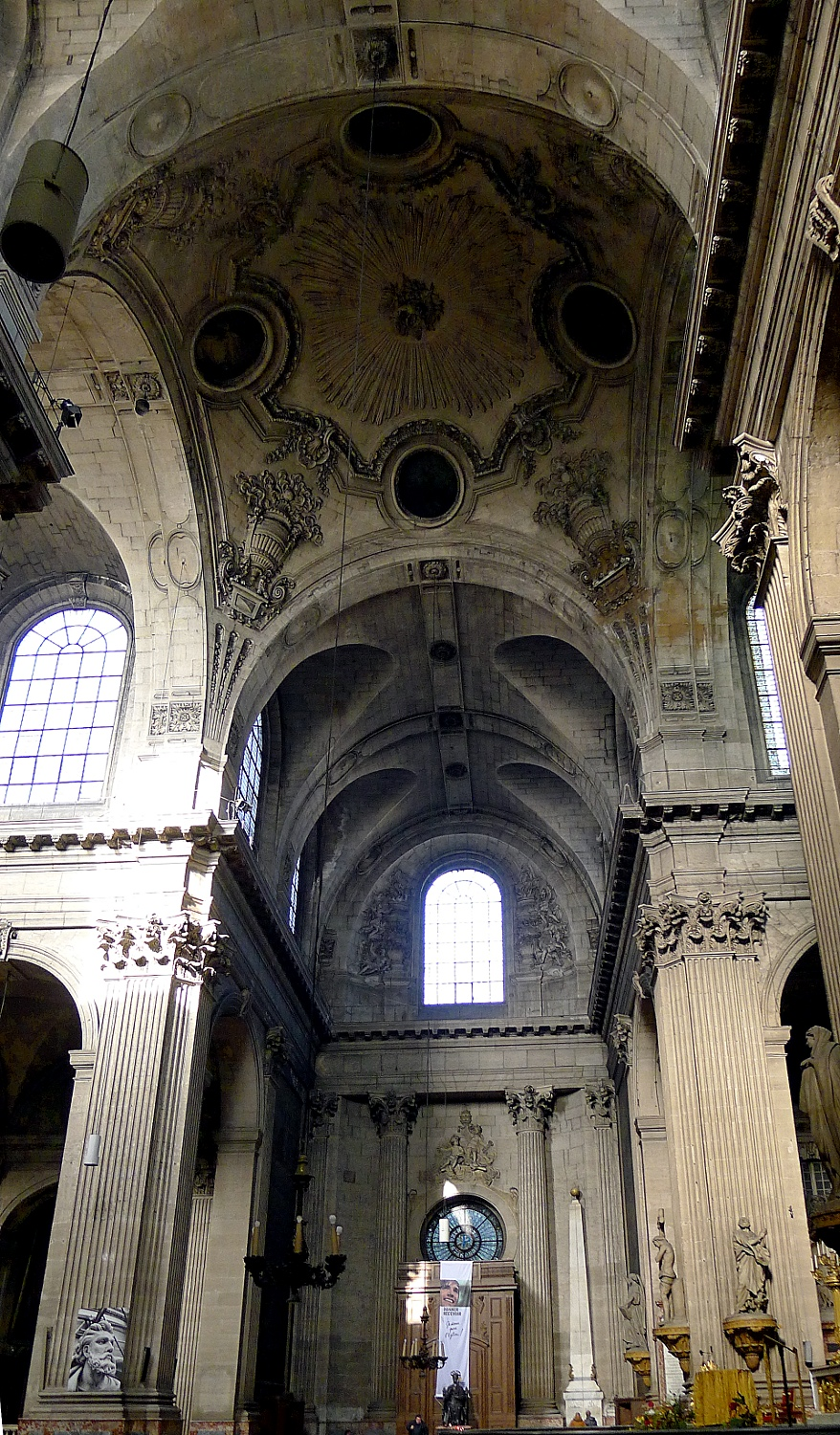
Transepto Norte.
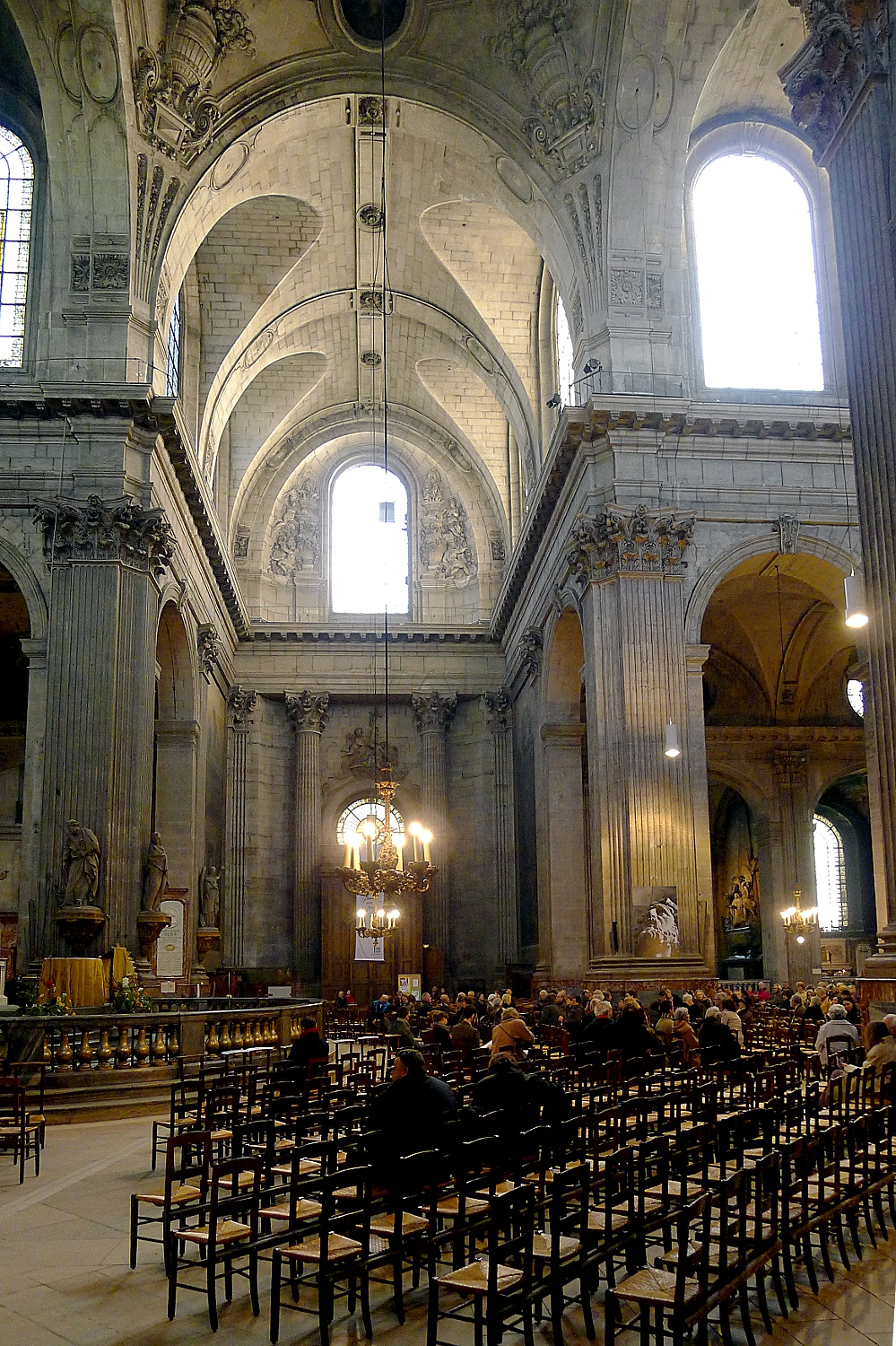
Transepto Sur.

##### Nave central y naves laterales
Les nefs ont été réalisées par Gilles-Marie Oppenord, architecte du Régent, à partir de 1719.

Vista interior de la iglesia.
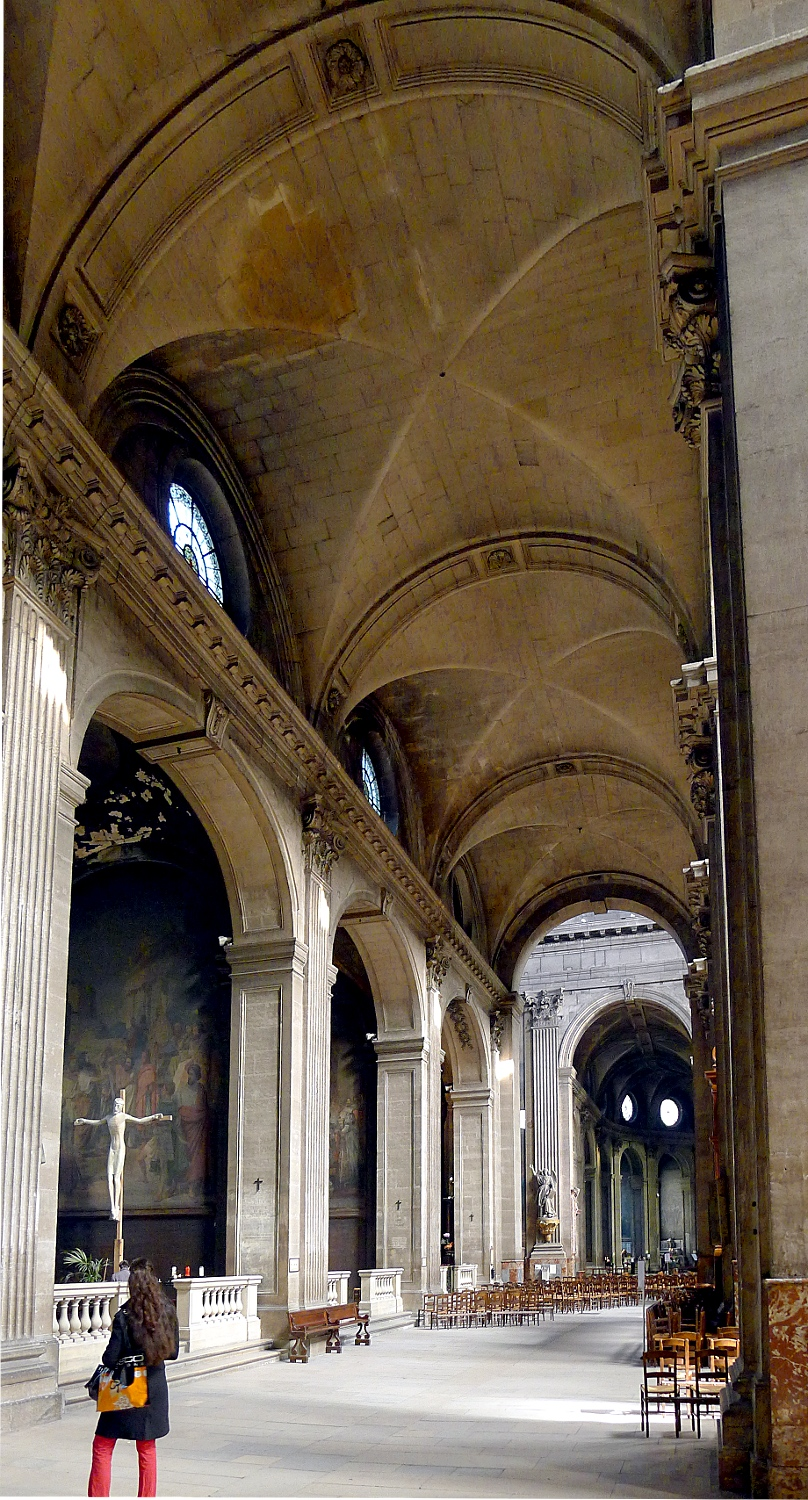
Nave lateral norte.
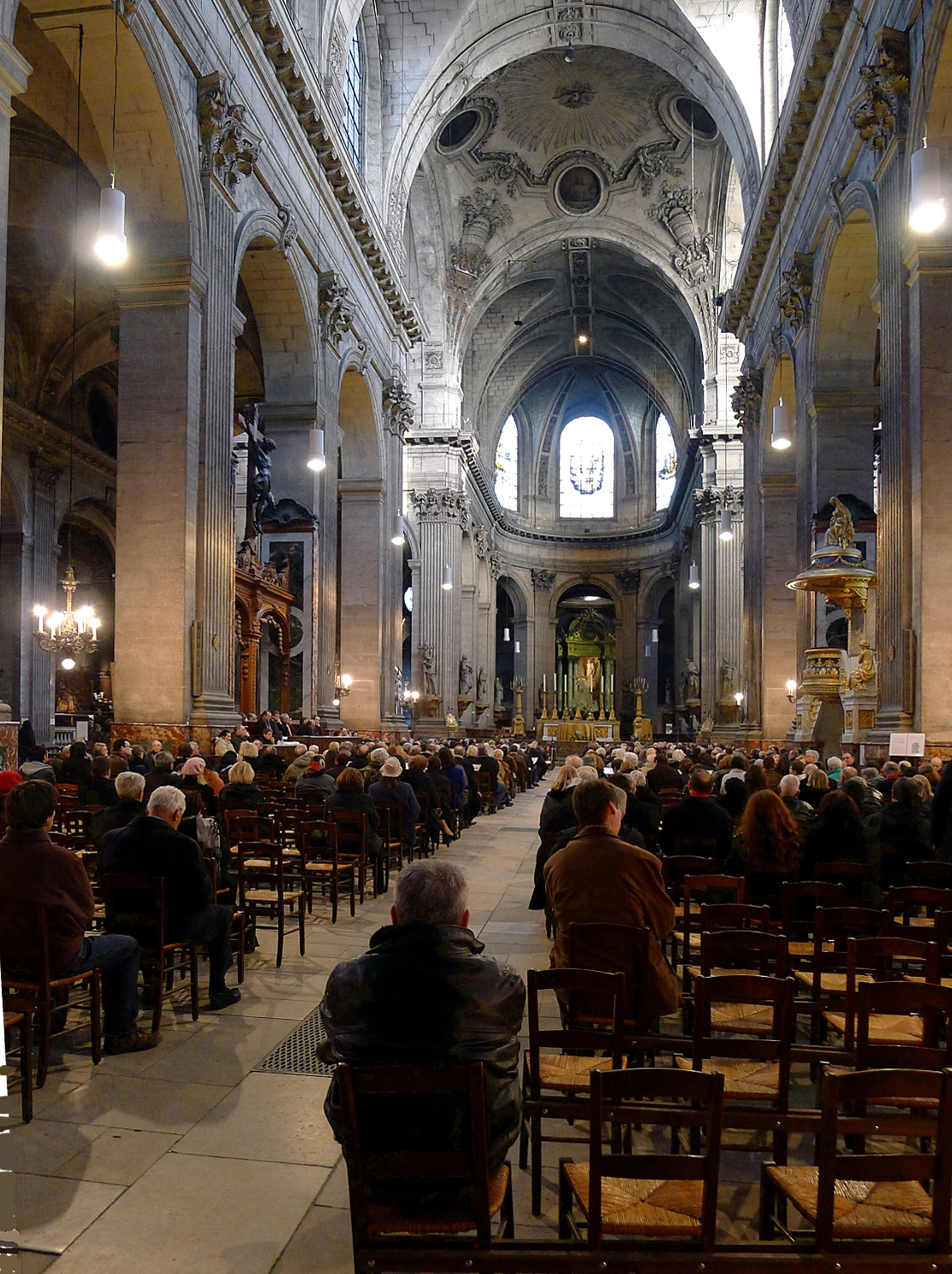
Nave central, en un concierto.
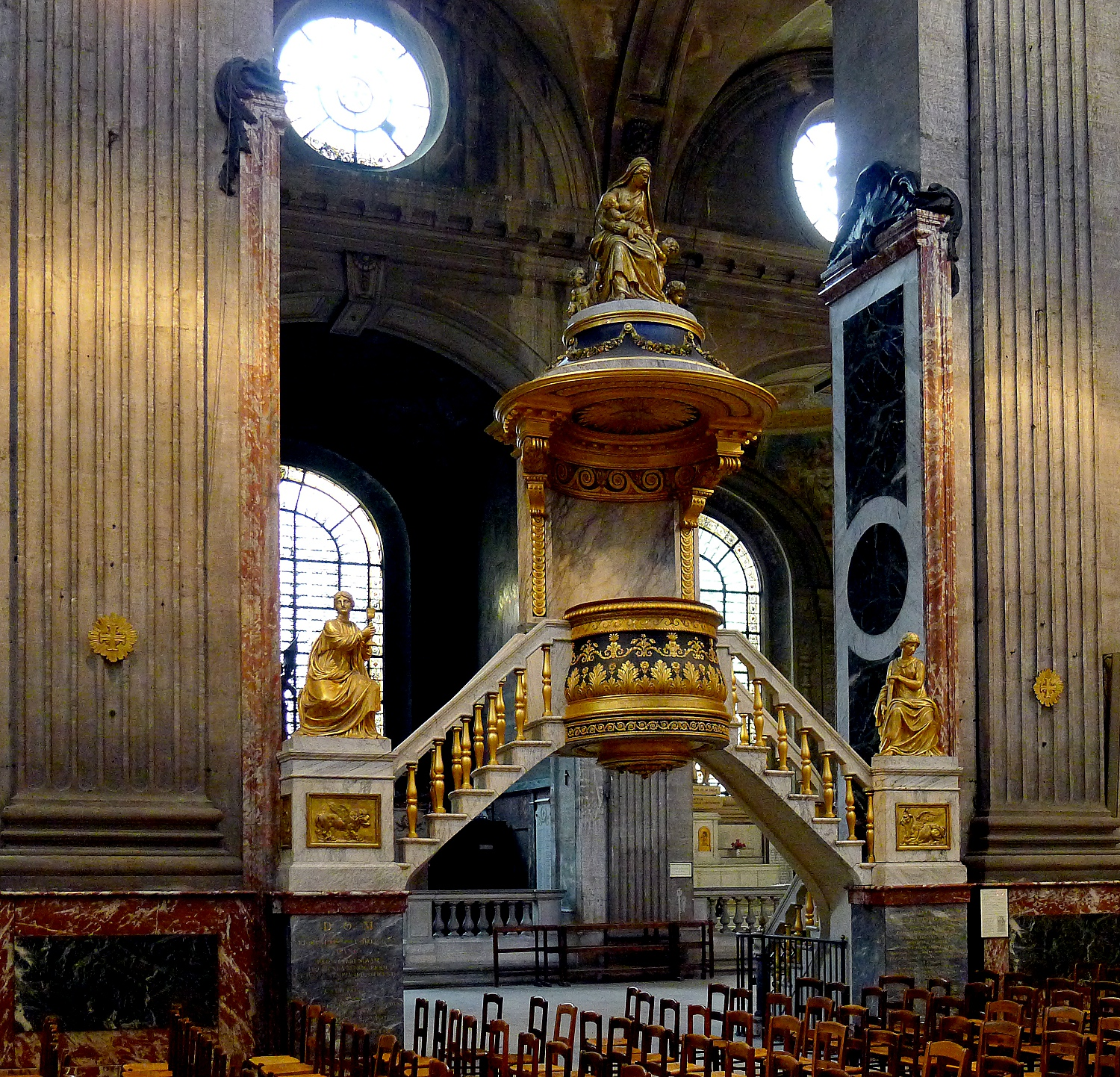
Púlpito de la nave central.
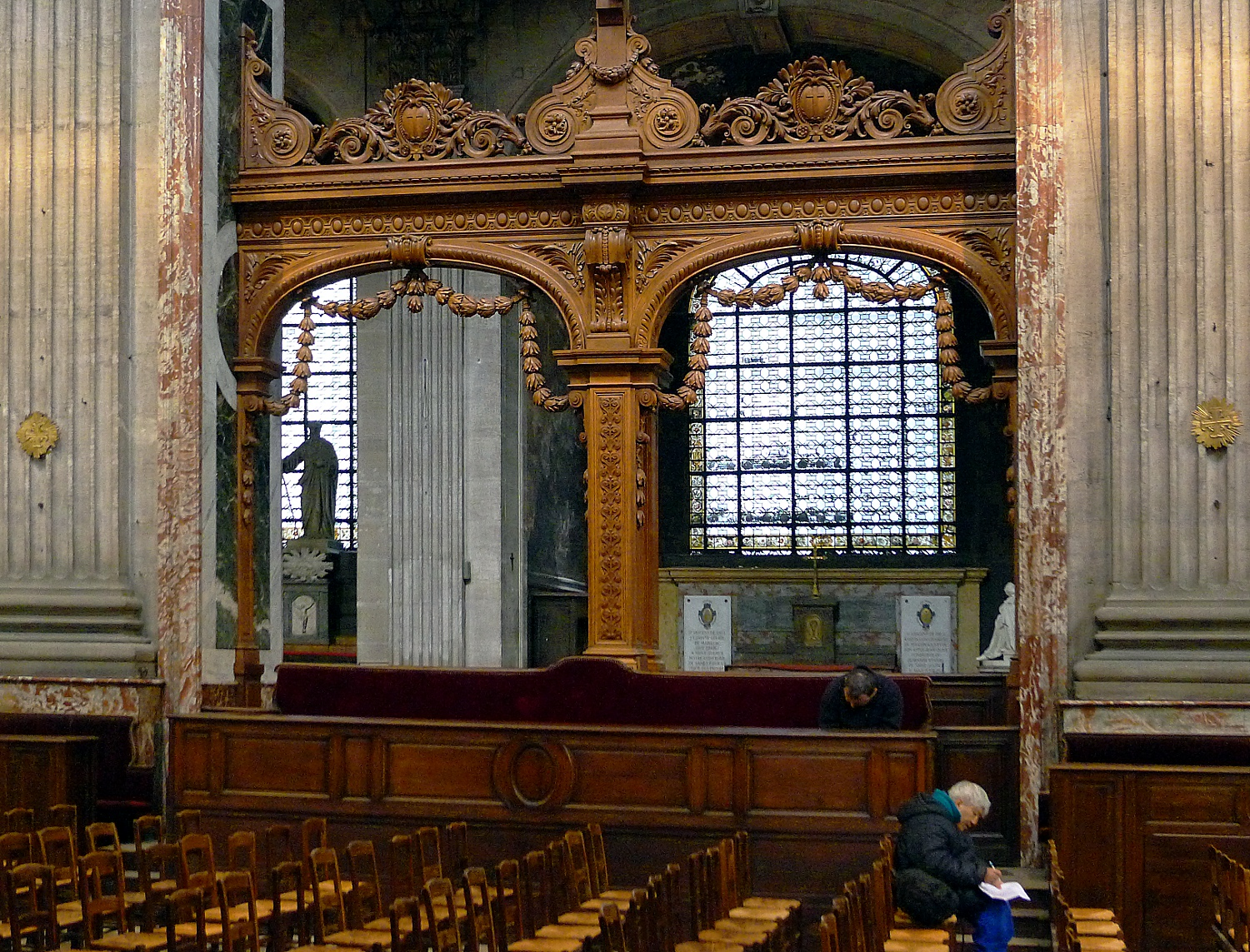
Banco de obra frente al púlpito.
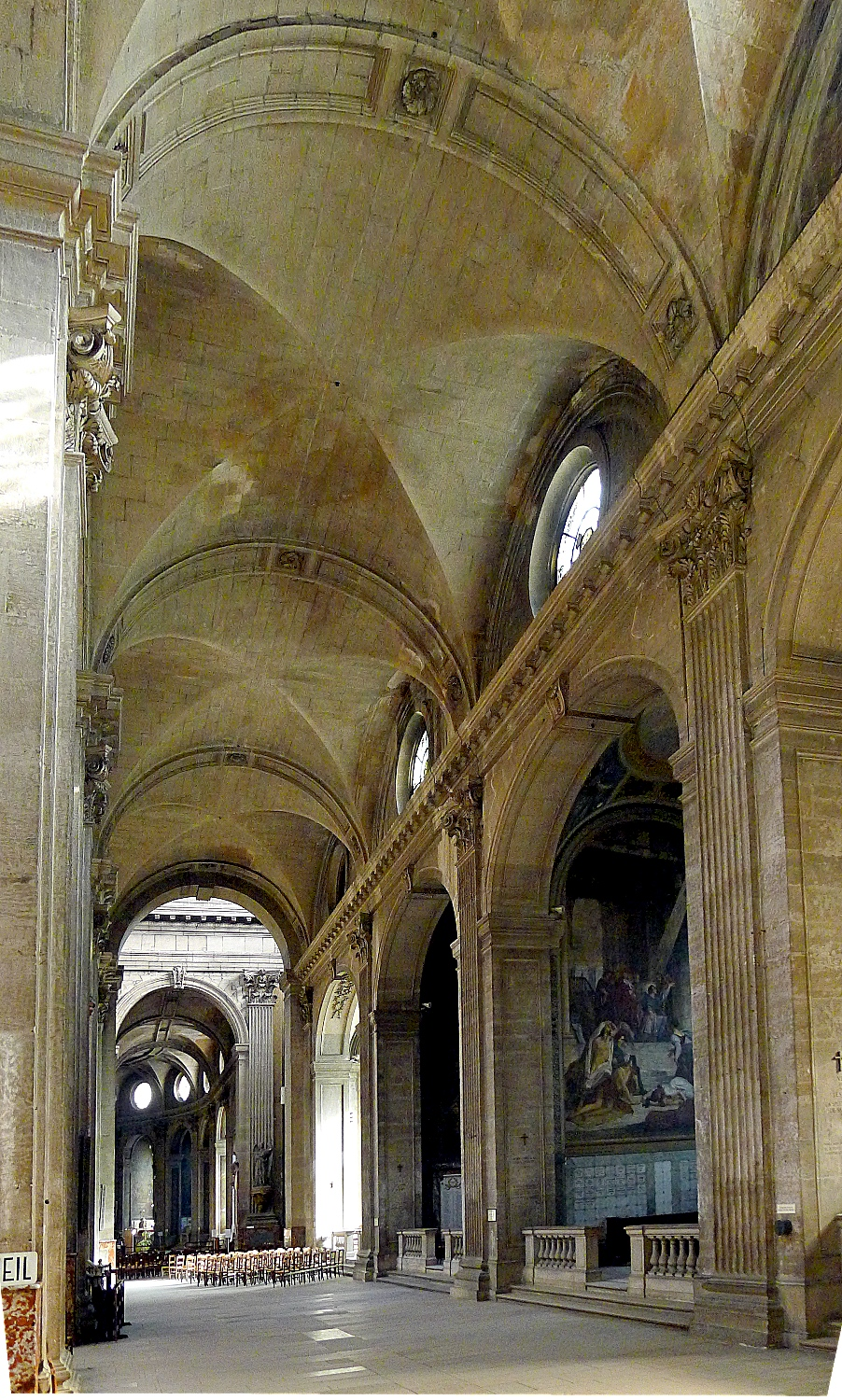
Nave lateral sur.
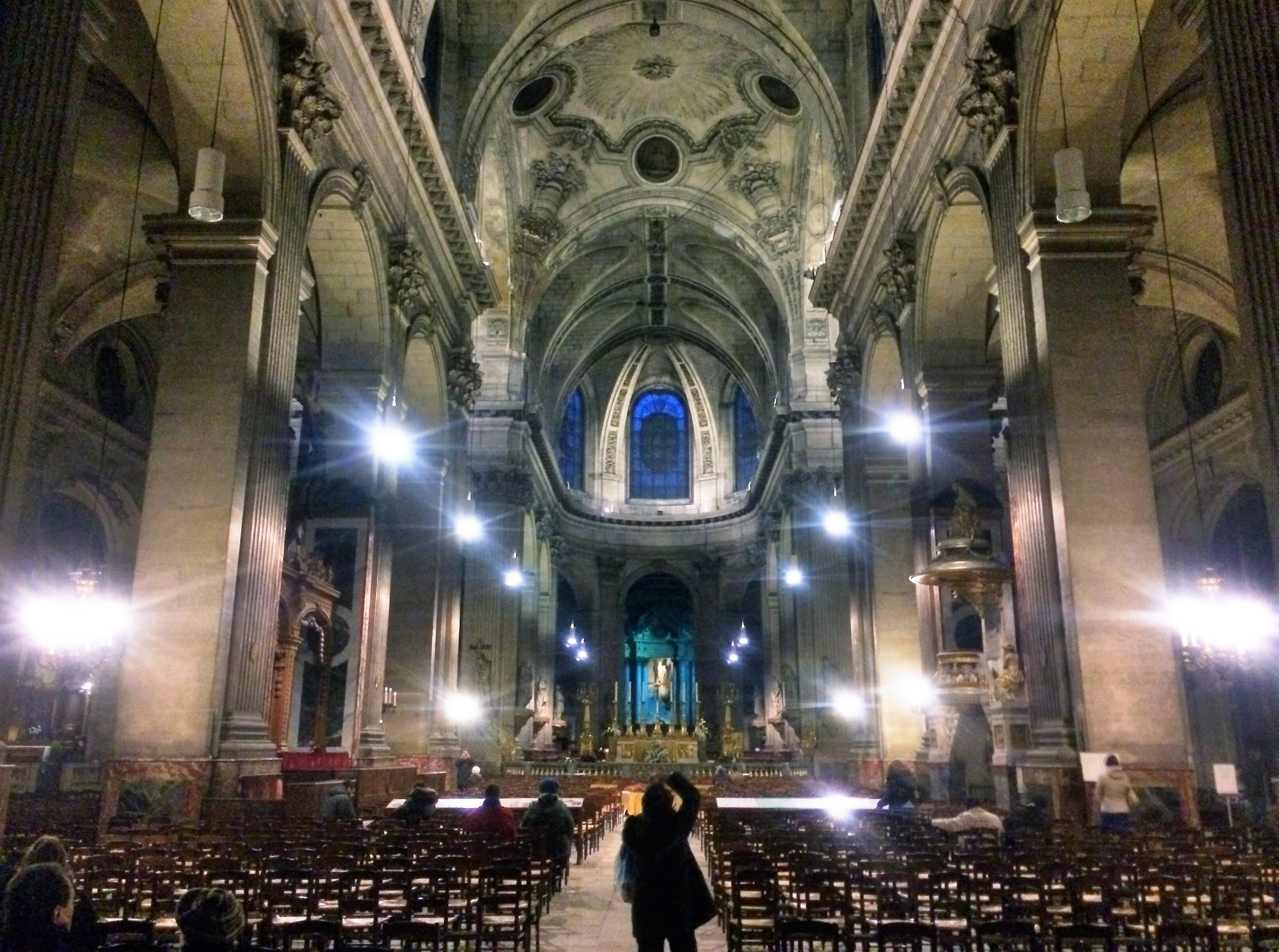
Iluminación nocturna.

#### Capillas

##### Capilla de la Virgen

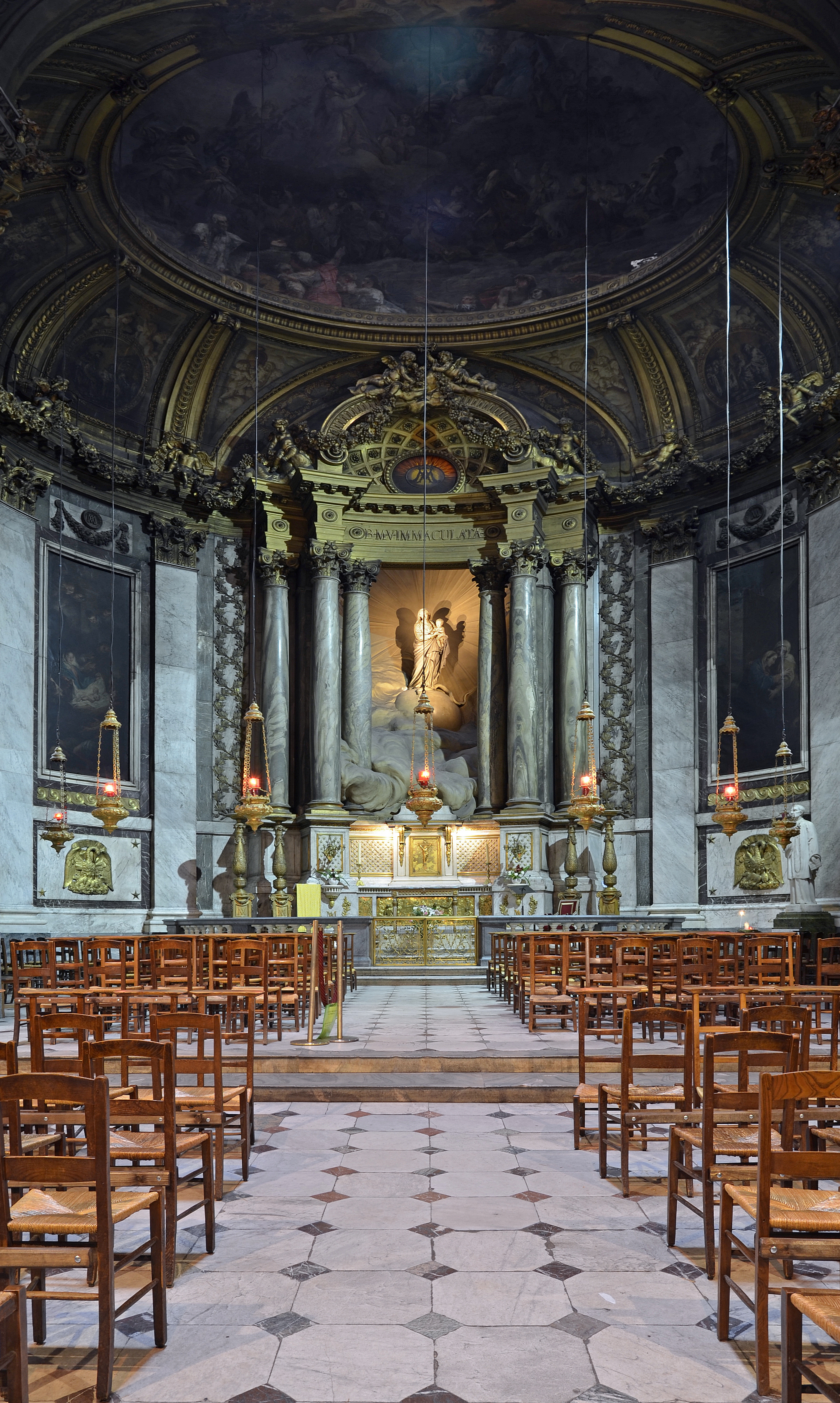
Vista general de la capilla de la Virgen.

La capilla de la Virgen se encuentra en el eje longitudinal, en el extremo este del edificio; se accede a ella por el deambulatorio que rodea el coro. El arquitecto Christophe Gamard es el origen de su planta elíptica. Louis Le Vau (1612-1670) construyó los muros. Servandoni contribuyó en parte a su decoración en 1729. Charles De Wailly, encargado de la decoración de la capilla de la Virgen, realizó en 1774 el nicho en trompa por encima de la calle Garancière.
Esta capilla de estilo barroco incluye un altar dedicada a la Virgen, coronado por una cúpula rococó pintada por Lemoyne en 1732 que representa a la Virgen María elevada al cielo sobre una nube que la sostiene, rodeada de ángeles, santos y doctores, de san Pedro a la derecha, de san Sulpicio a la izquierda; a un lado, los Padres de la Iglesia y las jefes de orden que publican sus alabanzas, del otro, las Vírgenes que patronea y a las un ángel distribuye palmas, y en la parte inferior, M. Olier que trae a sus parroquianos a sus pies, y que los pone bajo su protección. Las pinturas murales de cada lado están firmadas por Carle van Loo.

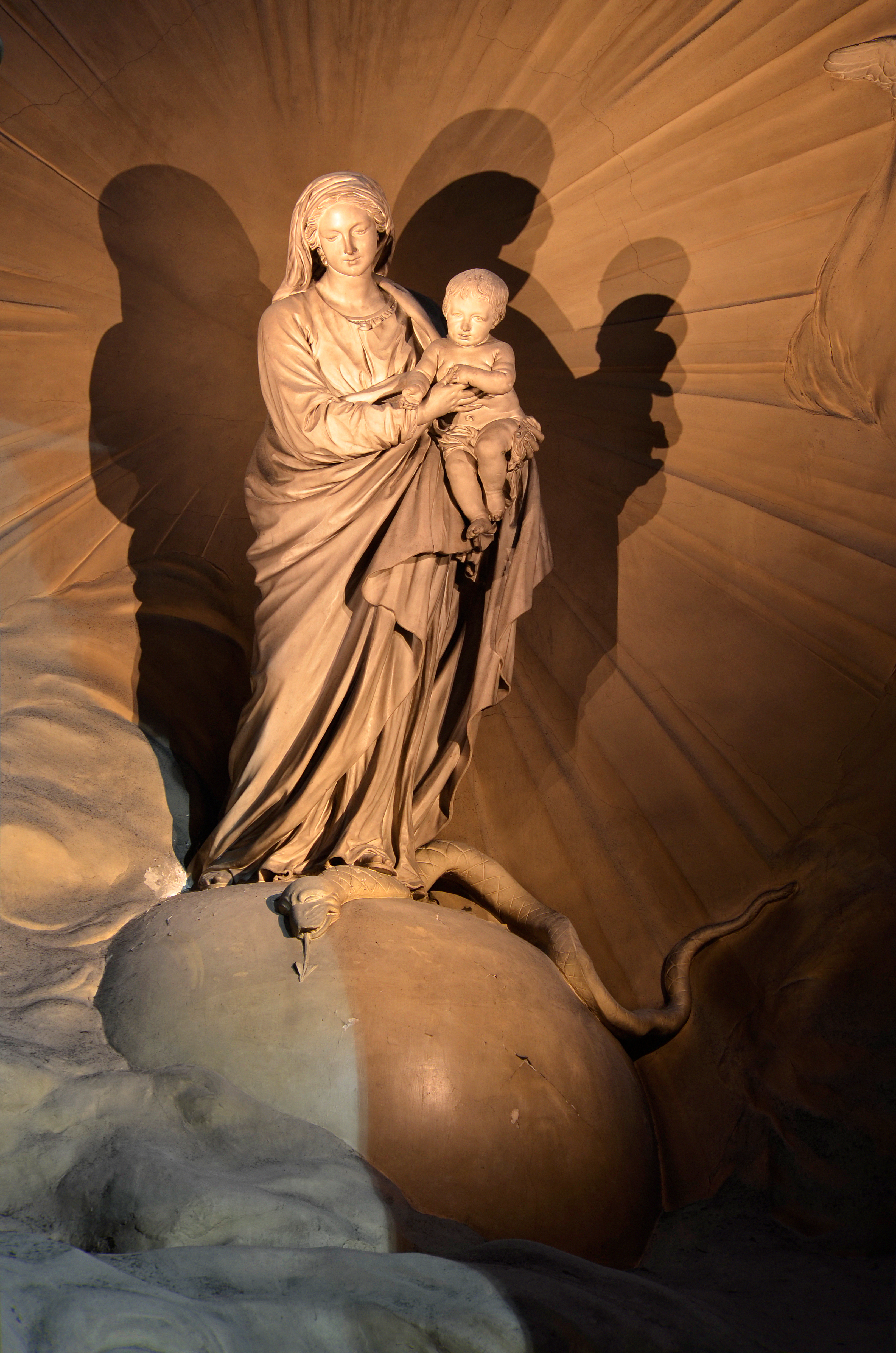
«Virgen con el Niño» aplastando a una serpiente, de Jean-Baptiste Pigalle.

La «Virgen con el Niño» que figura en el nicho es obra de Jean-Baptiste Pigalle (1714-1785). Según Jacques Hillairet, esta estatua reemplazó a una estatua de plata maciza, apodada Notre-Dame-de-la-Vieille-Vaisselle en recuerdo de los cubiertos de plata supuestamente sustraídos por el cura, fundida durante la Revolución. Este mármol tiene la particularidad de mostrar a la Virgen María aplastando a una serpiente. La capilla está iluminada por dos vitrales con el monograma AM (Ave Maria).
Las columnas situadas a ambos lados de la estatua de la Virgen son antiguas. Estas columnas altas de mármol proceden de las ruinas de la villa romana de Leptis Magna, que había sido reconstruida por Septimio Severo. Después del bombardeo de Trípoli en 1685 para combatir la piratería berberisca en el Mediterráneo, Luis XIV exigió el pago de un cuantioso rescate. El pachá de Trípoli se ofreció a pagar con los mármoles de las ruinas de Leptis Magna. Dos tratados fueron firmados entre el rey de Francia y el pachá de Trípoli en 1693 y 1720. Ambos establecían que «el rey se reserva tomar en Leptis y en cualquier lugar de la regencia las columnas que necesitase». El cónsul de Francia nombrado por disposiciones del 14 de julio de 1685 en Trípoli, Claude Le Maire, partió para Leptis Magna para elegir las columnas de mármol que podrían ser utilizados en la construcción de château de Versailles. En total, se recogieron cerca de 300 enviadas a Toulon en 1688 y 1690. Fueron depositadas en un muelle del Sena, cerca del Louvre, y se utilizaron para diversas construcciones. El cura Languet logró que se le asignasen seis que fueron colocadas en la capilla en 1742.

Capilla de la Virgen
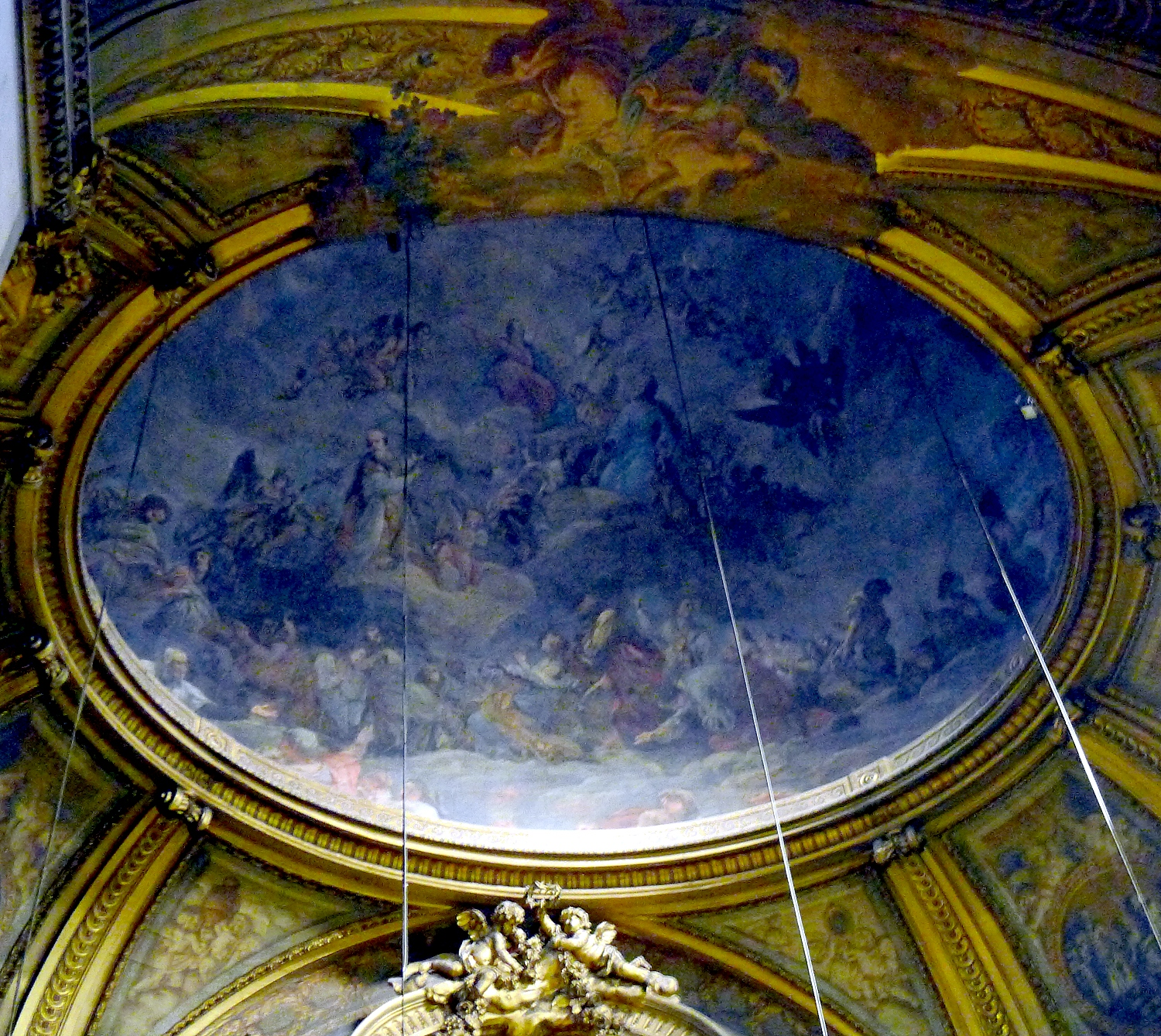
Cúpula.
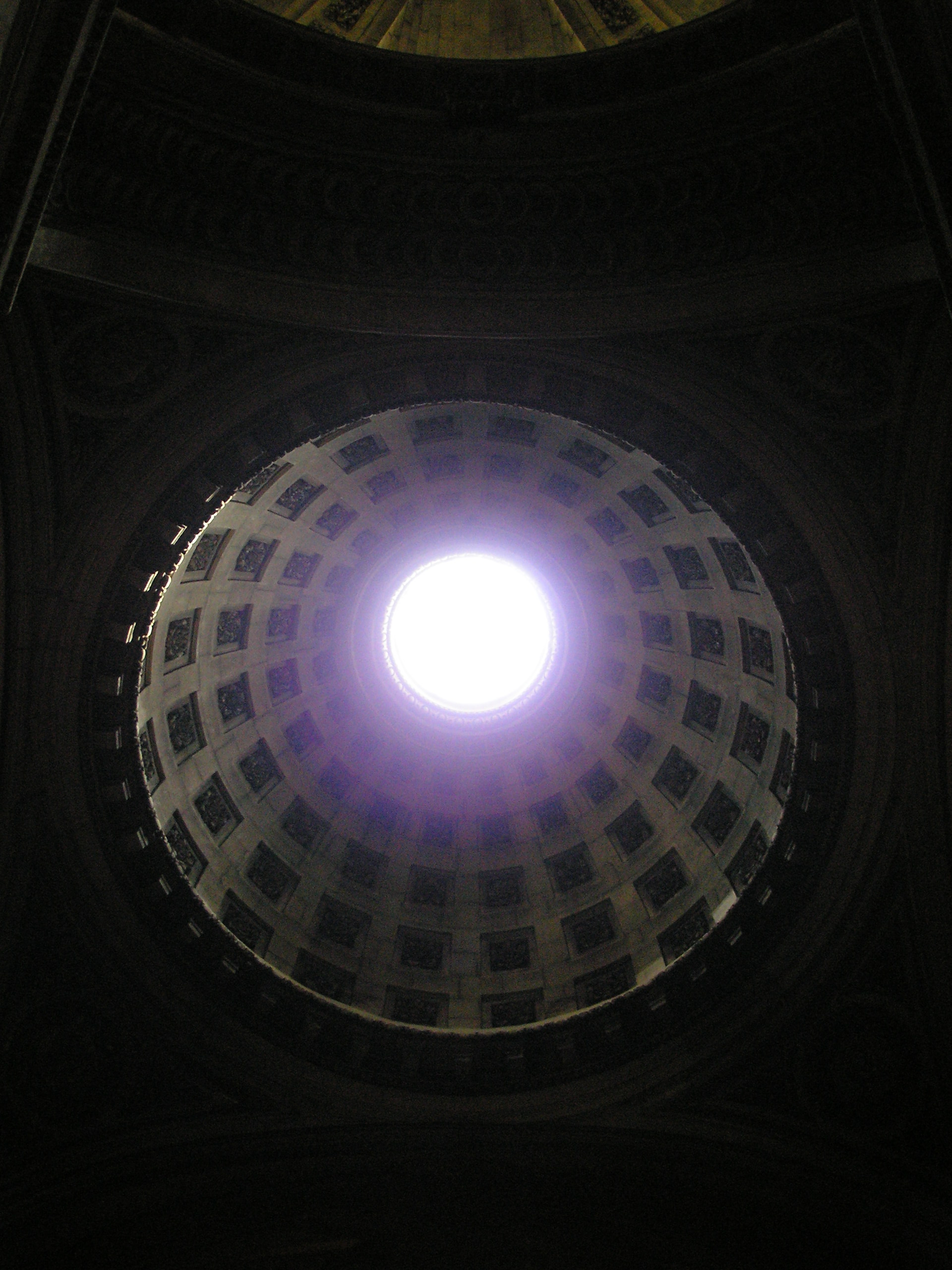
Cúpula con oculos situada delante de la capilla, por encima del deambulatorio.
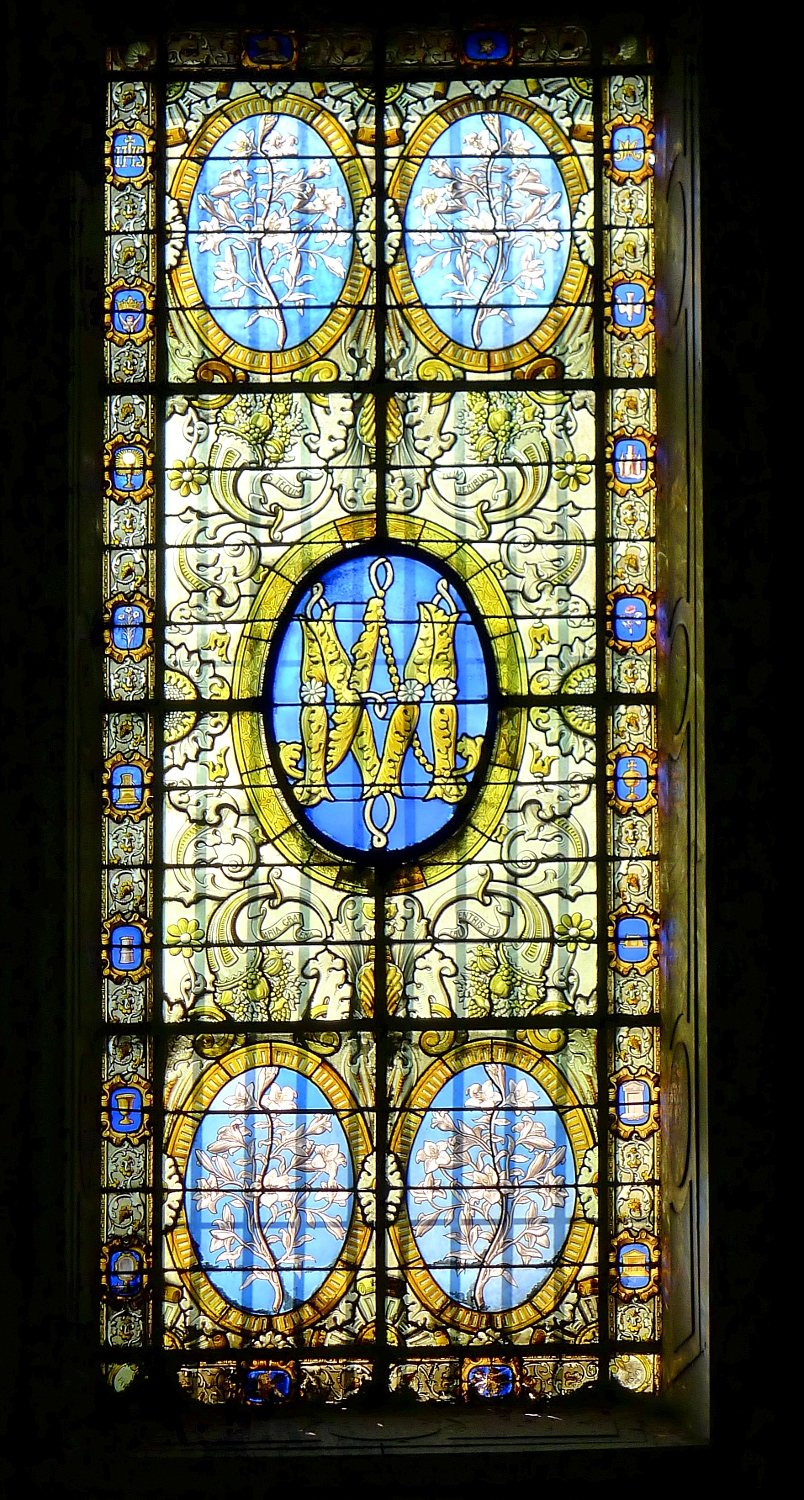
Vitral n.º 1, con el motivo AM (Ave Maria).
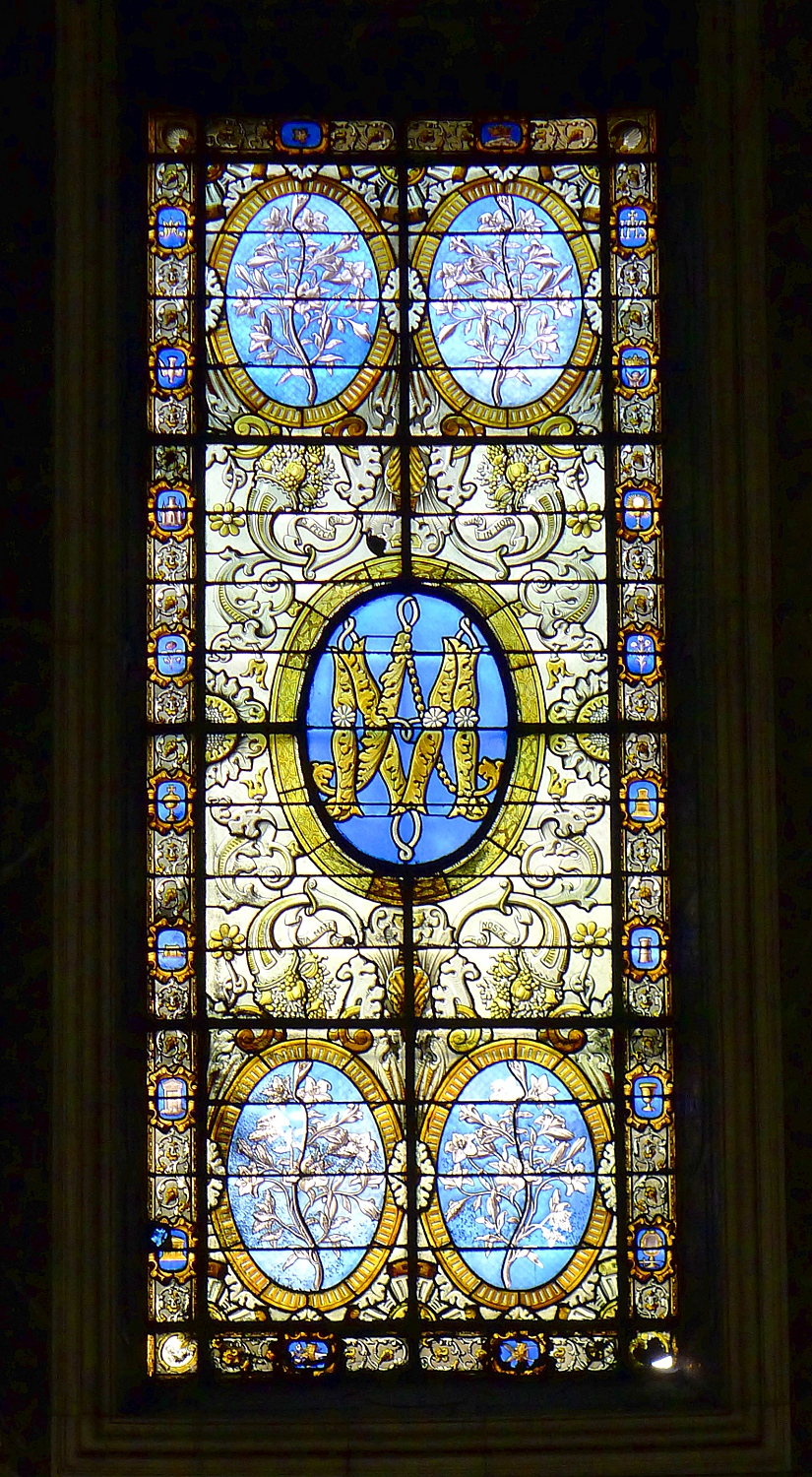
Vitral n.º 2.

##### Capilla de las pilas bautismales
En ambos extremos del peristilo, a los pies de las dos torres de la iglesia, hay dos capillas circulares que recibieron de Chalgrin una decoración particularmente cuidada.
La capilla del Norte está destinada a los bautismos, que se celebran en ella en el emplazamiento tradicional (cerca de la entrada de la iglesia, en el lado norte). Está decorada con esculturas Louis Boizot: un alto relieve del «Bautismo de Cristo» y cuatro alegorías de la «Sabiduría», la «Gracia», la «Fuerza» y la «Inocencia».

##### Capilla de Saint-Jean-Baptiste-de-la-Salle
Hay numerosas capillas «Jean-Baptiste de la Salle» en las iglesias de Francia. Este santo, contemporáneo de Luis XIV, fue muy popular debido a sus actividades educativas en favor de los niños de las familias pobres. Pero en esta iglesia parisina hay una razón adicional para la presencia de tal capilla: ese santo fue por su formación, originario de San Sulpicio.
Esta capilla tiene una vidriera del siglo XVII así como dos pinturas al fresco (o más precisamente al secco) ambas de 1822, realizadas por el pintor Abel de Pujol y que representan escenas de la vida de San Roque (Roch de Montpellier).

Capilla de Saint-Jean-Baptiste-de-la-Salle
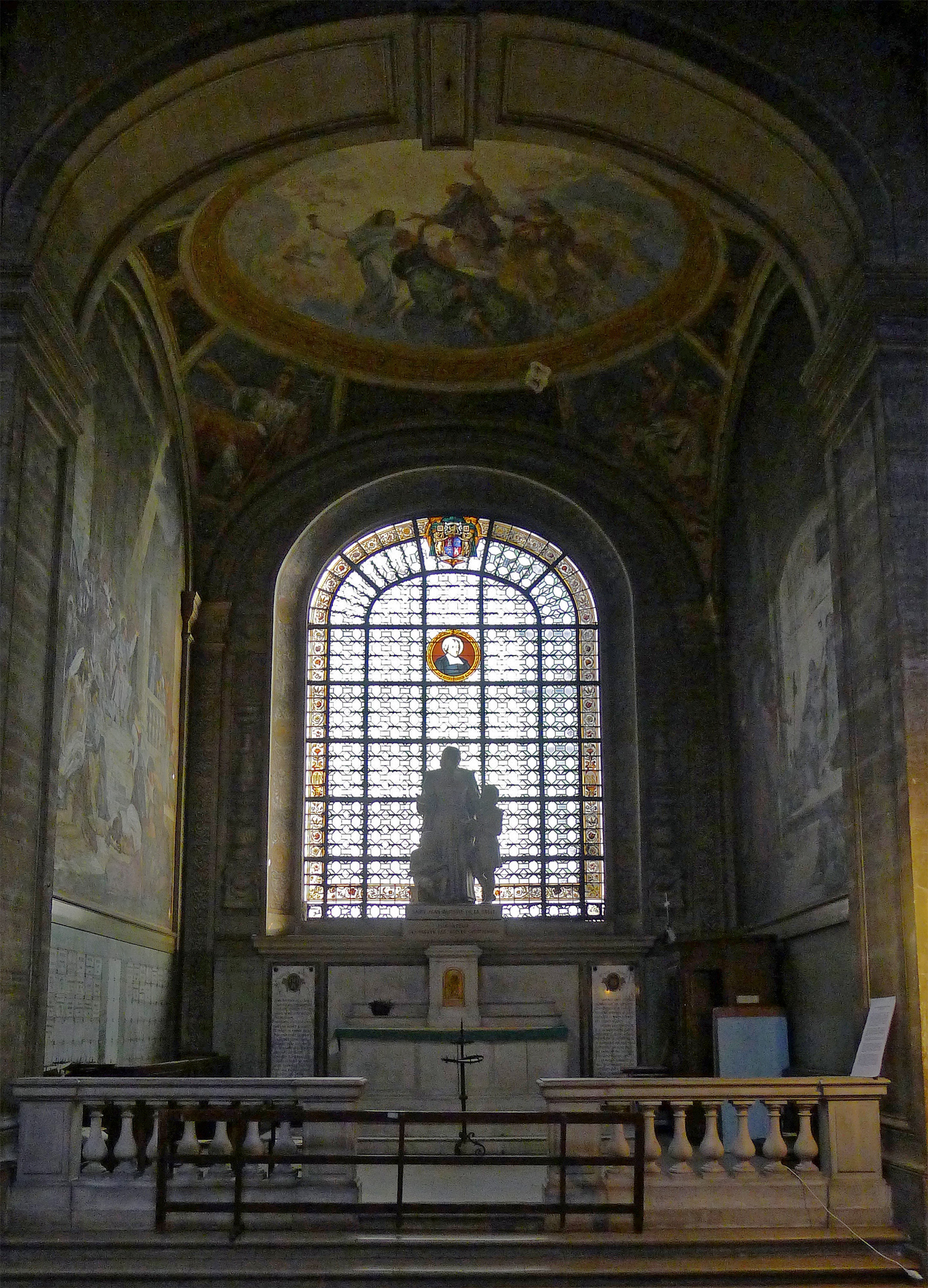
Vista general.
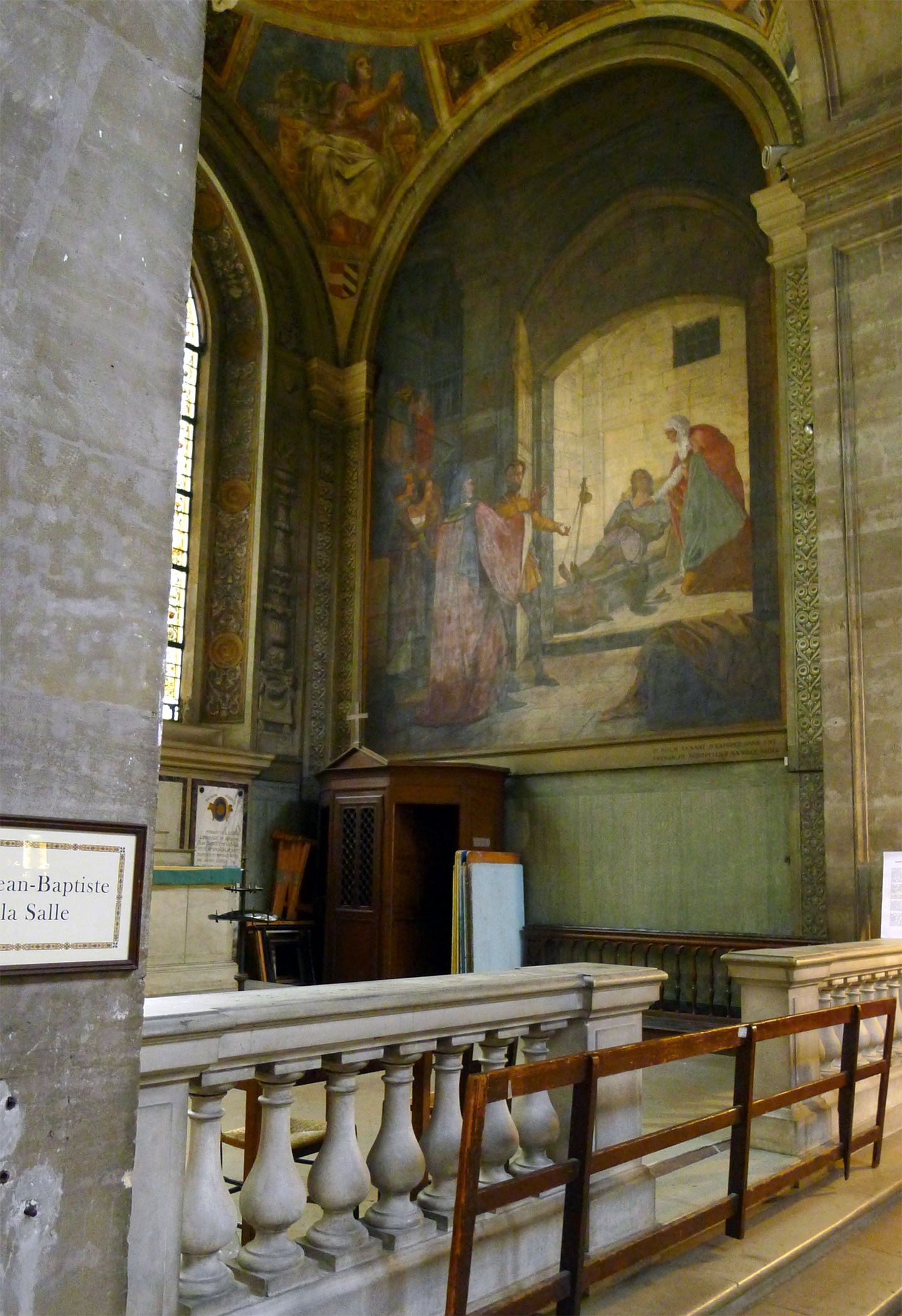
Vista lateral.
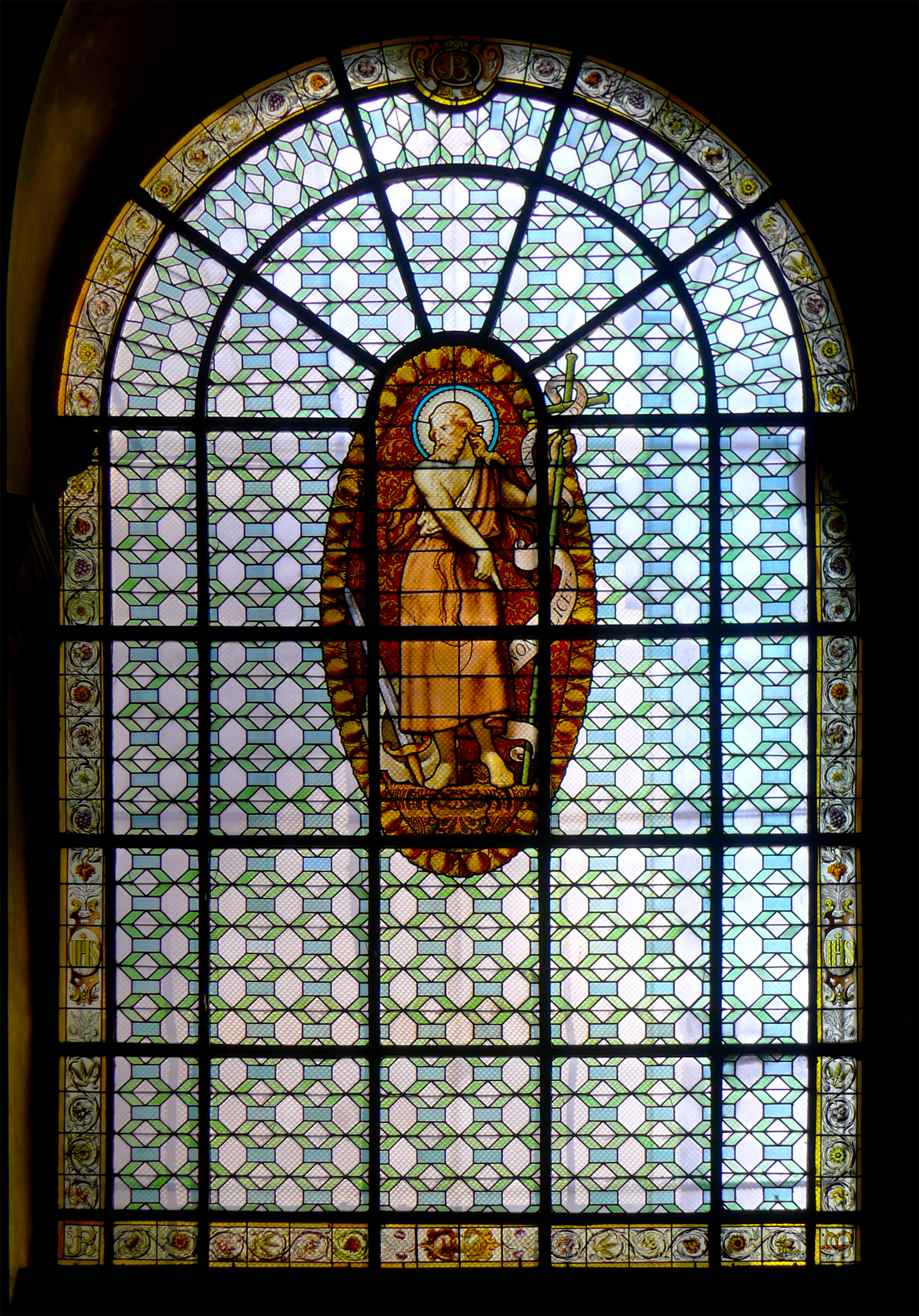
Vitral del siglo XVI.
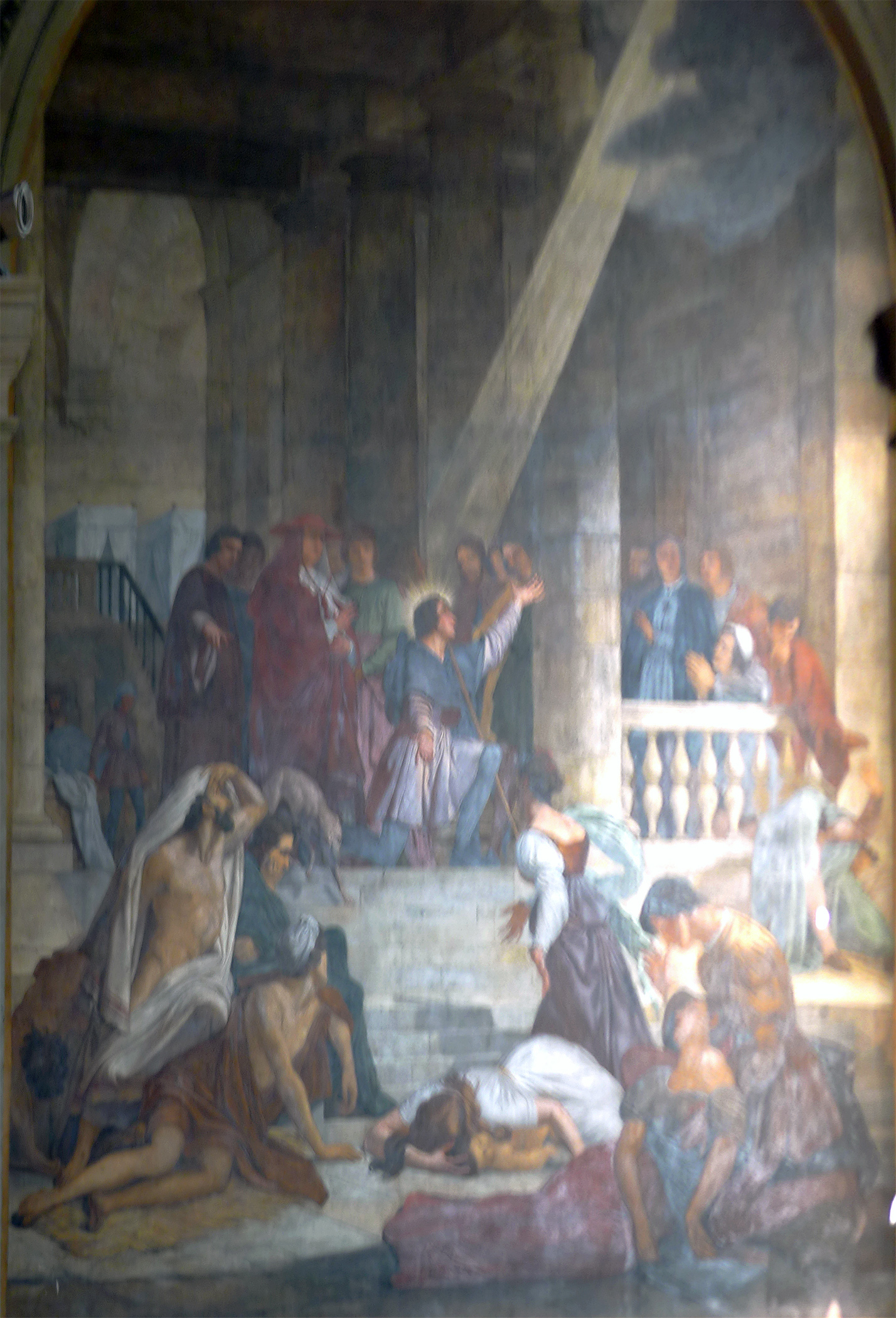
San Roque rogando por la curación de los leprosos.
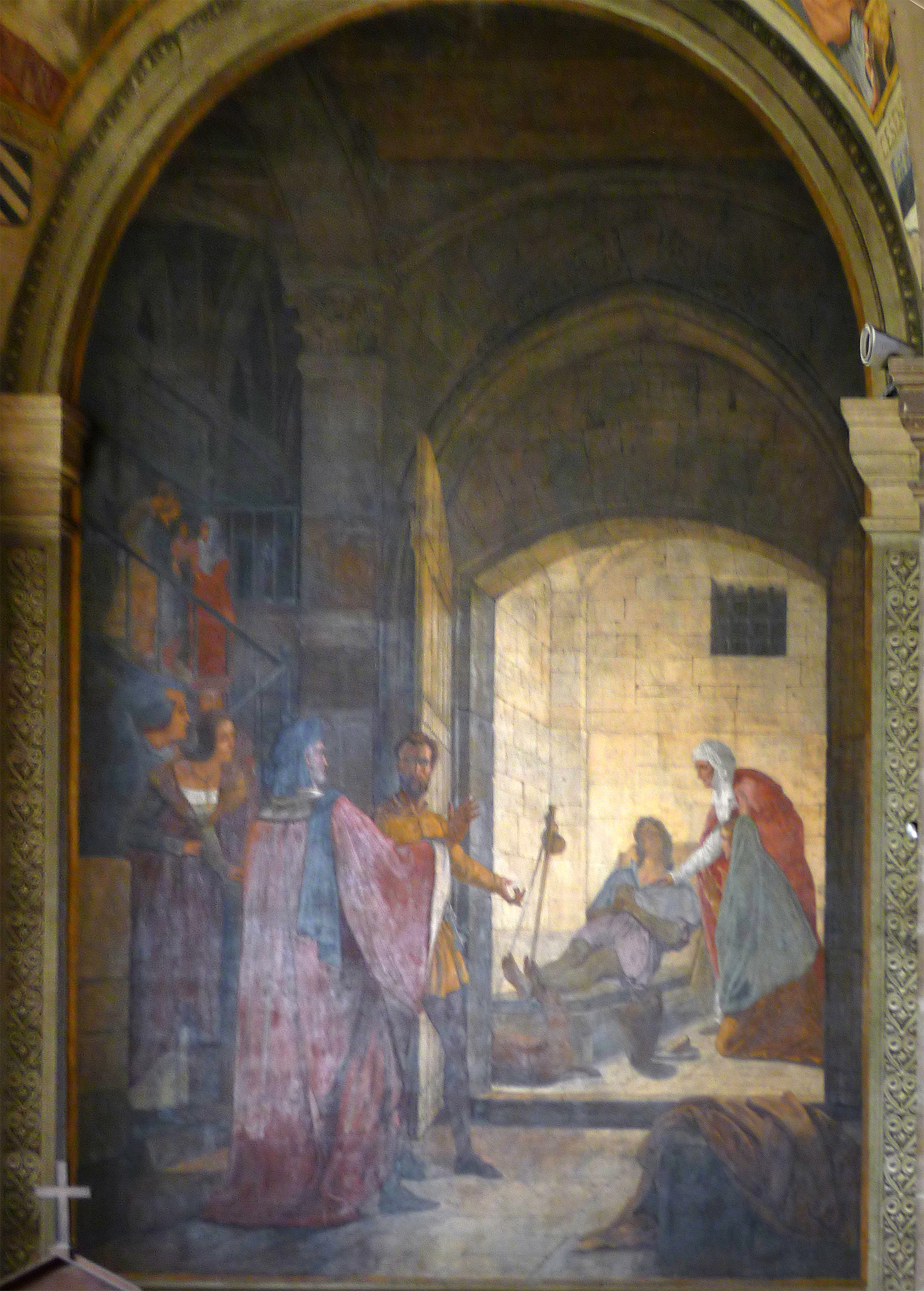
Muerte de san Roque en una prisión de Montpellier.

##### Capilla de San Mauricio y de Santa Juana de Arco
La capilla de San Mauricio y de Santa Juana de Arco (chapelle de Saint-Maurice-et-Sainte-Jeanne d'Arc) fue decorada por el pintor Auguste Vinchon (1789-1855).

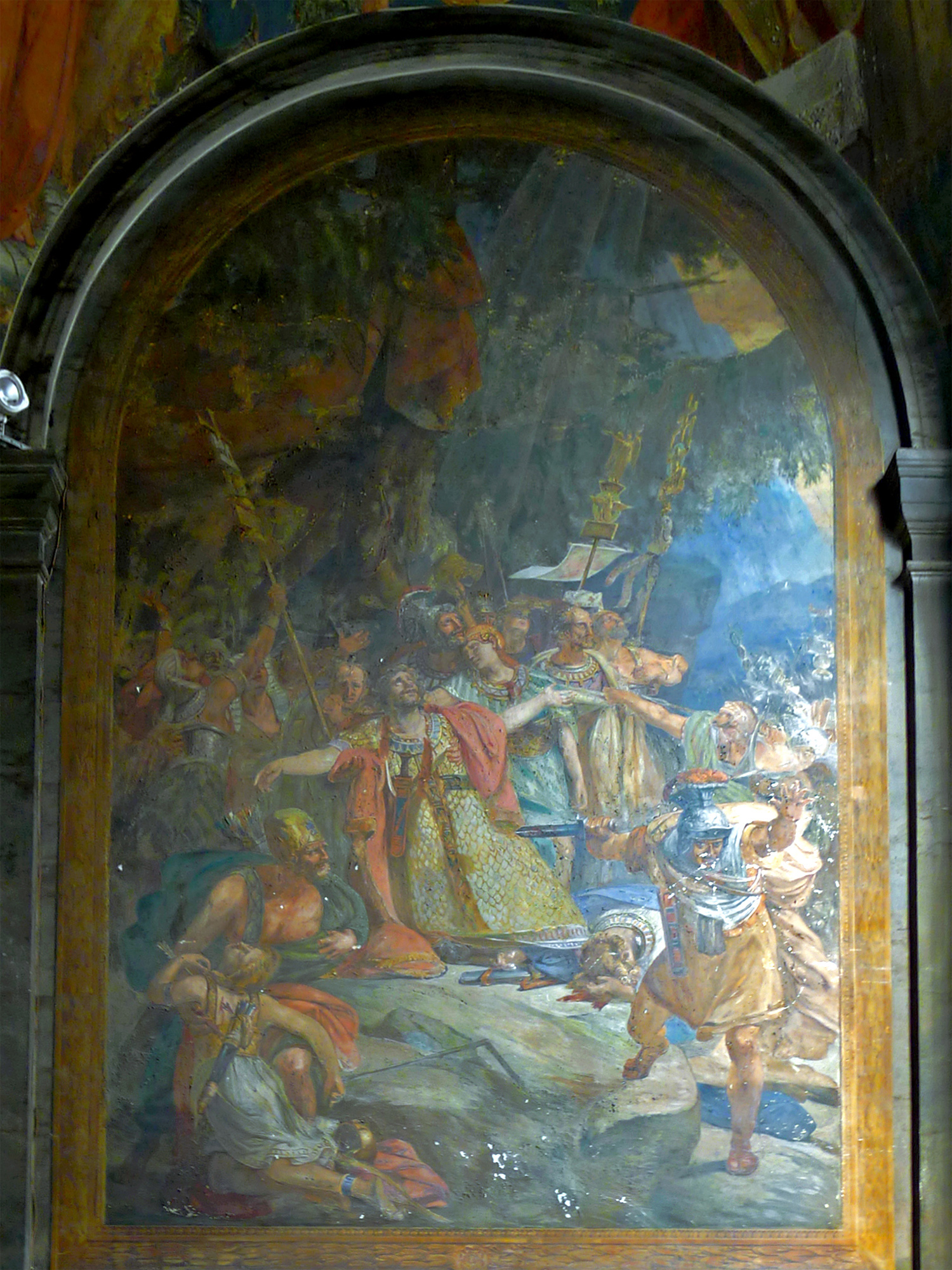
Masacre de san Mauricio y sus compañeros por el ejército romano.
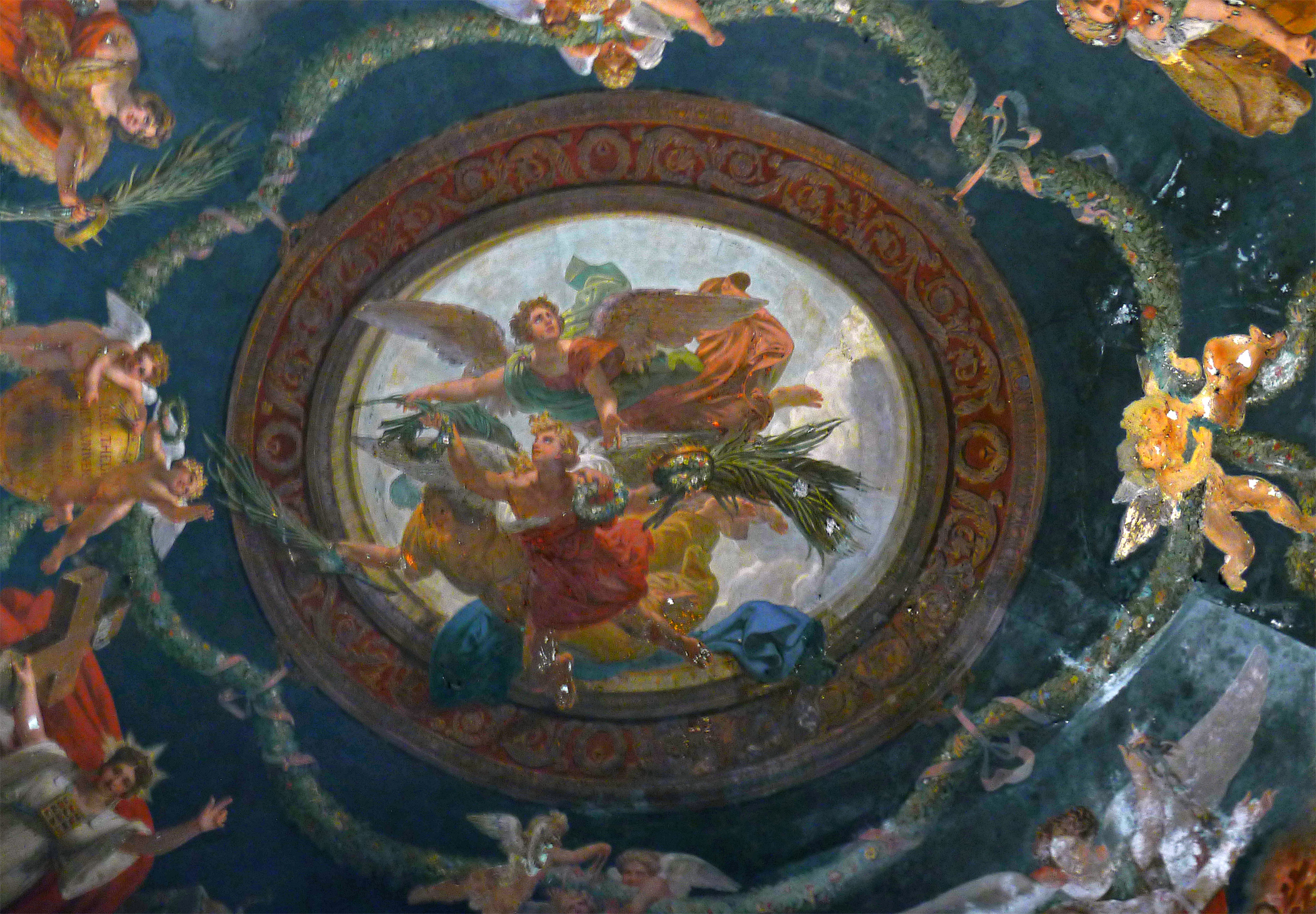
Fresco de la bóveda: Anges préparant l'Apothéose de saint Maurice.

##### Capilla de las Ánimas del Purgatorio
La capilla de las Ánimas del Purgatorio (chapelle des Âmes-du-Purgatoire) tiene una Pietà de Jean-Baptiste Clésinger, así como un vitral de 1873, obra del taller de Chabin, cuyo motivo central es una Crucifixión.

Capilla de las Ánimas del Purgatorio
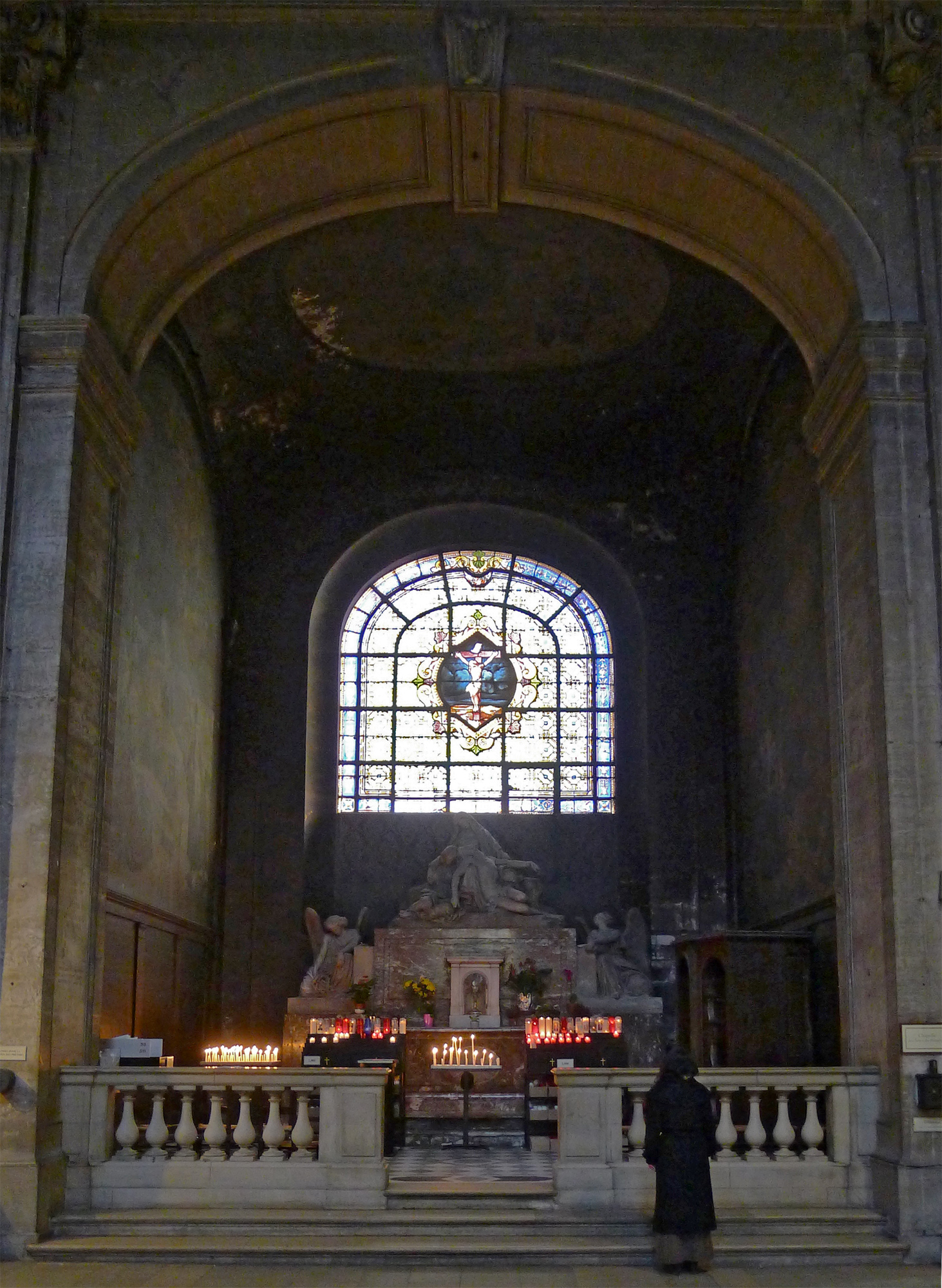
Vista general.
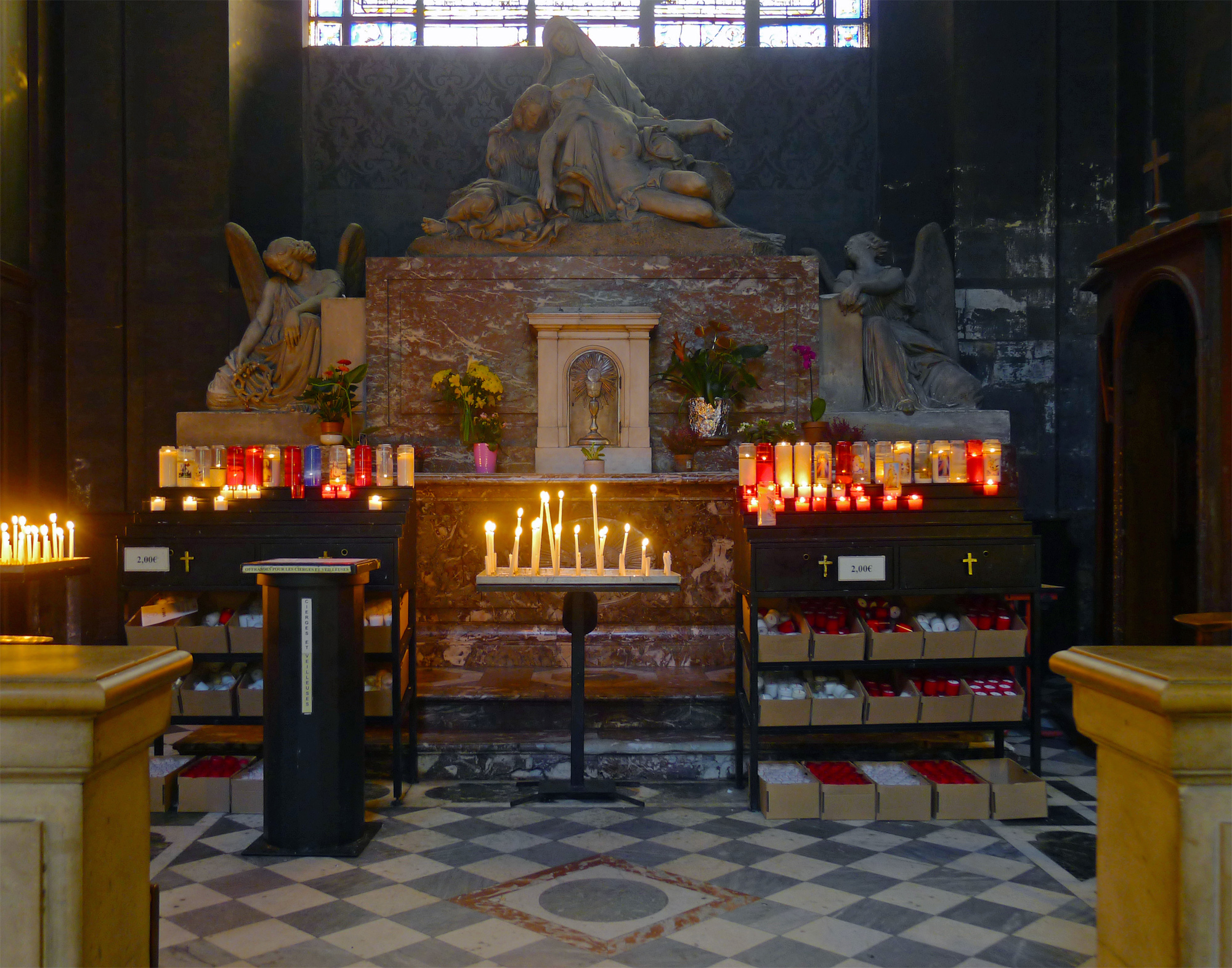
Capilla con la Pietà.
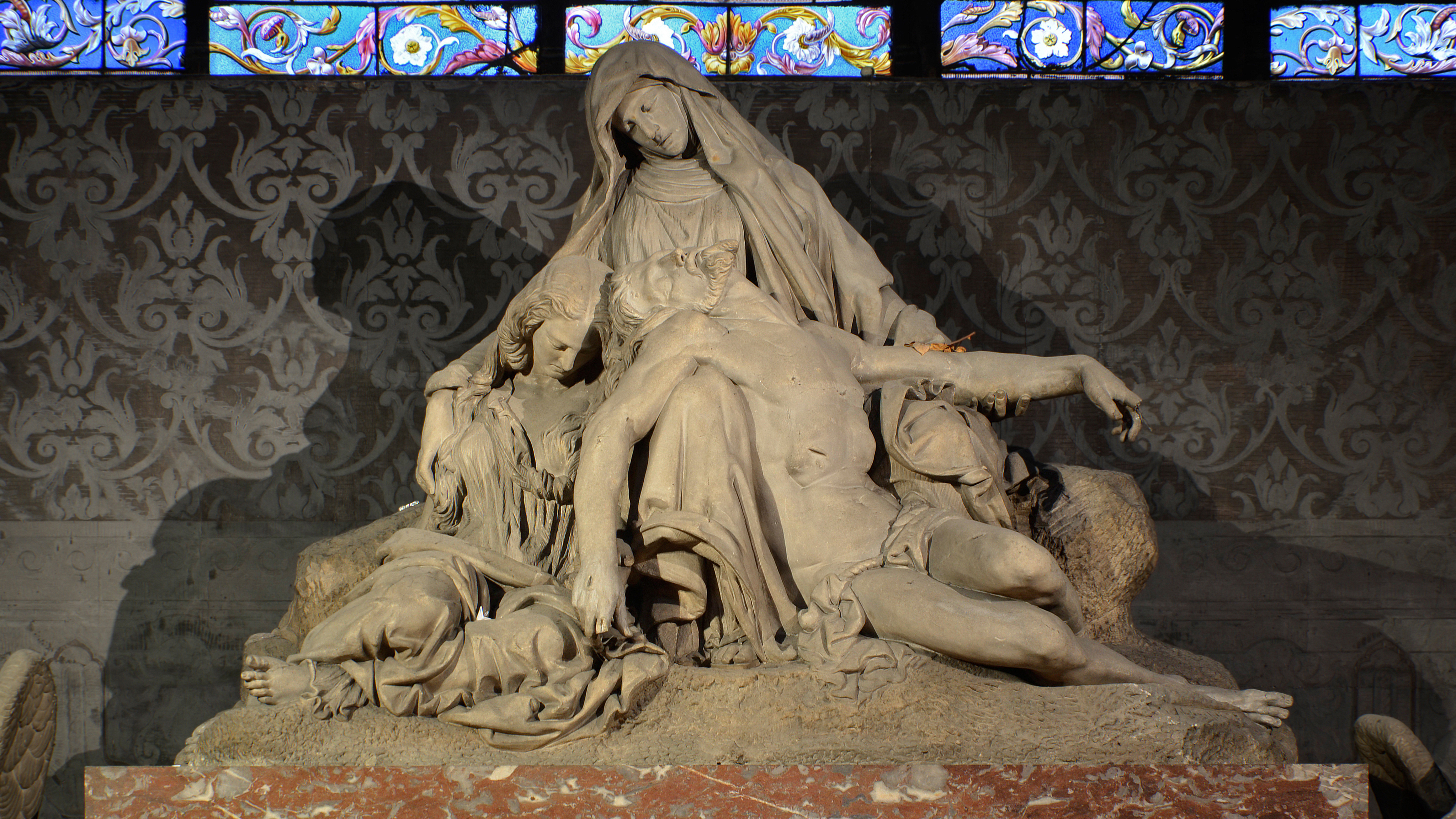
Pietà, de Jean-Baptiste-Auguste Clésinger.
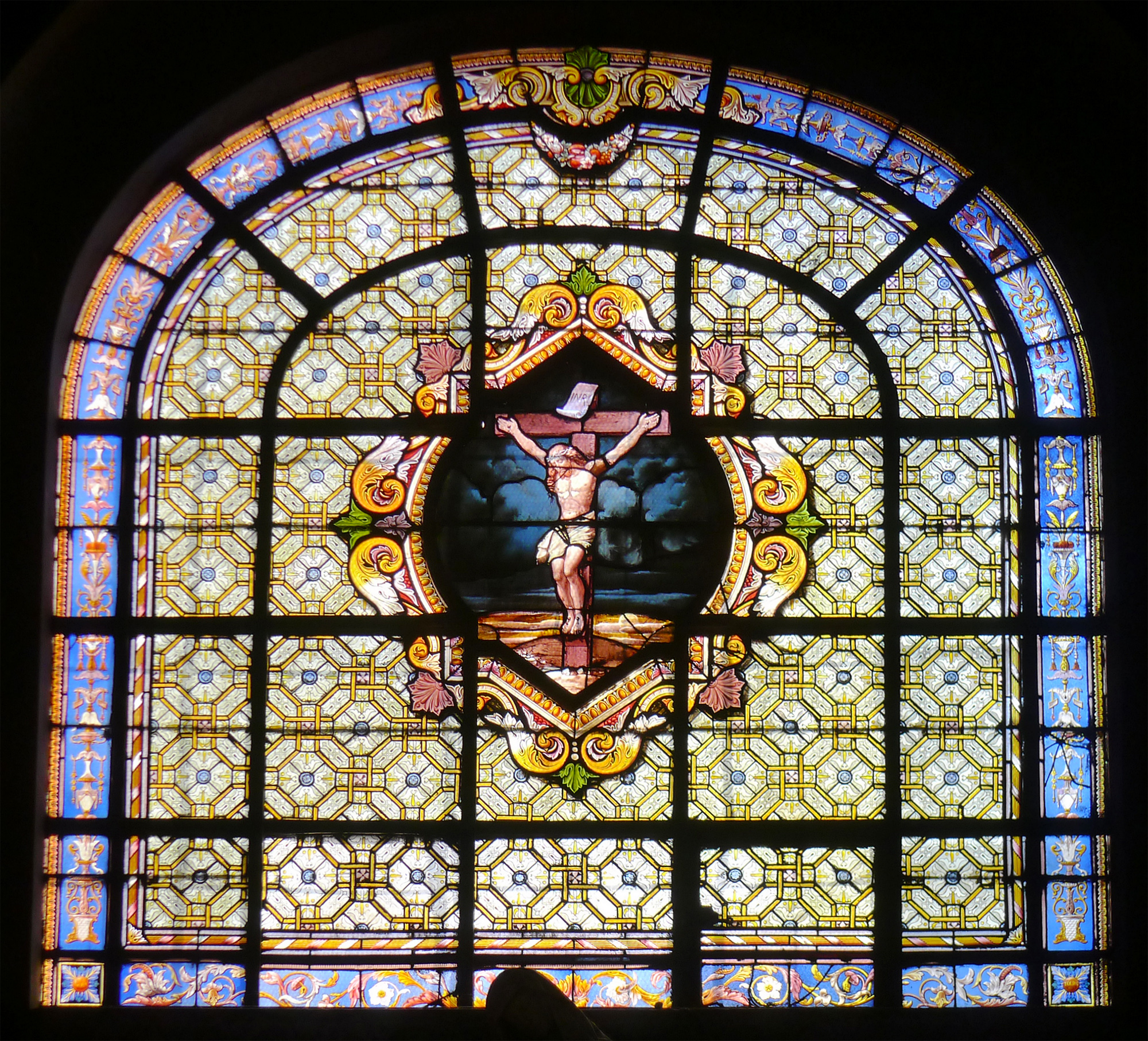
Vitral.
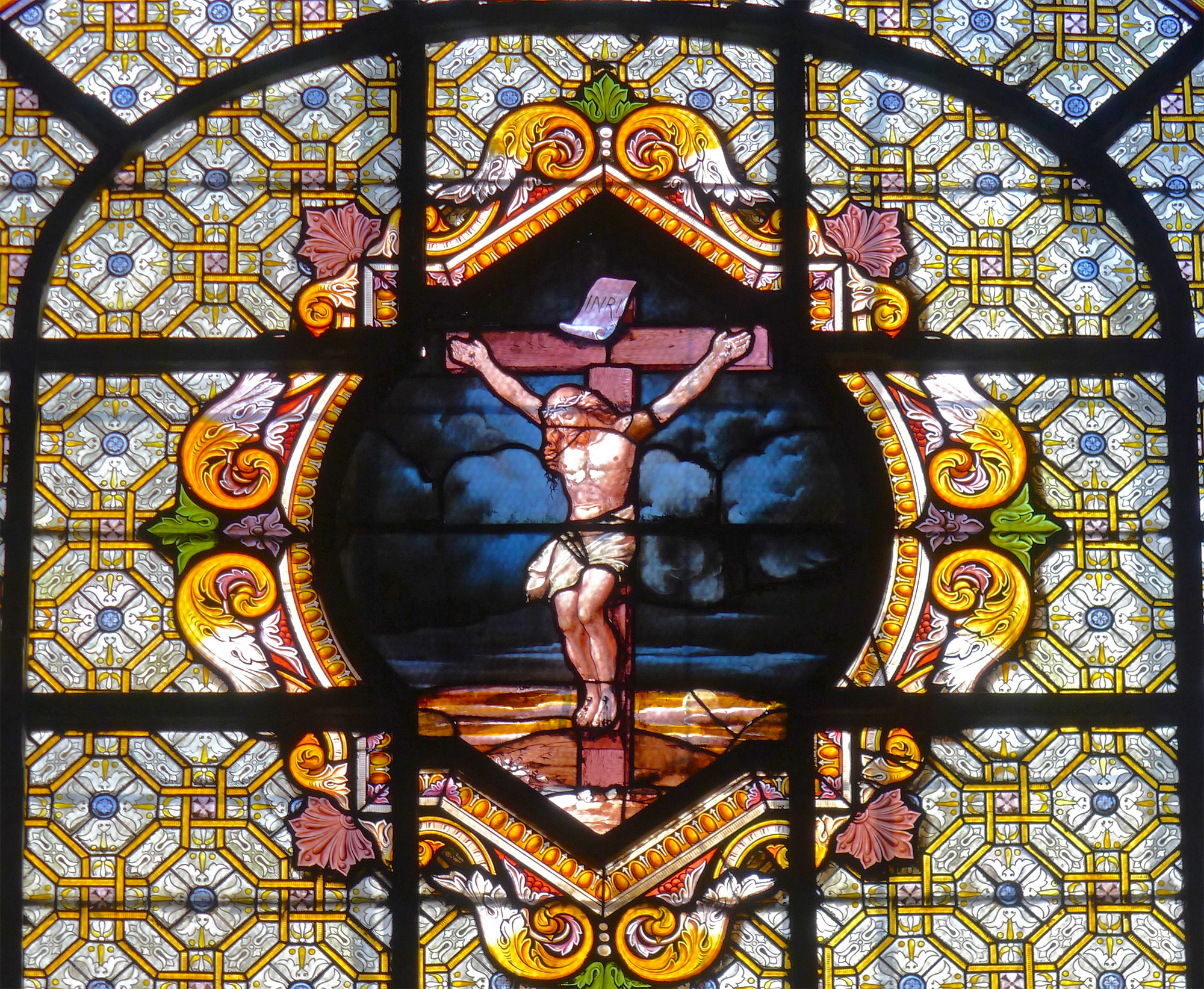
Panel central.

##### Capilla de los Santos Ángeles
La capilla de los Santos Ángeles (chapelle des Âmes-du-Purgatoire) fue decorada por Eugène Delacroix que empleó seis años, entre 1855 y 1861, para realizar los dos grandes paneles murales (pinturas al óleo y a la cera) y de la bóveda (tela encolada). Las pinturas murales representan la Lutte de Jacob avec l'ange y Heliodore chassé du Temple y la tela de la bóveda Saint-Michel terrassant le Dragon [San Miguel matando al dragón].

Capilla de los Santos Ángeles
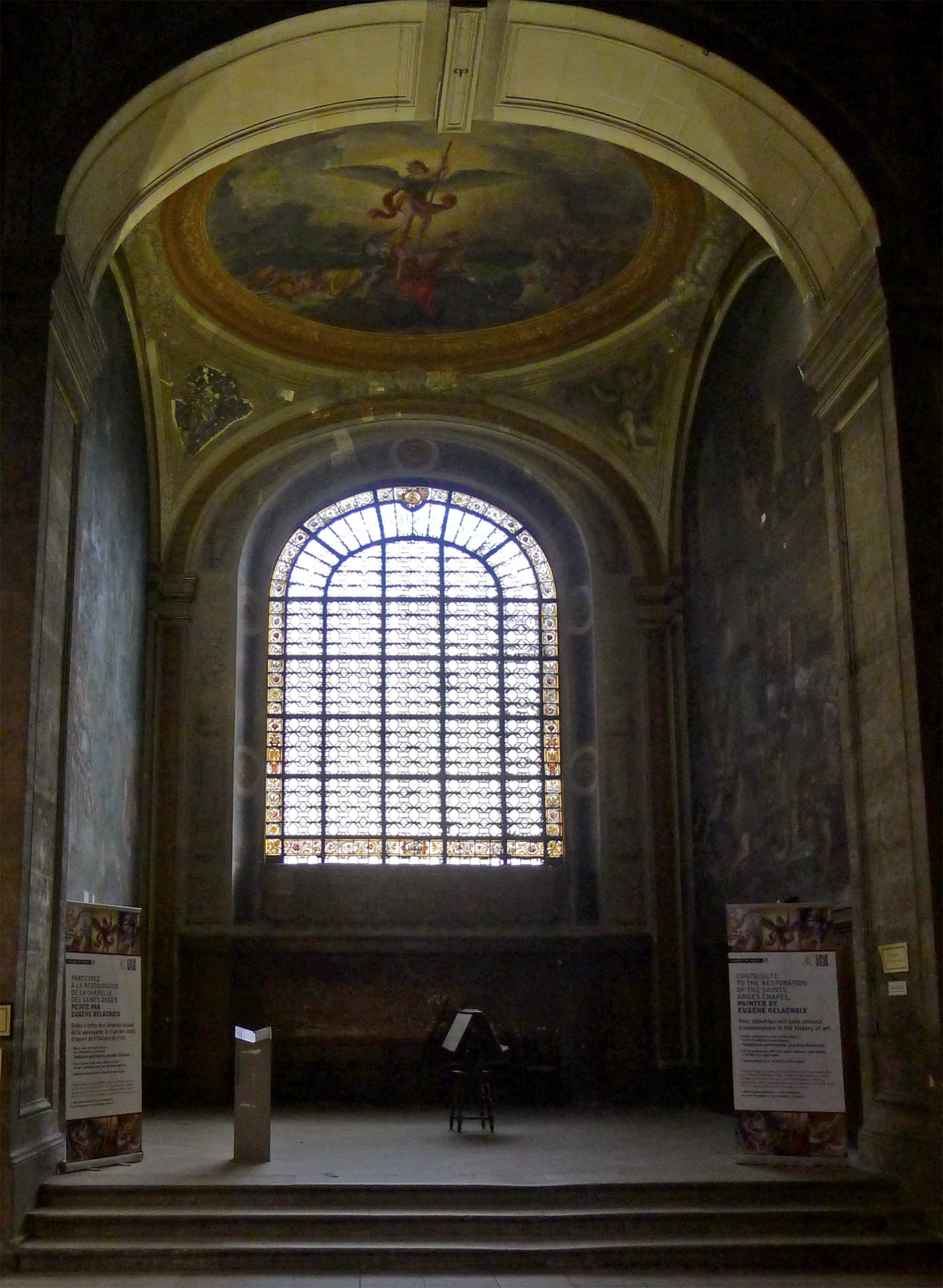
Vista general.
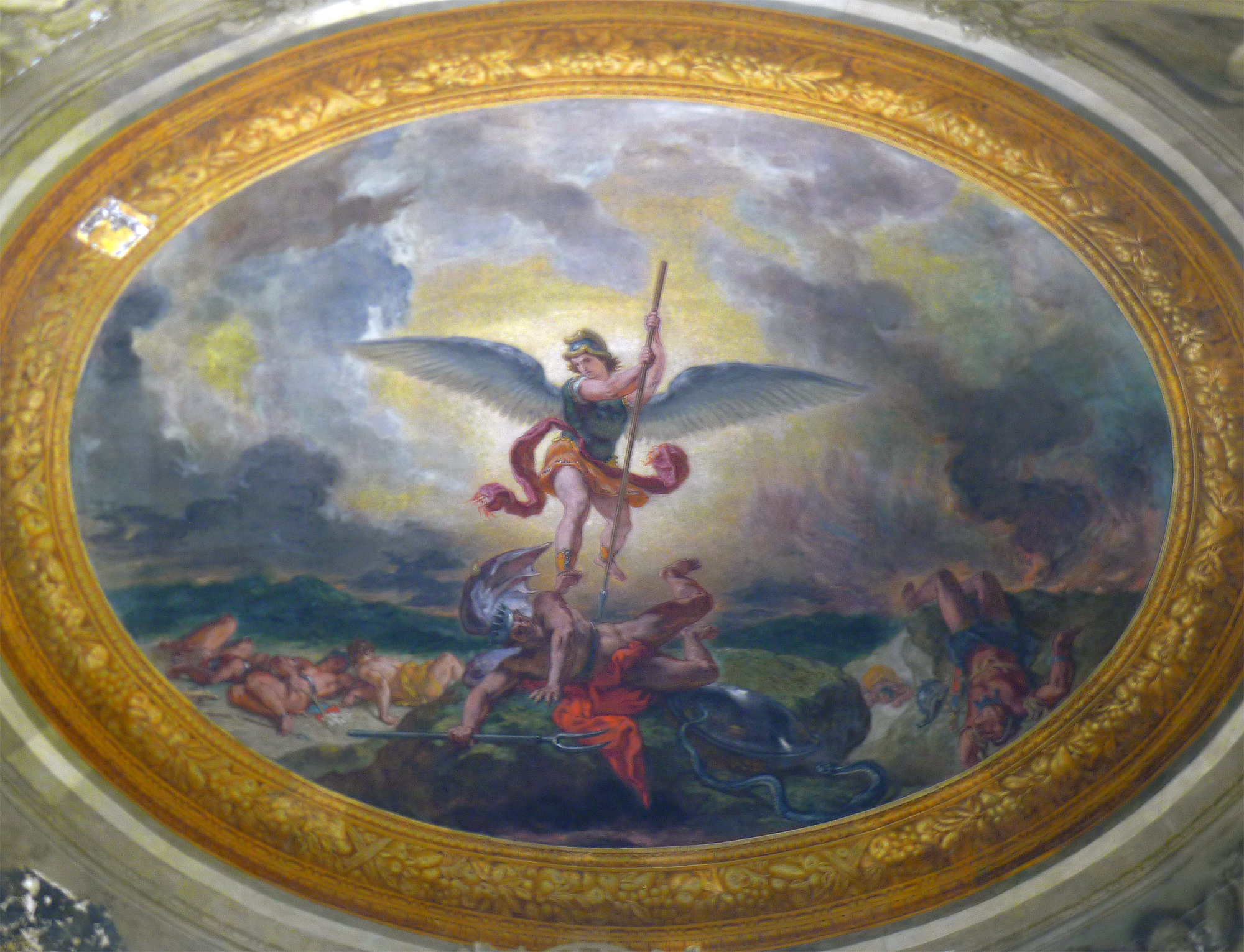
Saint-Michel terrassant le Dragon.
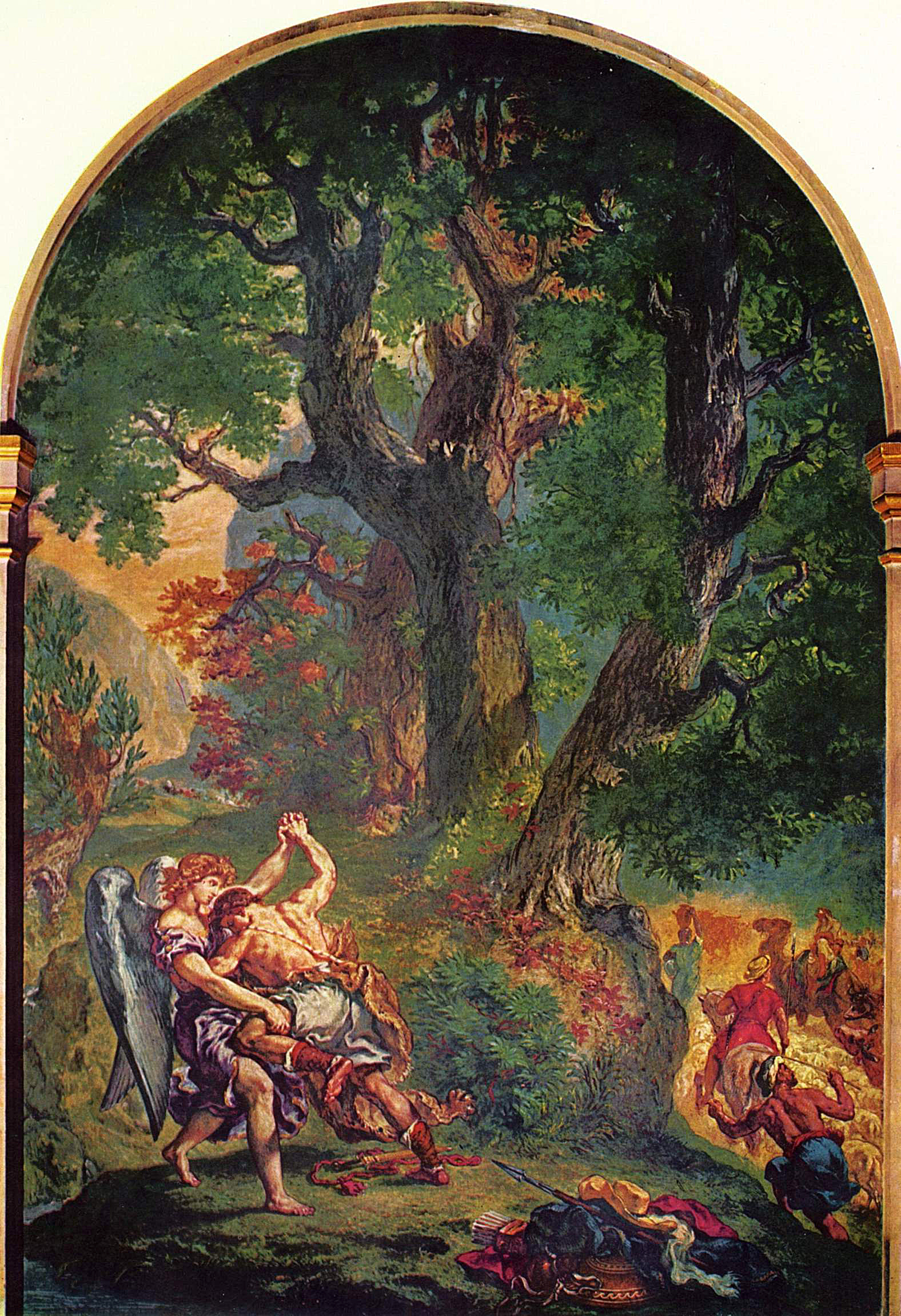
La lutte de Jacob avec l'ange.

##### Capilla de San Juan Bautista
La capilla de San Juan Bautista (chapelle Saint-Jean-Baptiste), de aspecto sobrio, no tiene ninguna pintura. En cambio tiene dos bellas obras de arte en mármol, un san Juan Bautista de Louis-Simon Boizot y el monumento funerario del cura Languet de Cergy realizado por René-Michel Slodtz (1705-1764).

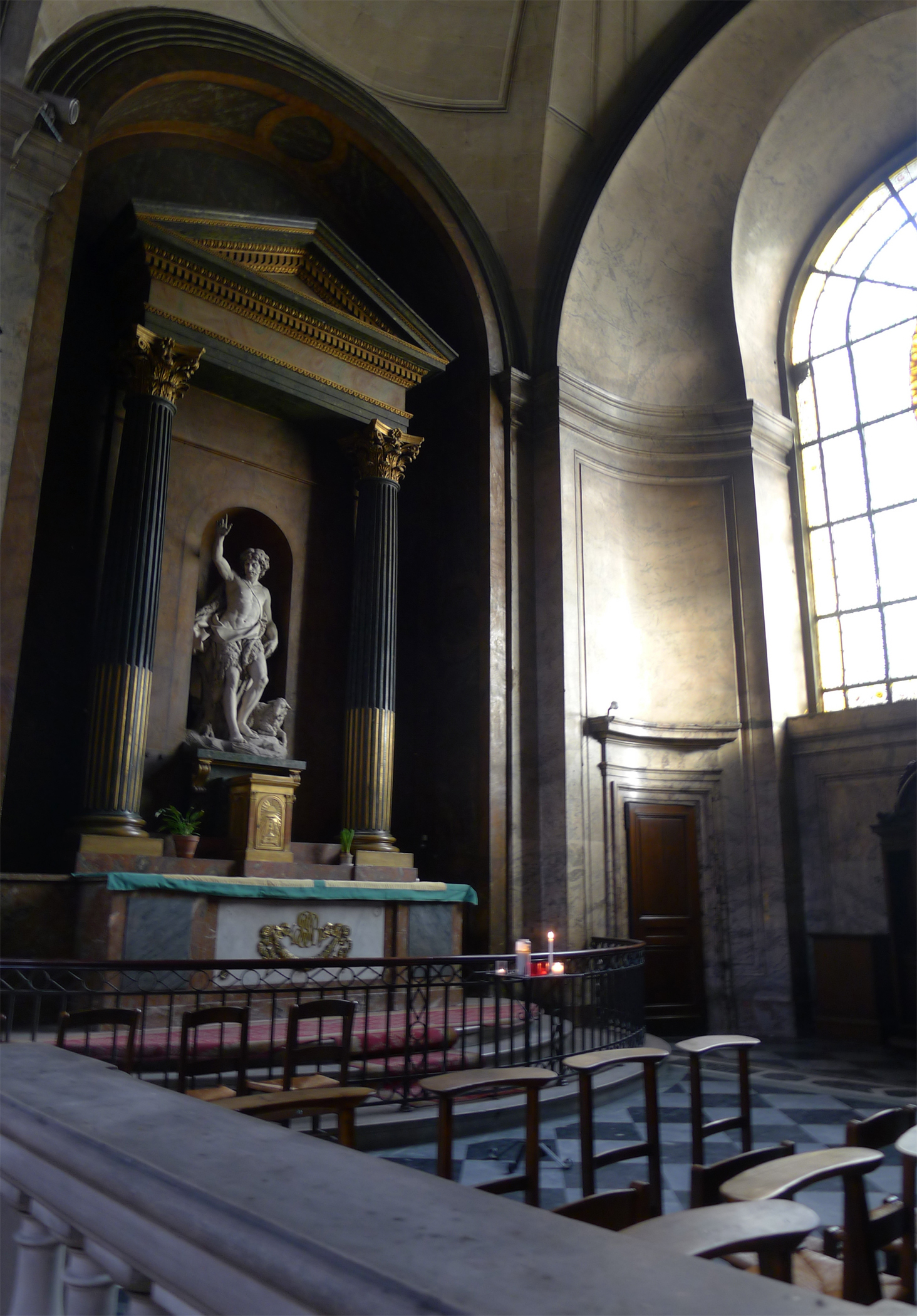
Vista general.
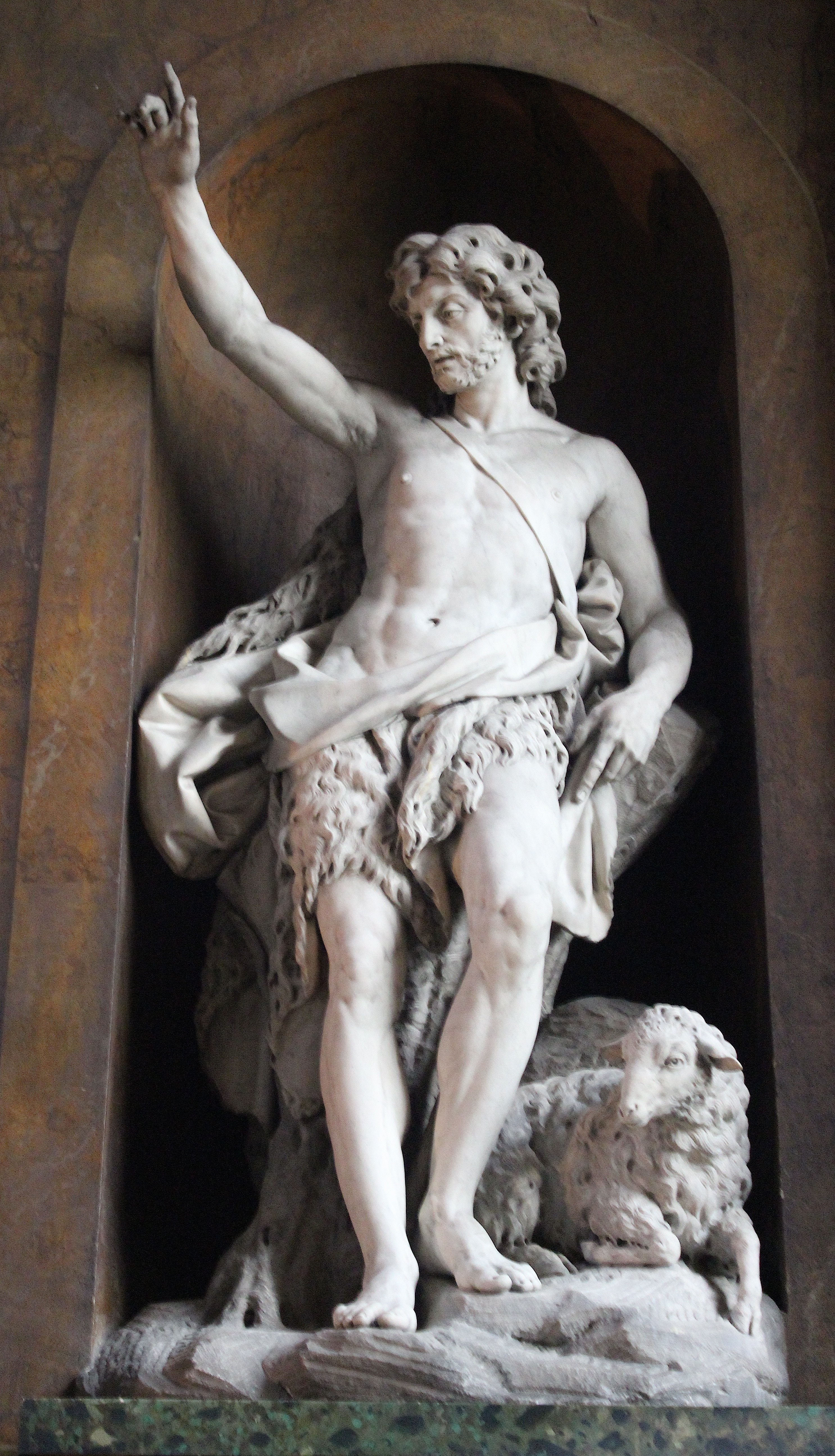
San Juan Bautista.

##### Capilla de Santa Genoveva
En la capilla de Santa Genoveva (chapelle de Sainte-Geneviève) se conserva un vitral del siglo XVII que representa a Santa Catalina de Alejandría; también hay dos pinturas murales, una de ella la Sainte Geneviève distribuant des vivres aux habitants de Paris [Santa Genoveva distribuyendo víveres a los habitantes de París] de Louis-Charles Timbal realizada en 1864.

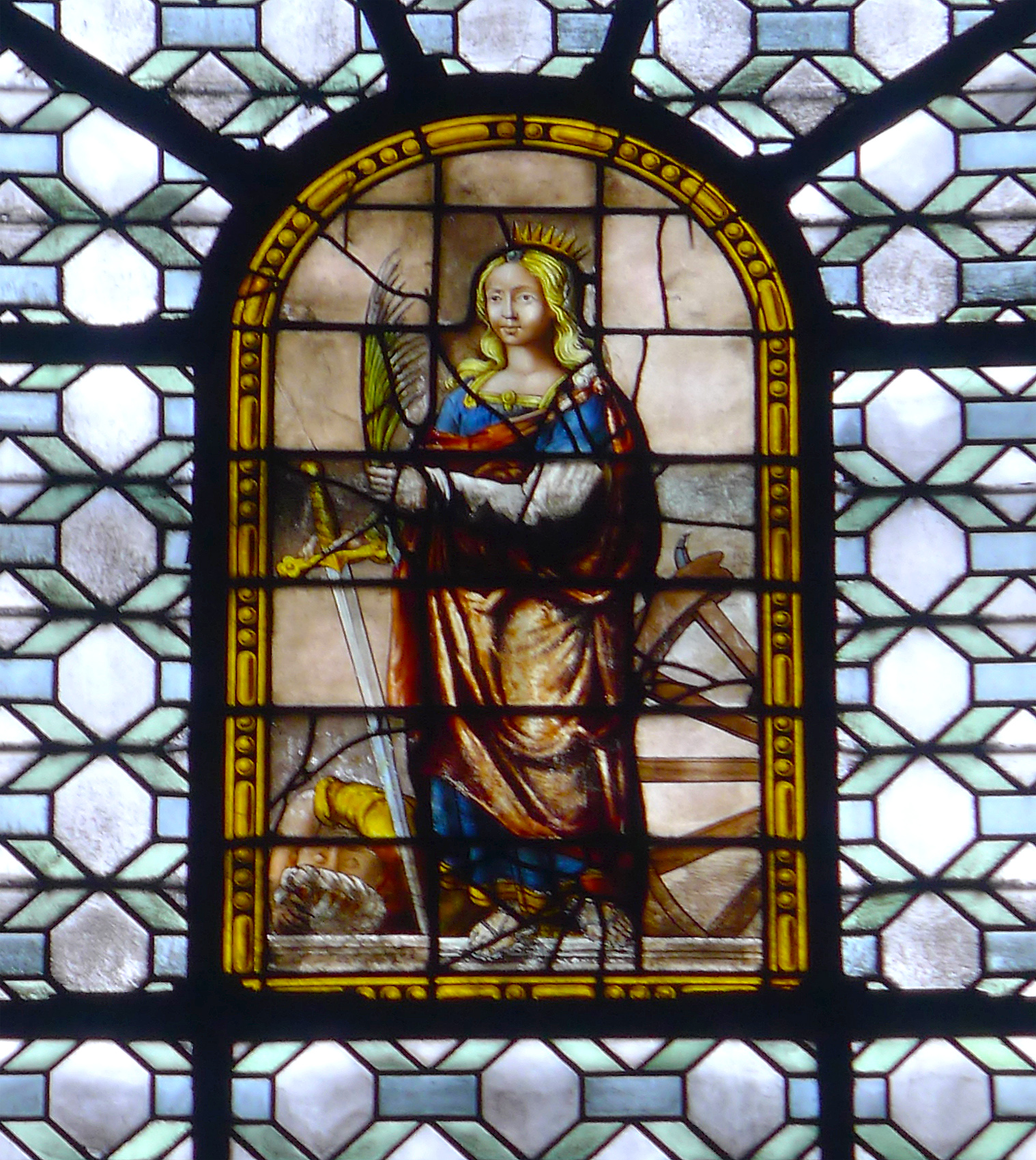
Santa Catalina de Alejandría, medallón central del vitral de la capilla (c. 1670).

### La meridiana solar

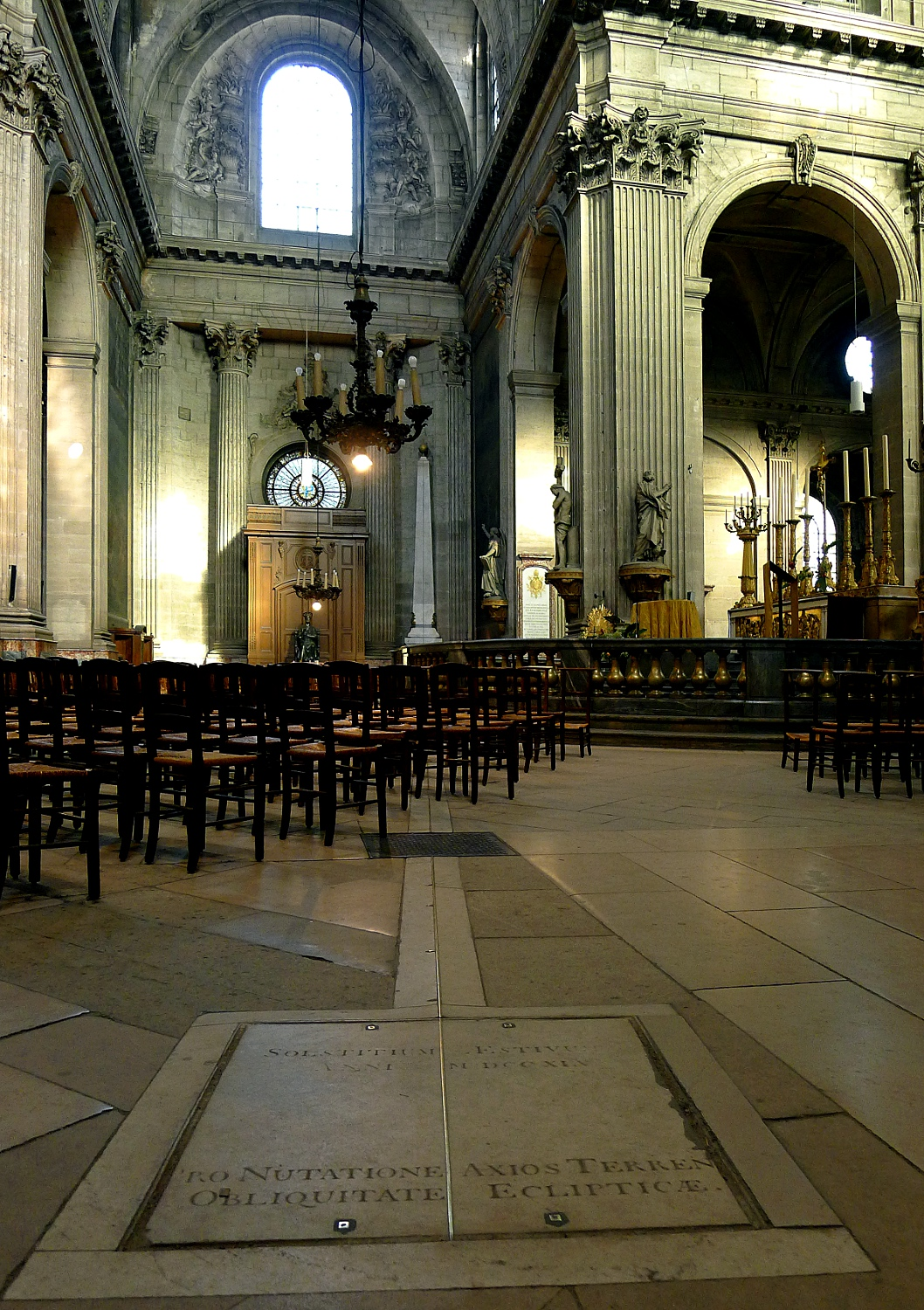
Meridiana de San Sulpicio, en el suelo y sobre el obelisco mural.

El transepto de la iglesia alberga una meridiana solar con gnomon, un útil de medición utilizado en astronomía que determinar con precisión la posición del Sol, y por lo tanto un periodo del año. El dispositivo fue instalado a petición del párroco, deseoso de determinar con precisión la fecha del equinoccio de marzo, y por lo tanto, de la Pascua, fecha clave en el calendario cristiano. Fue instalado en el siglo XVIII por los científicos del Observatorio de París.
El gnomon consta de dos componentes: un dispositivo para aislar un rayo de sol, posicionado sobre el vitral sur del transepto, y una banda de latón incrustada en el suelo y que remonta en vertical en el obelisco de mármol de 11 m de altura dispuesto en el muro norte del transepto (que data de 1743). El dispositivo de aislamiento se llama œilleton (ocular). Se trata de una placa de metal perforada con un agujero e incrustada a derecha sobre el vitral sur del transepto. Un segundo ocular idéntico está presente en la vertical del primero ya que el rayo de este último está tapado por la arquitectura de la iglesia en determinados momentos del año.
La banda de latón materializa un meridiano, línea conceptual de dirección norte-sur. La banda está marcada con cuatro graduaciones:
- una está en el extremo sur de la banda, en el suelo, marcada por una plancha grabada que señaliza el lugar donde los rayos de sol cruzan el meridiano al mediodía en el solsticio de verano.
- una segunda está situada detrás del batiente izquierdo de la abertura de la barandilla del santuario. Se indica mediante una elipse completa de latón: simboliza el lugar donde el rayo de sol cruza el meridiano al mediodía en el equinoccio de otoño (septiembre) y en el de primavera (marzo).
- una tercera está situada en el obelisco, en el primer cuarto de su altura. Esta señalada con el símbolo de Sagitario, una flecha, y el símbolo de Acuario, dos ondas. Corresponde a la ubicación del rayo de sol cuando cruza el meridiano al mediodía durante el período de Sagitario y el de Acuario, respectivamente, antes y después del solsticio de invierno (diciembre).
- una cuarto también se encuentra en el obelisco, en los dos tercios de su altura; se indica con el símbolo de Capricornio, cuyo grabado es ahora difícil de alcanzar. Es la ubicación del rayo de sol cuando cruza el meridiano al mediodía en el solsticio de invierno (diciembre).

Gnomon de la iglesia de San Sulpicio
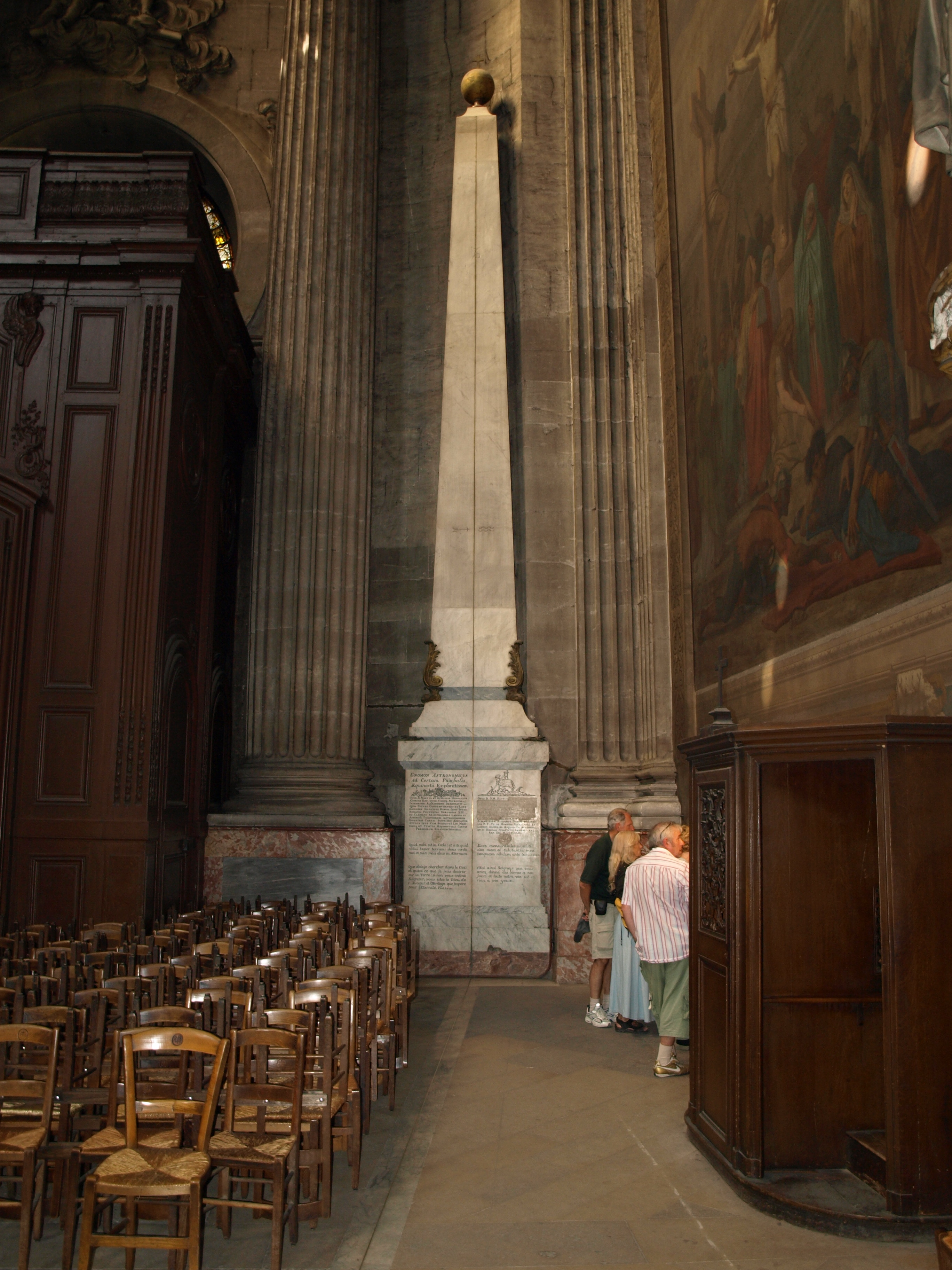
Gnomon de la iglesia de San Sulpicio.
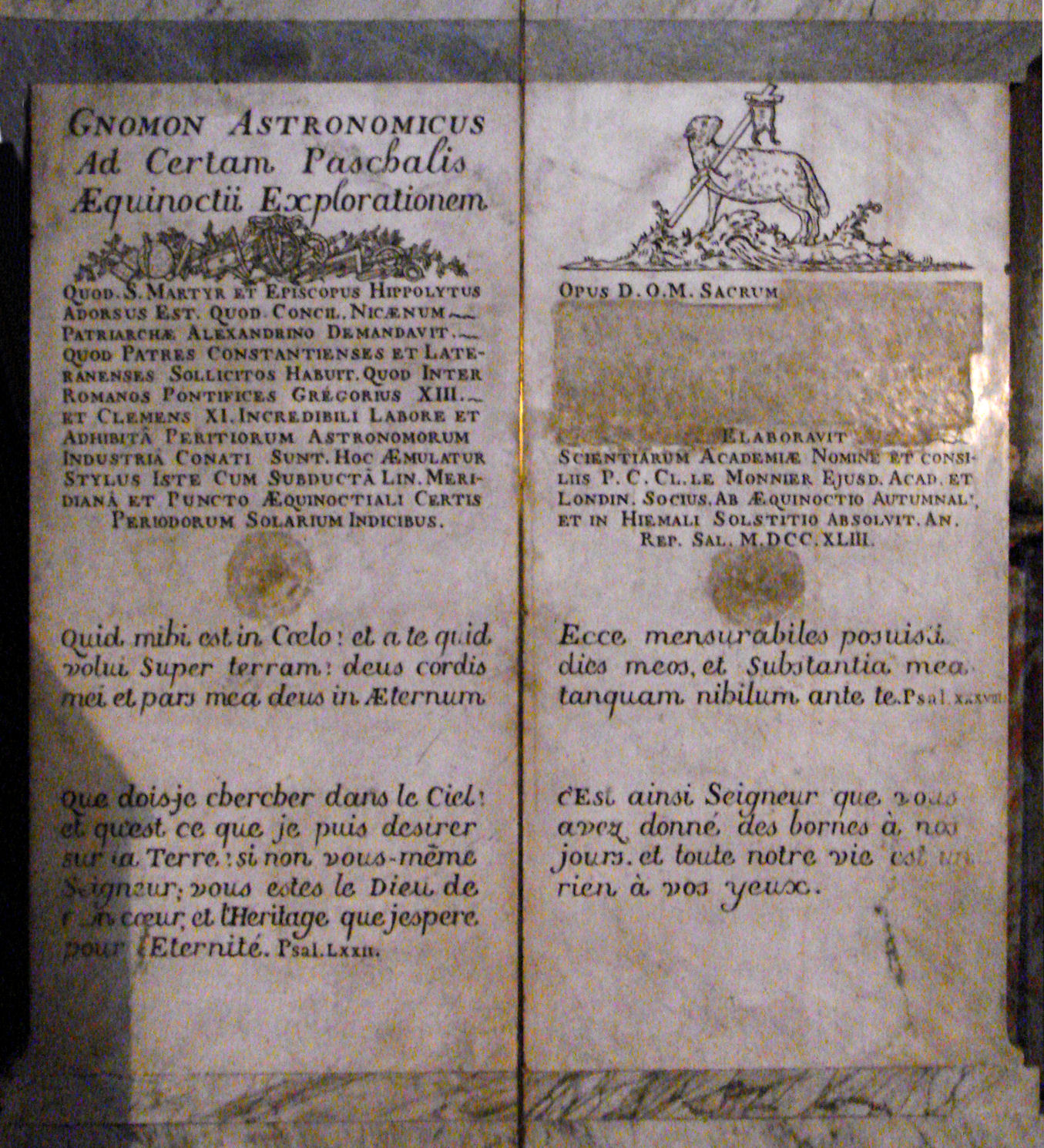
Inscripciones sobre el obelisco.
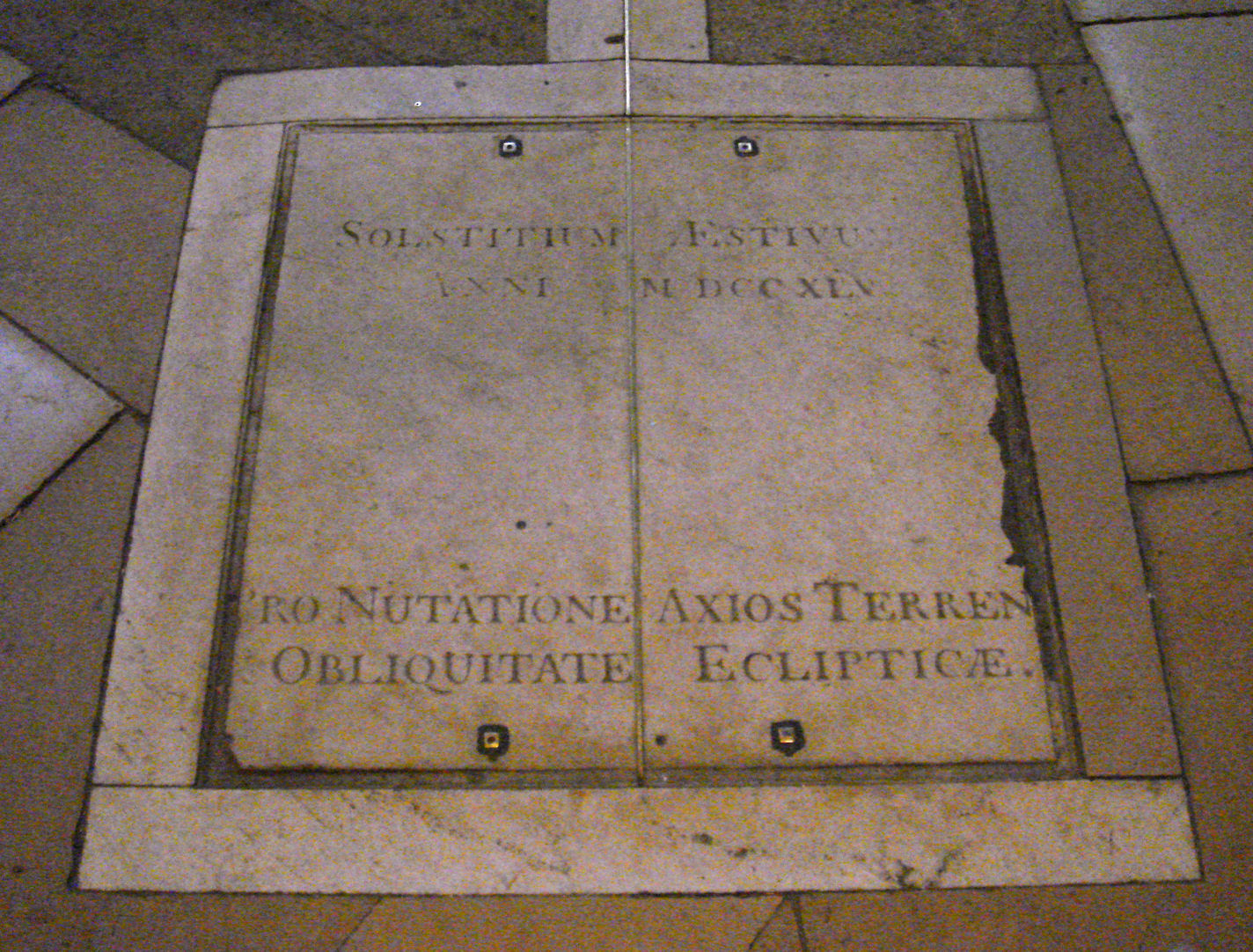
Placa sur.
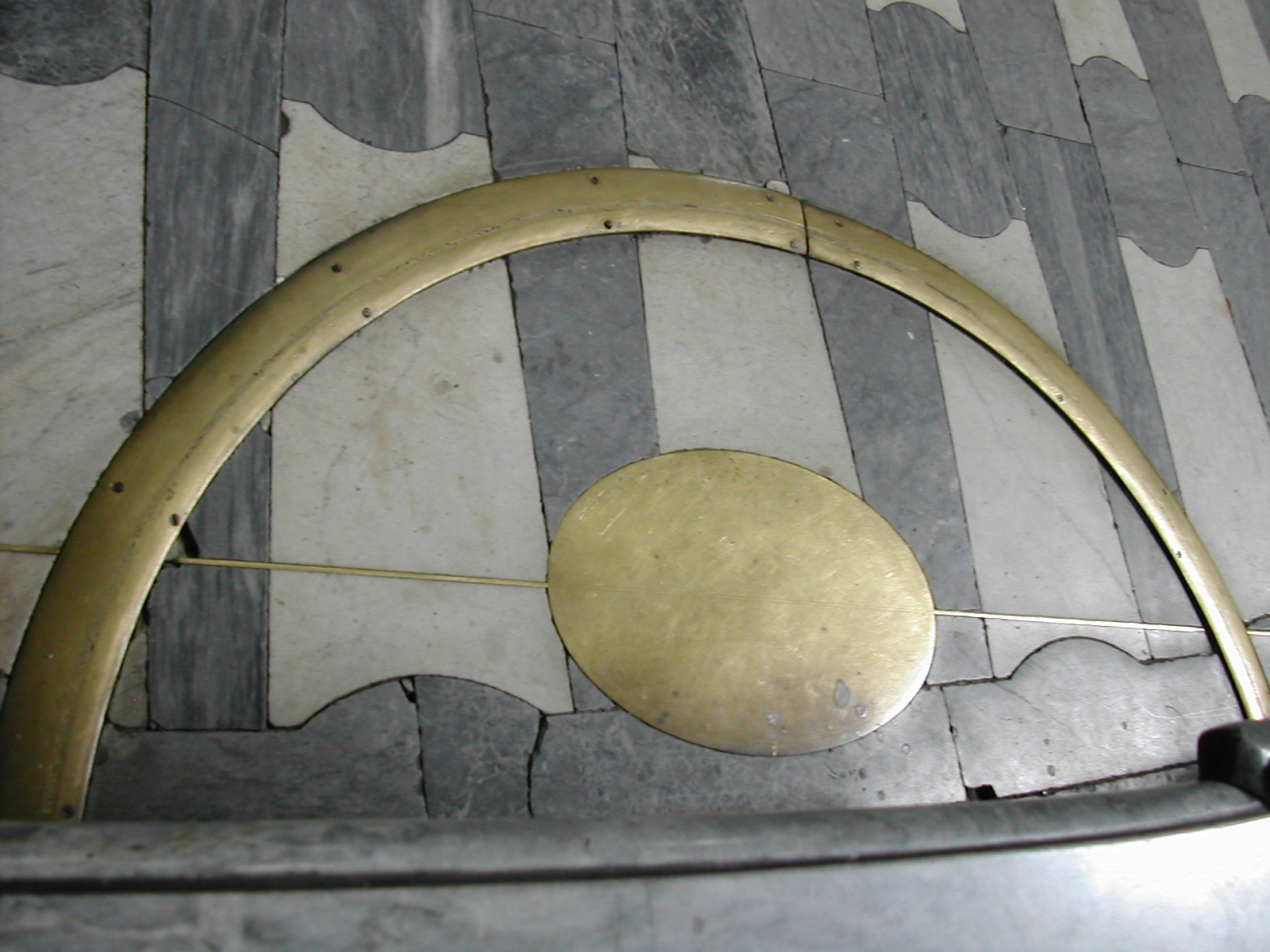
Placa de los equinoccios.

### Púlpito de San Sulpicio

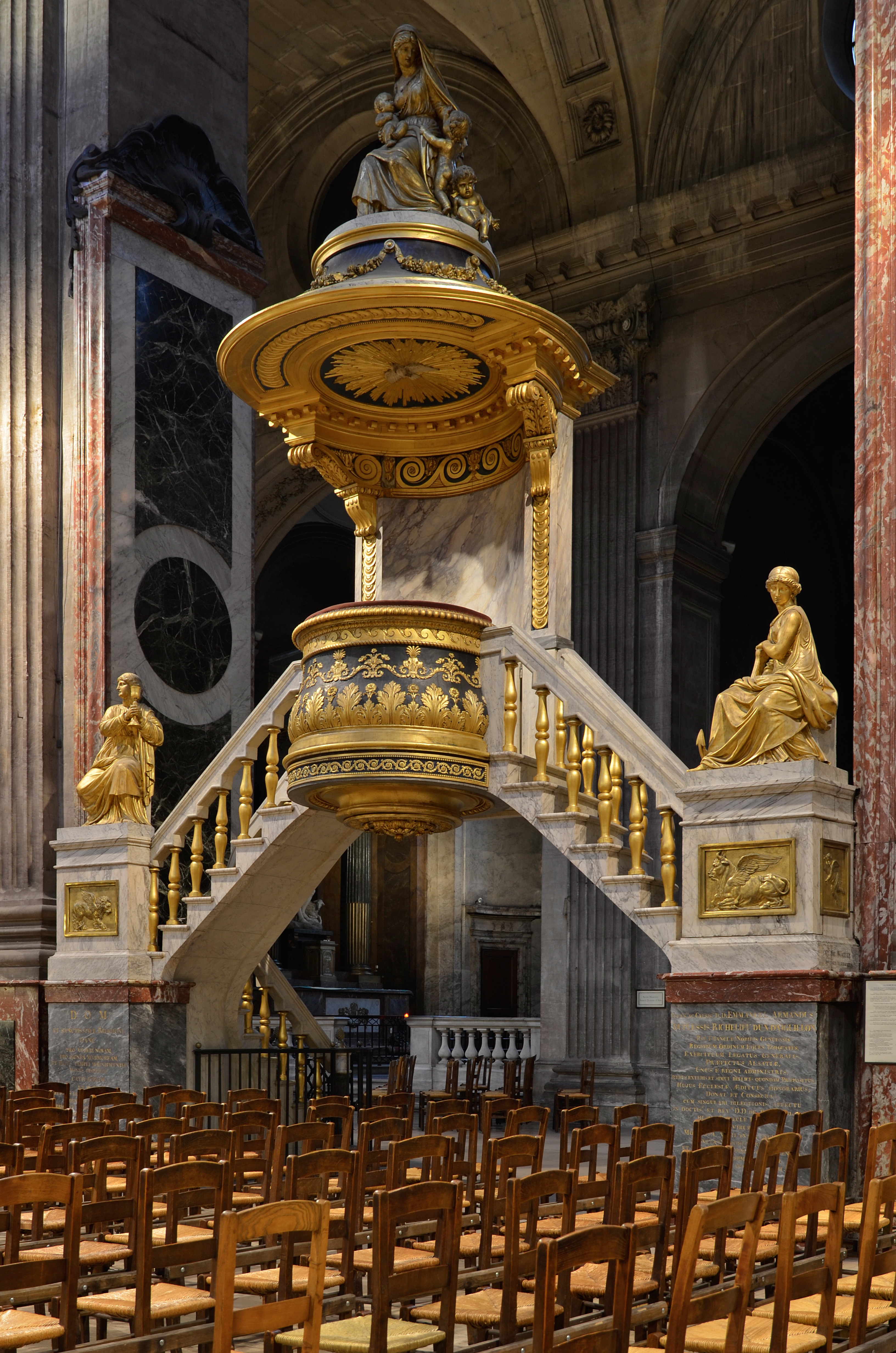
El púlpito de la iglesia de San Sulpicio.

El púlpito de San Sulpicio fue ejecutado en 1788 a partir de los diseños de Charles De Wailly, y donado por el duque de Aiguillon du Plessis Richelieu, un sobrino-bisnieto del cardinal Richelieu, antiguo ministro de Luis XV y primer marguillier de la parroquia. Está hecho de madera de roble y de mármol, y está considerada como una obra maestra de ebanistería y de equilibrio (descansa, de hecho, sobre las únicas escaleras laterales que la soportan). En 1791, monsieur de Pansemont (párroco) declaró su negativa a prestar el juramento de la Constitución Civil del Clero desde lo alto de ese púlpito, delante de los guardias nacionales y sus seguidores. El púlpito fue afortunadamente preservado por los revolucionarios que lo consideraron «útil». Sus dorados y pinturas han sido recientemente objeto de una cuidadosa restauración (2010).
El púlpito tiene muchos símbolos en las diferentes partes que lo componen:
- dos estatuas en madera de tilo dorada (obra de Guesdon), la de la izquierda sostiene un cáliz (símbolo de la fe) y la de la derecha un ancla (símbolo de la esperanza);
- cuatro bajorrelieves de bronce dorado de Edme Dumont, con animales que representan a los Evangelistas: un león (por san Marcos, cuyo Evangelio comienza con el ministerio de san Juan Bautista cuya palabra sonaba como el rugido de un león en el desierto), un toro (por san Lucas, cuyo Evangelio comienza con el anuncio de un hijo de Zacarías, un sacrificante en el templo), un ángel (o un hombre, por san Mateo, cuyo Evangelio comienza con la genealogía humana de Cristo) y un águila (que fija el Sol como san Juan fija a Dios en la persona humana y divina de Cristo).
- Un caja de resonancia (abat-voix) de Edme Dumont coronada por un grupo (una mujer y niños) en madera dorada que representan a la caridad, que bajo el cielo está adornada con una paloma dorada con las alas extendidas, símbolo del Espíritu Santo rodeada de rayos lumineux.

Actualmente el púlpito ya no se utiliza para los sermones, y los predicadores comentan los textos de la liturgia desde el púlpito de las lecturas, cerca del altar.

### Vitrales

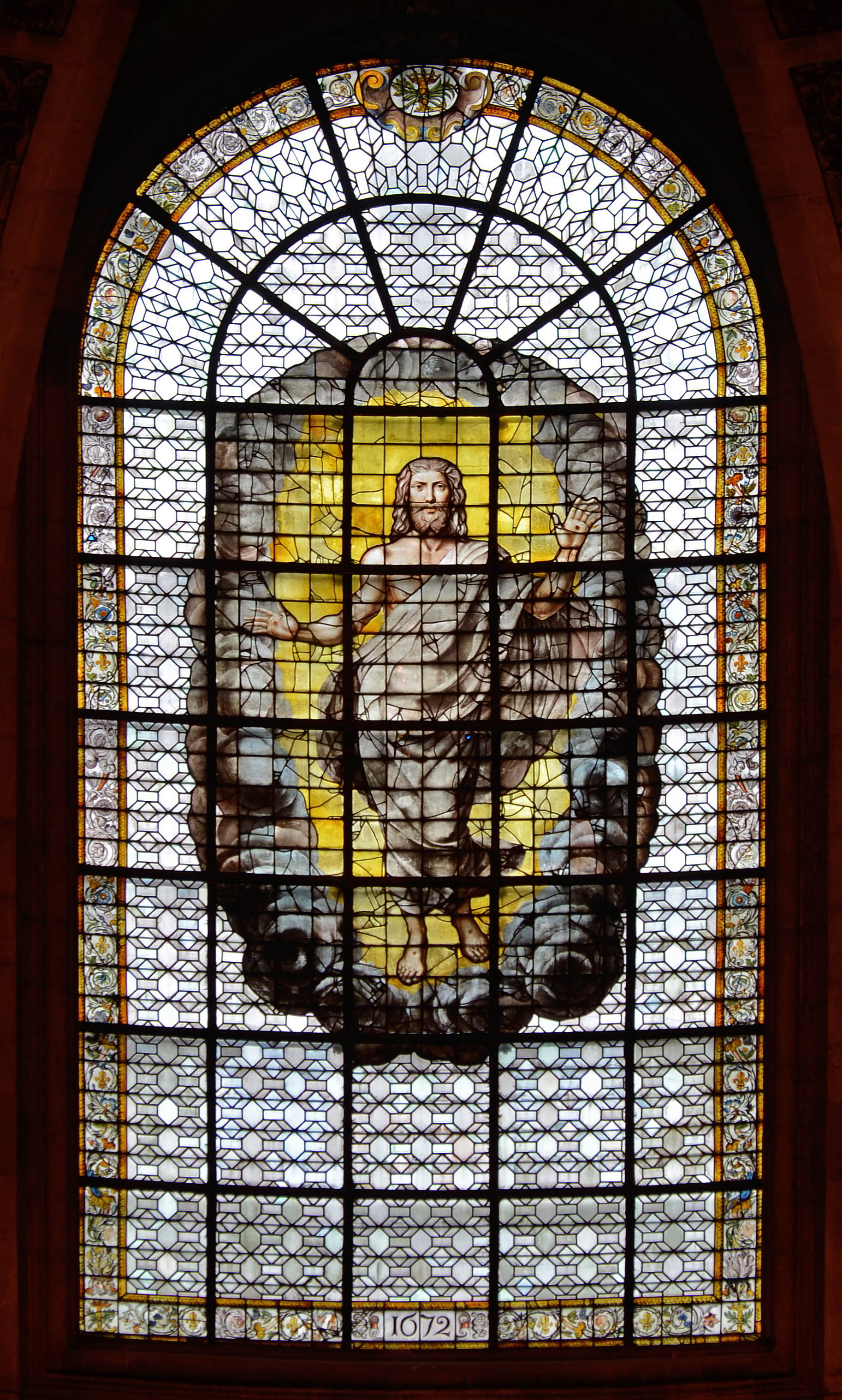
Hueco 200: Ascension de Notre Seigneur (1672).

El coro de la iglesia tiene vitrales de 1673 (huecos 200-206 siguiendo la notación del Corpus vitrearum). Los vitrales de las capillas del deambulatorio (huecos 3 a 10) fueron realizadas entre 1690 y 1692. Las vidrieras de los huecos 1 y 2 y de la capilla axial se colocaron en 1873 por el maestro vidriero Henri Chabin.
En las capillas laterales las vidrieras de los huecos 11 y 12 fueron ejecutadas por Denis a partir de cartones de Charles Lameire (1832-1910). El vitral del hueco 11 representa el Sagrado Corazón y el del hueco 12, a San Juan Bautista. En el hueco 18 (capilla de las Almas del Purgatorio) se colocó un vitral que representa a Cristo en la Cruz de Henri Chabin, que data de 1873.
Un incendio rompió los vitrales de la capilla de la Comunión en 1799. Un huracán dañó las vidrieras de varias ventanas. Los vitrales de la capilla de la Virgen se colocaron entre 1841 y 1844.
La explosión del polvorín del Luxemburgo en 1871 entrañó la caída de fragmentos de ventanas que fueron restauradas por Charles Lavergne. La restauración de las vidrieras estuvo a cargo de los hermanos Charles y Theodore Maillot, desde 1879, y el del vitral de la Ascensión del hueco 200, en 1884.
La restauración del conjunto de huecos se llevó a cabo en 1934. Una nueva restauración fue emprendida en 1945-1946.

### Otras obras de arte

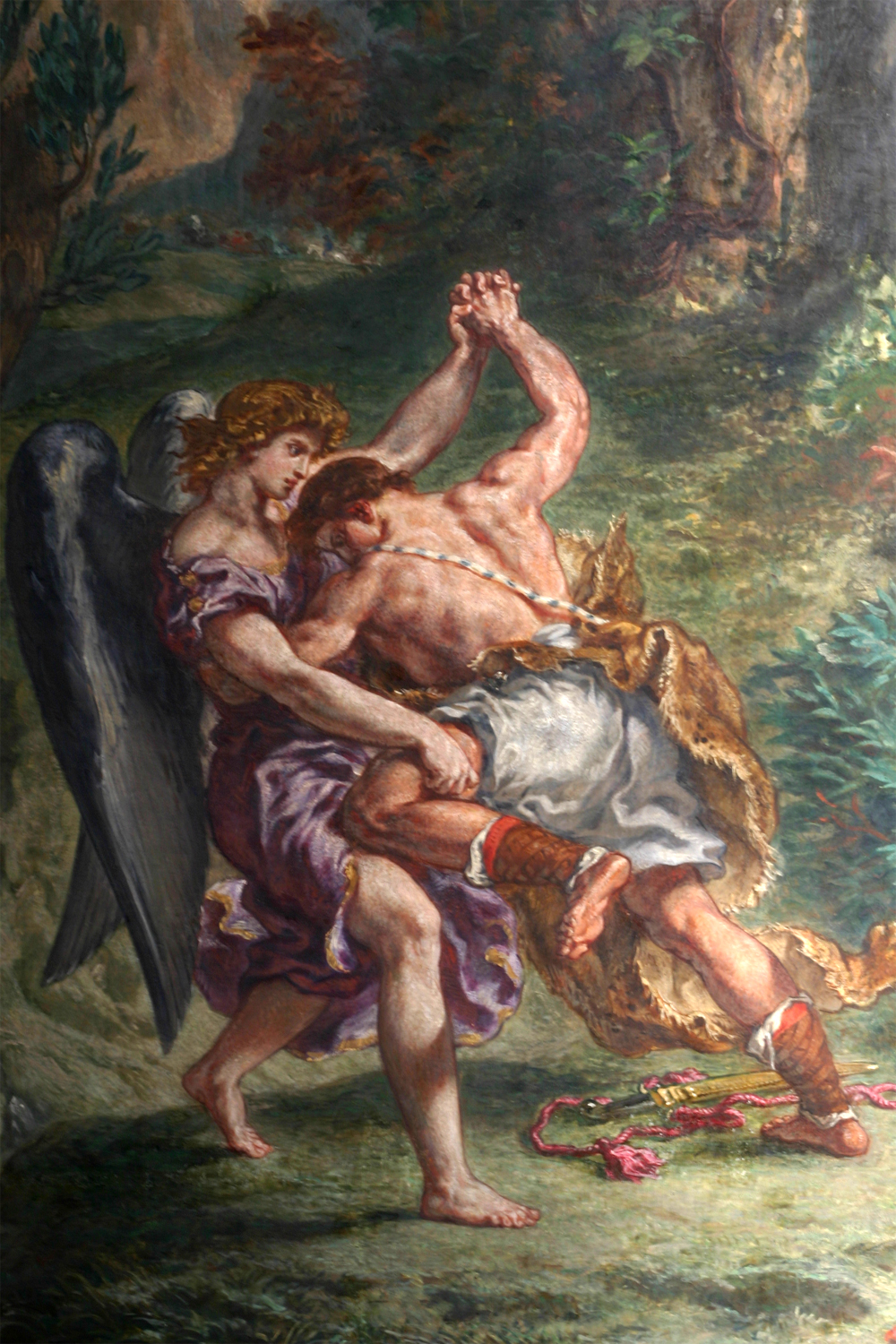
Eugène Delacroix. La lucha de Jacob con el ángel (detalle del grupo principal).

La iglesia de San Sulpicio contiene numerosas obras de arte, entre las que destacan: 
- dos almejas gigantes ofrecidas a Francisco I por la República de Venecia, montadas sobre pilas bautismales sobre pedestales del escultor Jean-Baptiste Pigalle;
- las estatuas de Cristo apoyadas en la cruz (1735), de la Virgen y ocho Apóstoles por Edmé Bouchardon, colocadas alrededor del coro
- las boiseries de estilo Luis XV de la sacristía de las misas (1735)
- una estatua de San Juan Bautista, por Boizot (1743-1809)
- la tumba de Jean-Baptiste Joseph Languet Gergy (1753), abad de la abadía de Bernay (Eure) y párroco de San Sulpicio, por Slodtz
- una estatua de la Virgen de Jean-Baptiste Pigalle (c. 1777) en la capilla de la Virgen, al fondo de la iglesia
- El fresco de la Asunción de Lemoyne, en la cúpula de la capilla Virgen
- los frescos de Delacroix en la capilla de los Ángeles: Saint-Michel terrassant le Dragon, Héliodore chassé du temple y la La lucha de Jacob con el angel
- dos frescos de Victor Mottez (1809-1897): Saint Martin déchirant son manteau y Saint Martin ressuscitant le néophyte de Ligugé
- cuatro frescos de Émile Signol (1804-1892) en cada transepto de la iglesia, dos firmadas «EM SIGNOL» y otras dos firmadas «EM SIGИOL»
- la decoración de la capilla de Saint-François-Xavier, pintada en 1859 por Jacques-Émile Lafon que recibió en esta ocasión la legión de honor

Algunas obras de arte en San Sulpicio
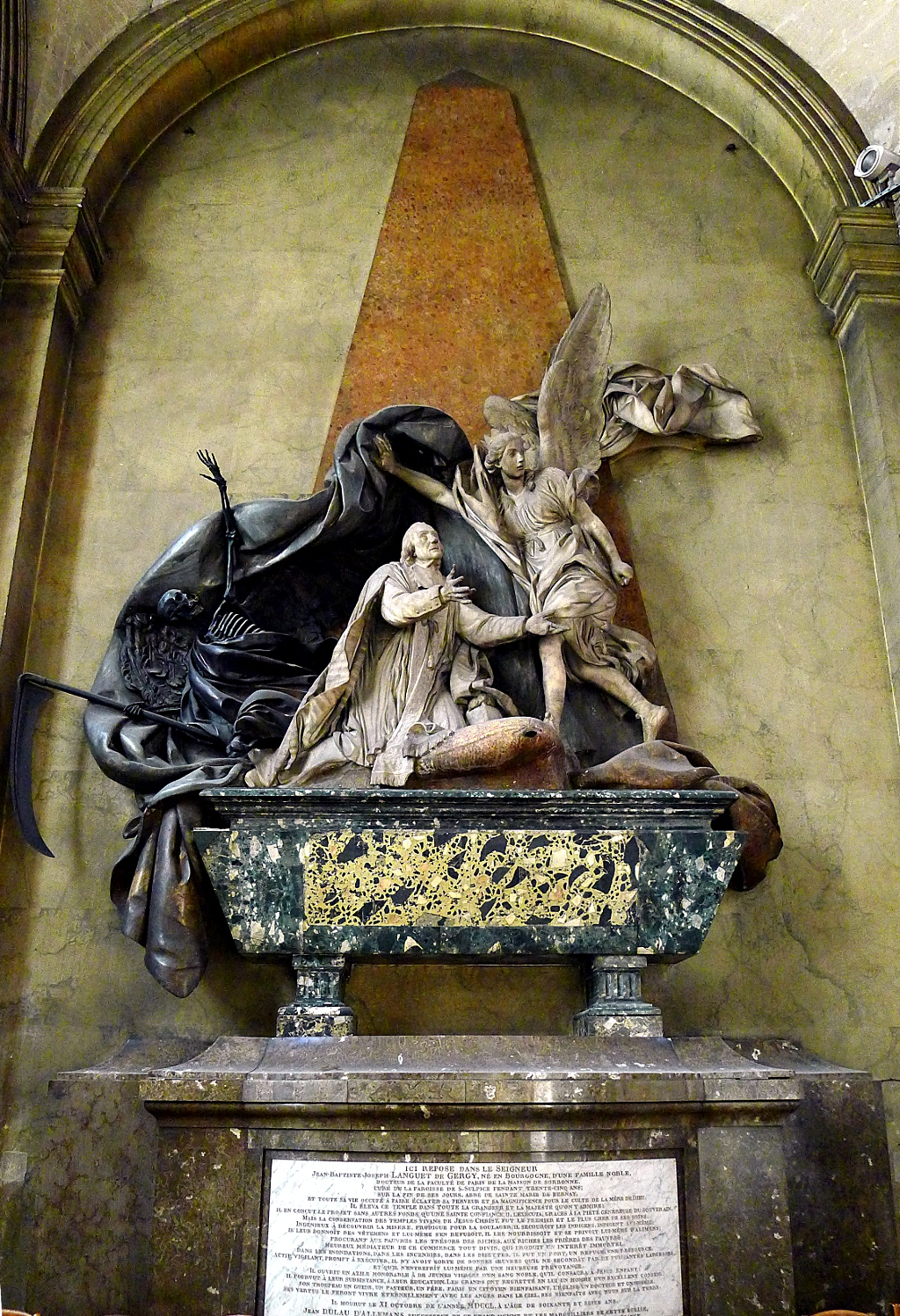
Monumento funerario de Jean-Baptiste Joseph Languet de Gergy, cura de la parroquia de Saint-Sulpice, por Slodtz.
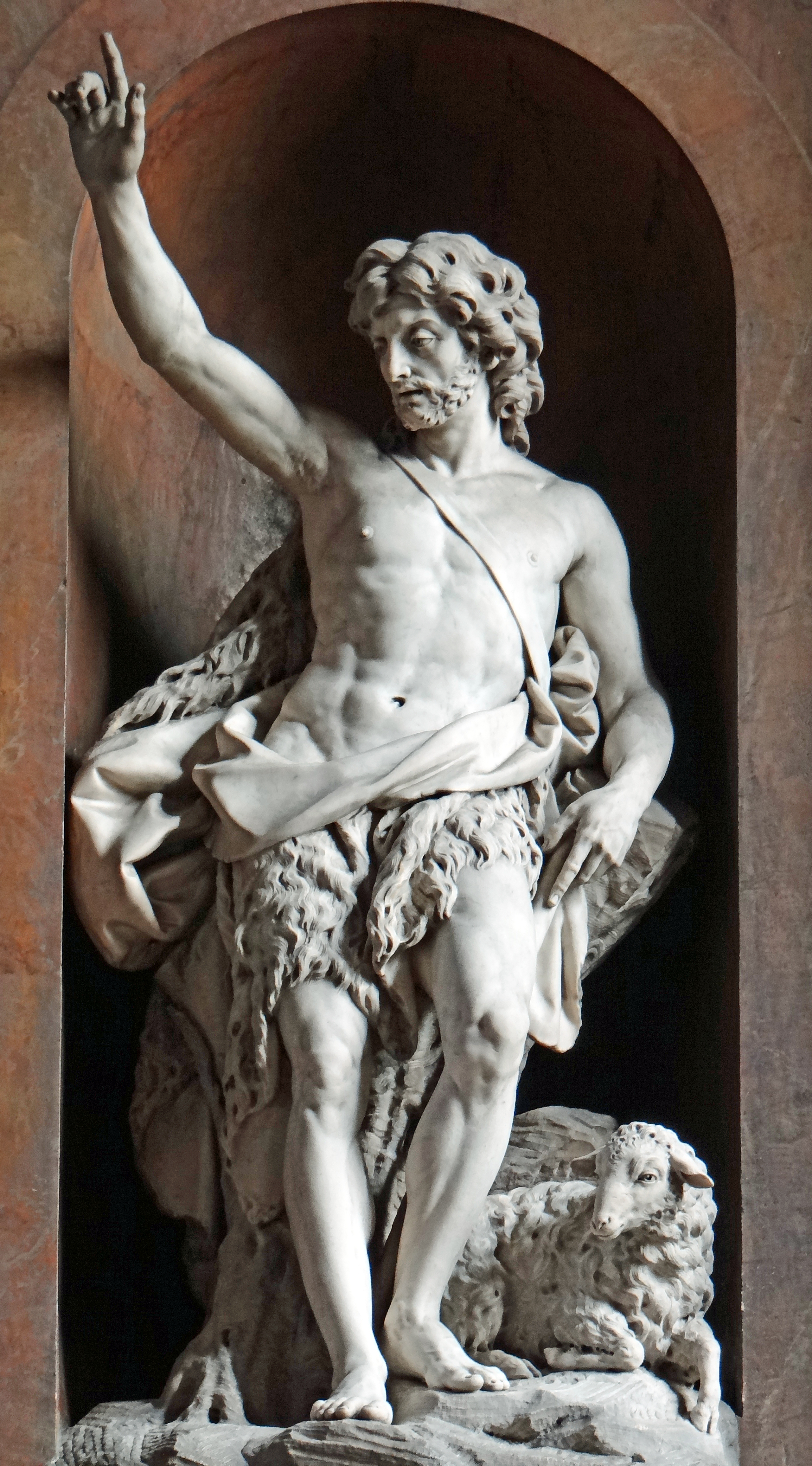
Estatua de San Juan Bautista, por Louis-Simon Boizot.
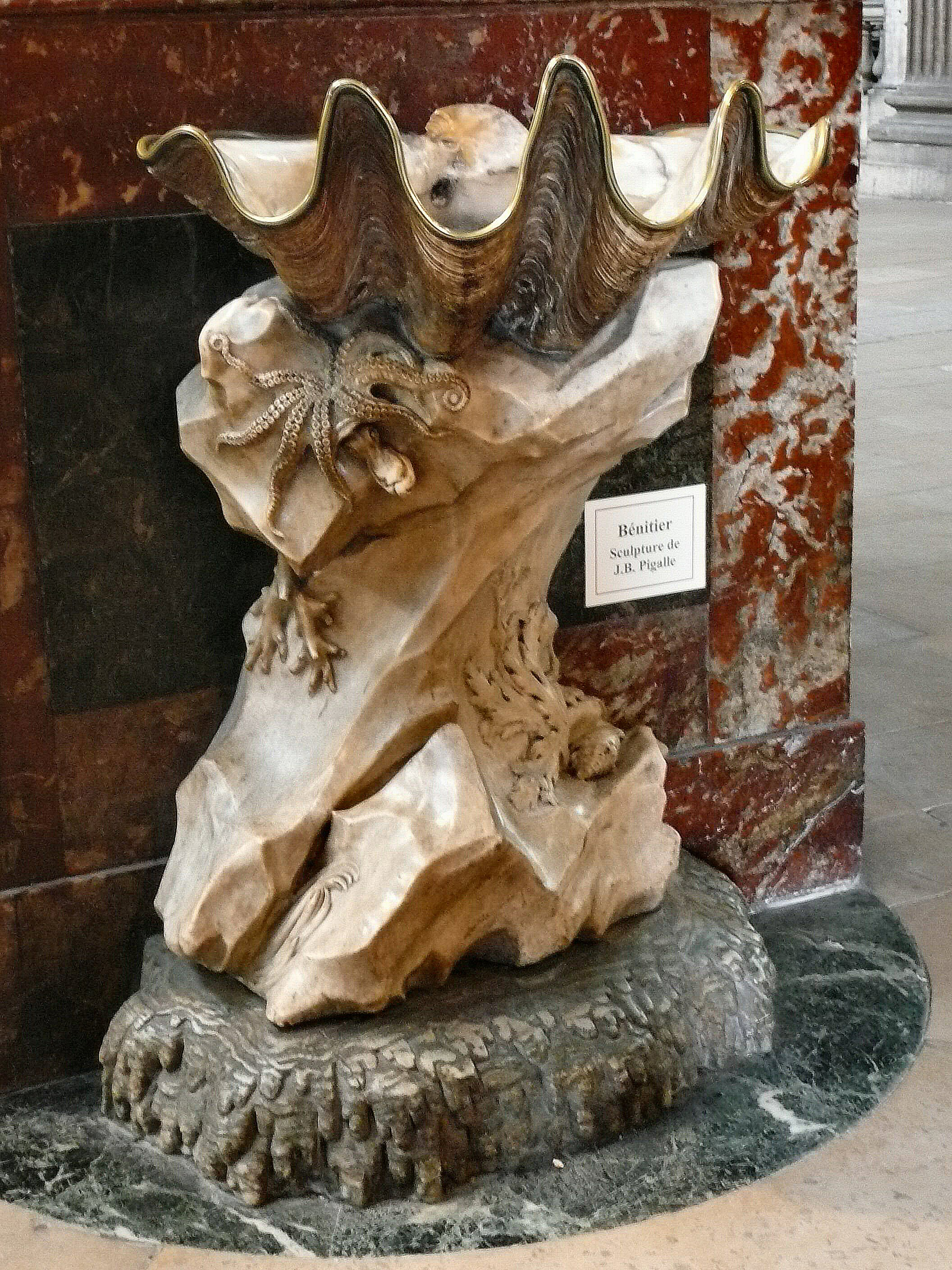
Una de las dos pilas bautismales de Jean-Baptiste Pigalle.

### Las campanas
En septiembre de 1781 se fundieron ocho campanas para la iglesia de San Sulpicio. Dans l'ordre:
- Louise-Antoinette, nombrada por Louis XVI y Marie-Antoinette ;
- Louise-Marie, nombrada por Louis Stanislas Xavier de Francia, ntonces conde de Provence y futuro Luis XVIII, y Marie-Joséphine de Savoie;
- Charlotte-Thérèse, nombrada por Charles Philippe de Francia, entonces conde de Artois y futuro Carlos X, y Marie-Thérèse de Savoie;
- Adélaïde, nombrada por Louis-Antoine d’Artois y Marie-Adélaïde de Francia;
- Victoire, nombrada por Charles-Ferdinand d'Artois y Victoire-Louise-Marie-Thérèse de Francia;
- Josèphe-Adélaïde, nombrada por Louis-Joseph de Bourbon-Condé y Louise-Adélaïde de Bourbon-Condé;
- Jeanne-Fortunée, nombrada por Louis-Jean-Marie de Bourbon y Marie-Fortunée d'Este;
- Louise-Hortense, nombrada por Louis Hercule Timoléon de Cossé-Brissac y su esposa Adélaïde-Diane-Hortense-Délie Mancini de Nevers.

Las campanas fueron reemplazados más tarde. Las cinco actuales forman una de las sonerías más importantes de París:
- el bordón (6000 kg) nombrada Thérèse, nota: Sol2
- la segunda campana (4000 kg) nombrada Caroline, nota: Sol#2
- la tercera campana (3000 kg) nombrada Louise, nota: Si2
- la cuarta campana (2500 kg) nombrada Marie, nota: Do3
- la quinta campana (980 kg), nombrada Henriette-Louise, que no está acordada con el carrillón, nota: Do3, esta campana no suena más que para los Ángelus.

## En torno de San Sulpicio

### Plaza San Sulpicio

#### Plan de origen

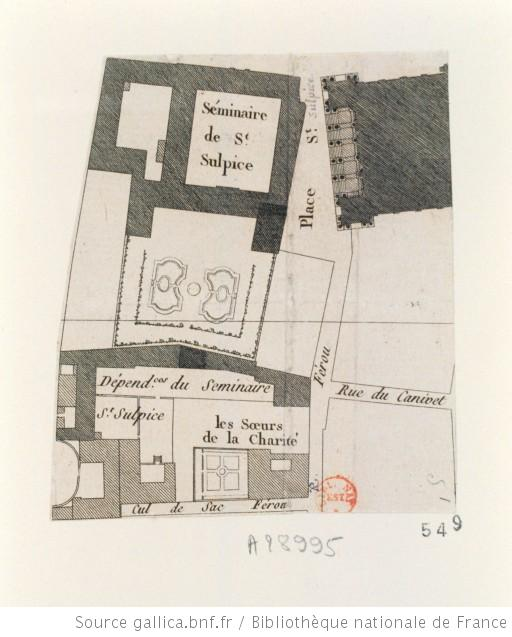
El Seminario construido en 1650 cubre la fachada de la nueva iglesia.

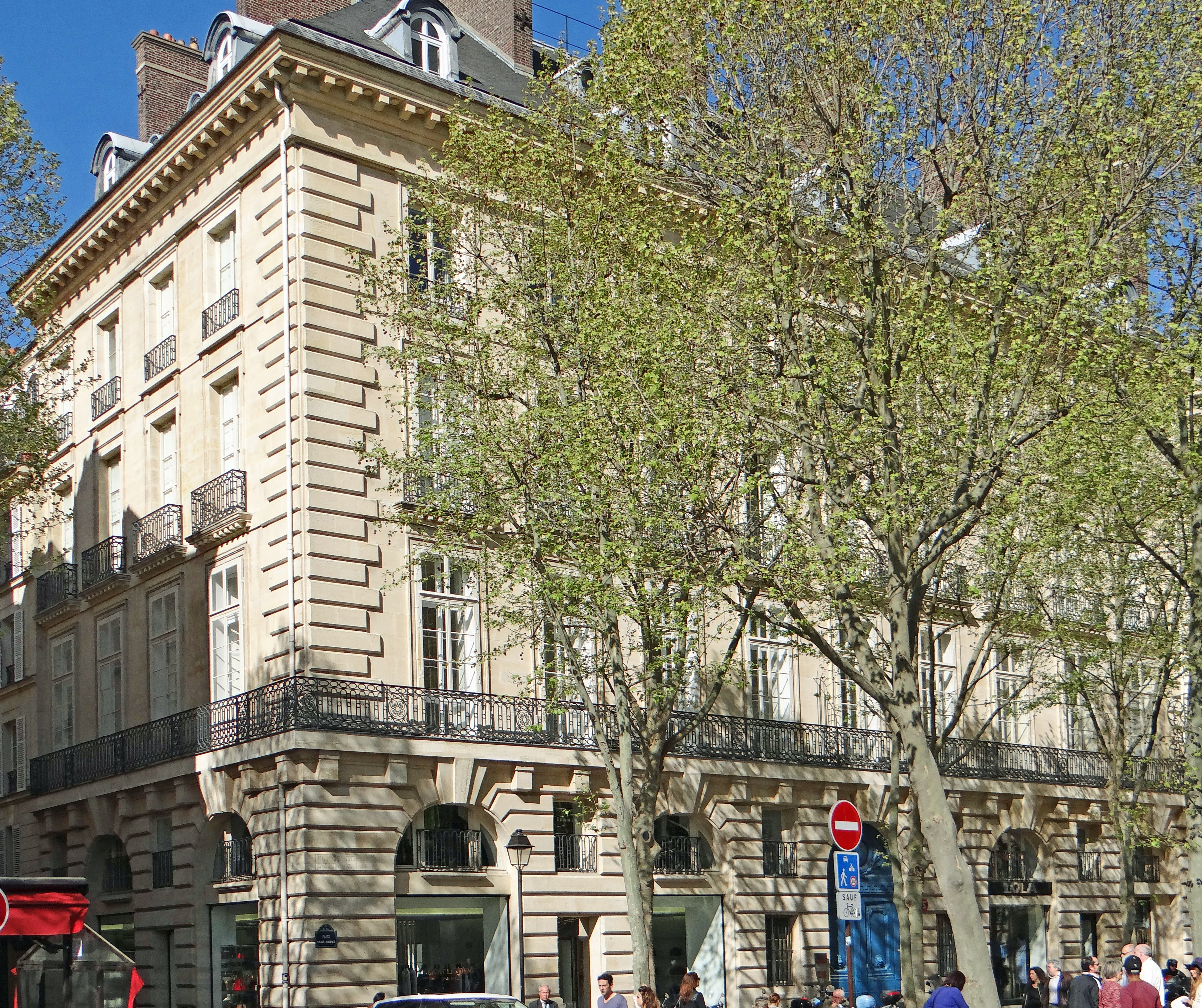
Edificio del n.º 6, plaza de San Sulpicio.

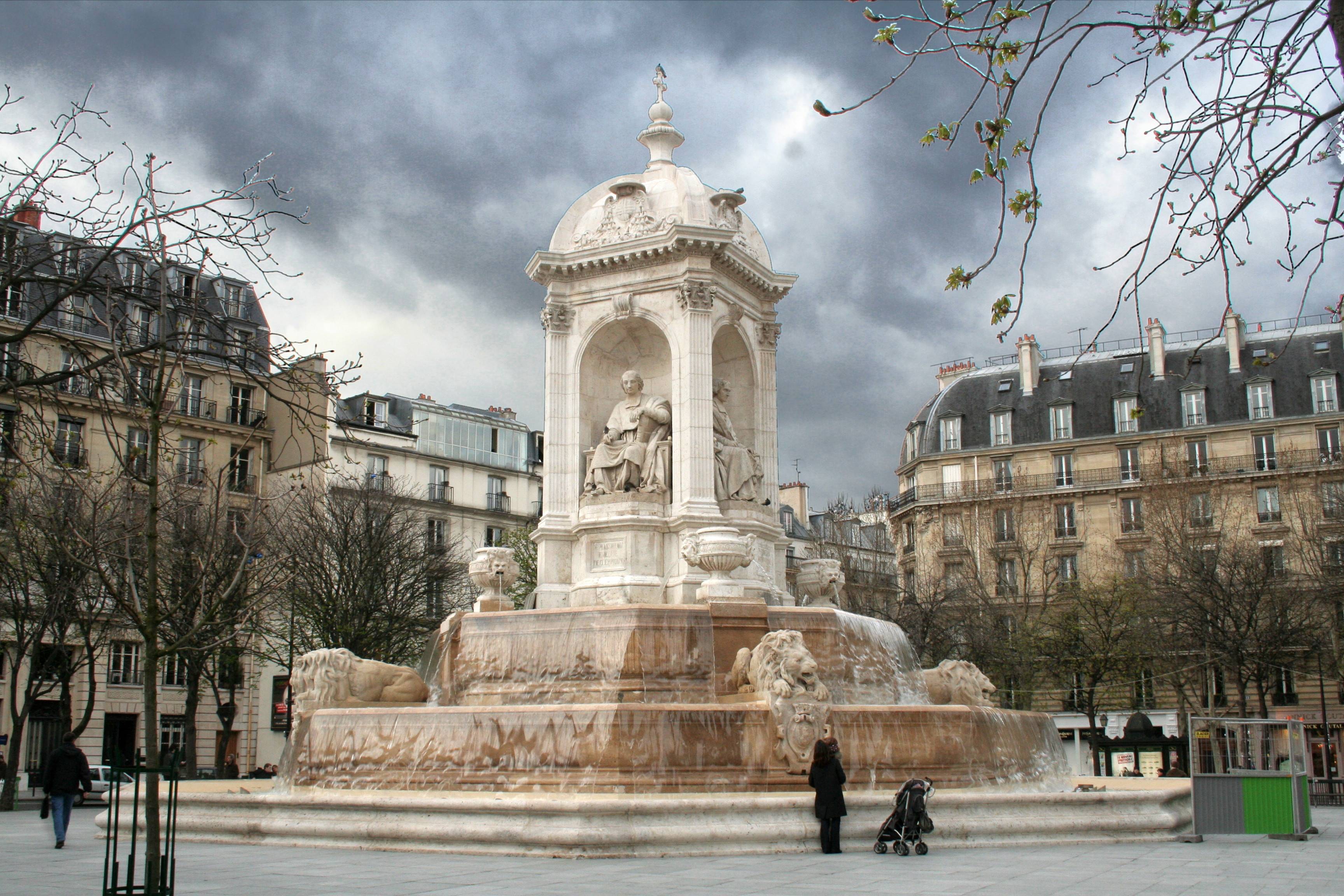
La fuente de San Sulpicio.

Para poner en valor la iglesia, Servandoni diseñó frente a la fachada una plaza monumental de 120 m de ancho y 208 m de largo, con fachadas simétricas y una calle en el eje de la iglesia. Sin embargo, este proyecto requirió la destrucción del Seminario construido en 1650 y el clero se opuso. El cura de San Sulpicio logró construir una sola casa según los planes del arquitecto (todavía visible en la esquina noreste del lugar, entre la rue des Canettes y la rue Saint-Sulpice) en la que vivió hasta a su muerte.

#### Plaza actual
Bonaparte ordenó la demolición del Seminario en 1800 e hizo instalar una fuente de la Paz en la nueva plaza (1803). Entre 1820 y 1838, se construyó un nuevo Seminario en el resto del terreno que pertenecía al antiguo. En 1847, la fuente de la Paz parecía demasiado pequeña y fue reemplazada por la fuente de San Sulpicio diseñada por el arquitecto Louis Visconti (1791-1853). Sus cuatro lados están decorados con estatuas que representan a obispos predicadores de la época de Luis XIV de Francia: Bossuet, Fénelon, Fléchier y Massillon. Por un feliz juego de palabras, esta fuente es conocida en el barrio como la fuente de los cuatro "puntos cardinales", ya que los cuatro obispos nunca habían obtenido esa distinción. La Alcaldía del distrito VI se estableció en 1848 en el lado oeste de la plaza frente a la iglesia.
Entre 1971 y 1982 se construyó un aparcamiento subterráneo y la plaza fue reestructurada en esa ocasión (pavimento de granito, bancos y castaños). A principios del verano muchos eventos culturales, como la Marché de la poésie tienen lugar en la plaza de Saint-Sulpice, donde se instalan muchos stands para la ocasión.

### Seminario de Saint-Sulpice

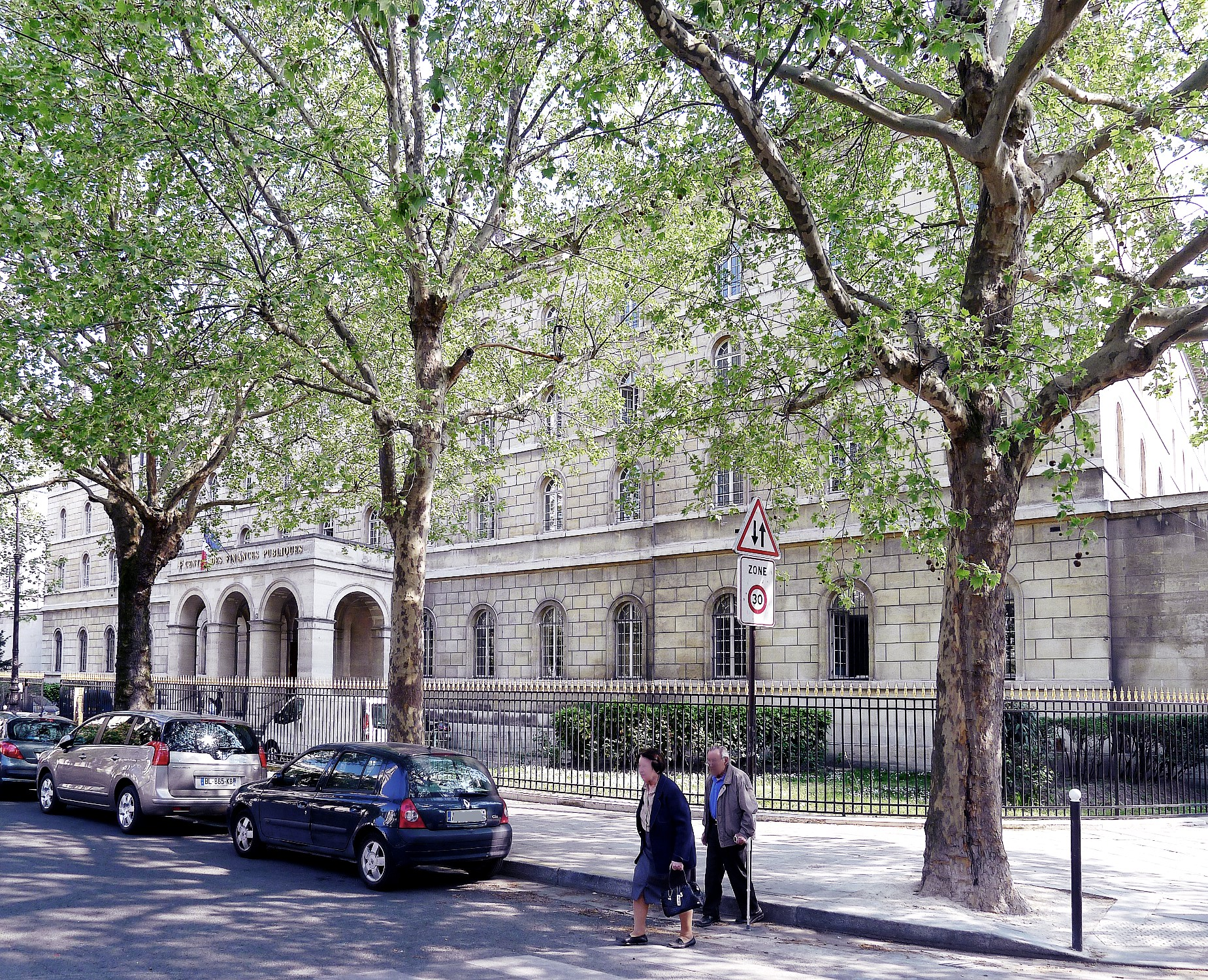
Edificio del antiguo seminario de San Sulpicio, hoy «centro de las finanzas públicas».

El 15 de agosto de 1642 el nuevo párroco de Saint-Sulpice, Jean-Jacques Olier, instaló en su parroquia una comunidad religiosa fundada unos meses antes (31 de diciembre de 1641) en el pueblo de Vaugirard. Esta comunidad tomó el nombre de «Seminario de San Sulpicio». Acogió a jóvenes sacerdotes y futuros sacerdotes que seguían los cursos en la Sorbona. Se desarrolló rápidamente. En 1649, se encargó al arquitecto Jacques Lemercier la construcción de un conjunto de edificios destinados a la acogida. Estos edificios ocupaban el sitio de la actual plaza de Saint Sulpice.
El seminario de San Sulpicio fue originalmente una sociedad de sacerdotes, la Compañía de Sacerdotes de San Sulpicio (Compagnie des prêtres de Saint-Sulpice, sulpicianos o PSS).
El seminario fue suprimido en 1792 y restaurado en 1802 en otro edificio del barrio. Étienne-Hippolyte Godde construyó un nuevo seminario para los sulpicianos en el lado sur de la plaza, que volvió a los servicios del Tesoro público tras la separación de la Iglesia y del Estado por 1906. El seminario de San Sulpicio existe hoy en día en otras establecimientos, tales como los de Issy-les-Moulineaux y de Montréal.

## Menciones literarias y cinematográficas
- Guillaume-Thomas Raynal, escritor y pensador de la Ilustración, conocido como abad Raynal, es nombrado al servicio de la parroquia de San Sulpicio en 1746, que debe abandonar rápidamente cuando se descubre que ha aceptado enterrar protestantes haciéndolos pasar por católicos, contra moneda contante y sonante.
- Honoré de Balzac:
  - en Splendeurs et misères des courtisanes (Esplendores y miserias de las cortesanas), el abate Herrera dijo aquí una misa. La iglesia no está lejos de su domicilio secreto en la rue Cassette.
  - en la La Messe de l'athée (La misa del ateo) del mismo autor, el cirujano Desplein se presenta por primera vez en ella con su alumno Horace Bianchon.[39]
- Georges Perec ha tratado de enumerar todos los eventos que tienen lugar en la plaza de Saint-Sulpice, en un texto titulado Tentative d'épuisement d'un lieu parisien.
- Jean-Paul Kauffmann, en su libro La lutte avec l'ange (Folio), propone, a partir de la pintura de Eugène Delacroix, una fascinante descubrimiento de esta obra y de la iglesia de San Sulpicio.
- el fresco La Lutte de Jacob avec l'Ange de Delacroix juega un papel en la película, estrenada en 1997, La Leçon de tango de Sally Potter.
- en la novela El código Da Vinci, la iglesia de Saint-Sulpice es uno de los lugares de la trama que hace pasar (erróneamente) el meridiano de París por el gnomon y el obelisco (capítulo 22).
- en la novela La Révolte des anges de Anatole France, es uno de los lugares en que se desarrolla la acción;
- pasajes enteros de Là-bas de Joris-Karl Huysmans tienen lugar en Saint-Sulpice. Un personaje clave de la novela, Carhaix, es el campanero de la iglesia;
- la iglesia se menciona en la novela del abate Prévost, Manon Lescaut.
- en L'Année du volcan de Jean-François Parot, el personaje principal, Nicolas Le Floch, se bate en la parte superior de la torre norte en una noche de tormenta en 1783. Las campanas y el interior de la iglesia se tratan en esta novela policiaca histórica.
- El poeta iconoclasta Raoul Ponchon, tal vez molesto por el ambiente de la iglesia (cf. infra), que era, a principios del siglo XX, considerada como el barrio por excelencia del clericalismo reaccionario y ultramontano, escribió una cuarteta tan concisa como irreverente titulada "Les tours de Saint Sulpice".[40]

## El órgano

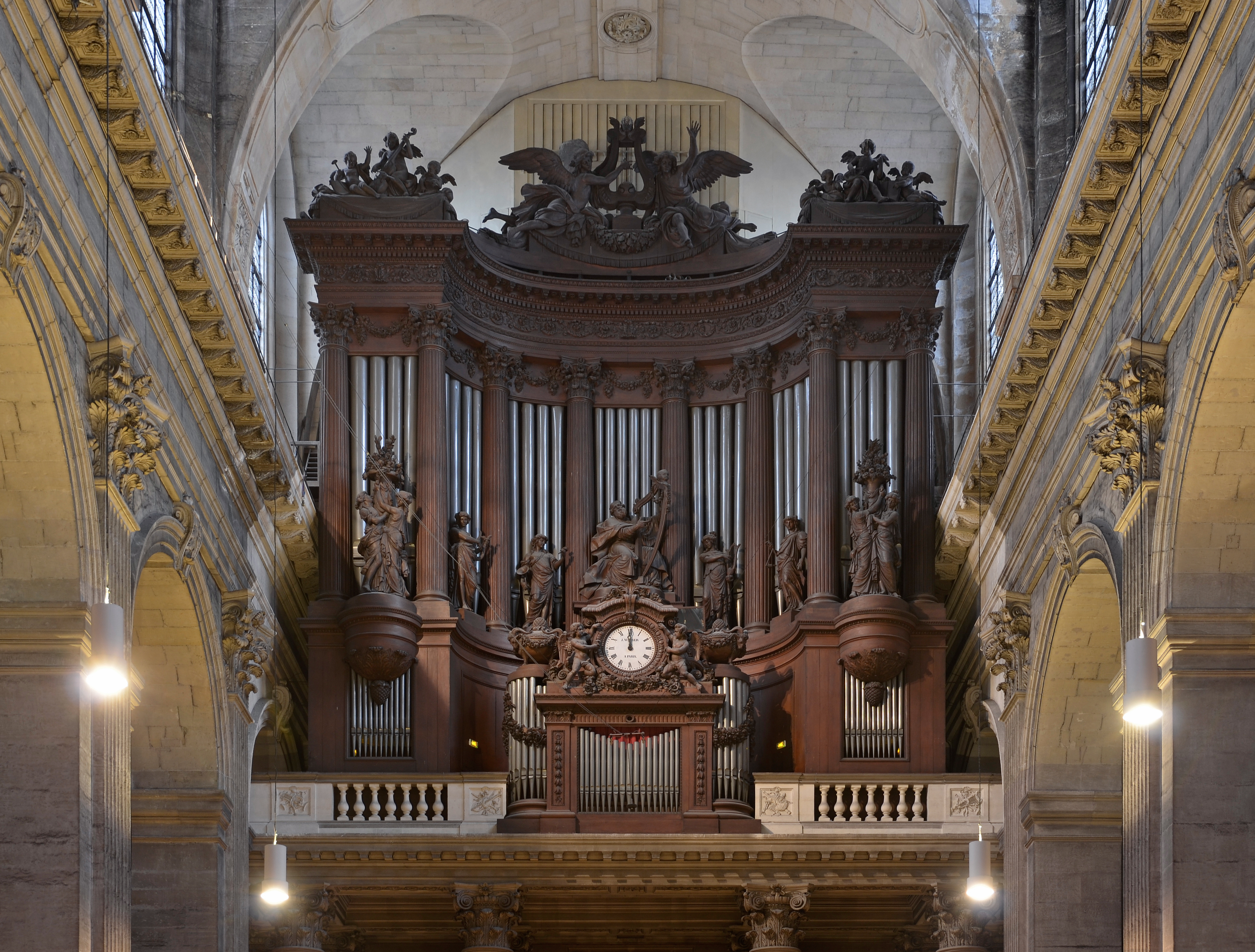
Órgano de la Iglesia de San Sulpicio.

En San Sulpicio se celebran regularmente conciertos de órgano. El que hay concretamente aquí data de 1862. Fue construido por Aristide Cavaille-Coll y tiene 7000 tubos. Uno de los más renombrados organistas de esta iglesia fue Charles-Marie Widor quien ocupó este puesto desde sus 26 años. Disposición:
| I. Grand-Chœur C–g3 | II. Grand-Orgue C–g3 | III.Positivo C–g3 | IV Récit expressif C–g3 | V Solo C–g3 | Pedal C–f1 |
| --- | --- | --- | --- | --- | --- |
| Juego de combinación: Salicional (8′) Octava (4′) Corneta V (ab d1) Fourniture (IV) Cymbale (VI) Plein jeu (IV) Bombarda (16′) Basson (16′) Primera trompeta (8′) Segunda trompeta (8′) Basson (8′) Clairon (4′) Clairon doublette (2′) | Principal Harmonique (16′) Montre (16′) Bourdon (16′) Flauta cónica (16′) Montre (8′) Diapasón (8′) Bourdon (8′) Flauta armónica (8′) Flauta traversera (8′) Flauta a pavillon (8′) Quinta \|\| 51/3′) Prestante (4′) Doublette (2′) | Jeux de fond: Violon basse (16′) Quintadon (16′) Salicional (8′) Viola de Gambe (8′) Unda maris (8′) Quintaton (8′) Flauta traversière (8′) Flauta dulce (4′) Flauta octaviante (4′) Dulciane (4′) Jeux de combinaison: Quinta (21/3′) Doublette (2′) Tierce (13/5′) Larigot (11/3′) Piccolo (1′) Plein jeu harm. III–VI Basson (16′) Trompeta (8′) Barítono (8′) Clairon (4′) | Jeux de fond: Quintaton (16′) Diapasón (8′) Bourdon (8′) Violoncelle (8′) Voz celeste (8′) Prestant (4′) Doublette (2′) Fourniture V Cymbale IV Basson-Hautbois (8′) Cromorne (8′) Voz humana (8′) Jeux de combinaison: Flauta armónica (8′) Flauta octaviante (4′) Dulciana (4′) Nazard (21/3′) Octavin (2′) Corneta V Bombarda (16′) Trompeta (8′) Clairon (4′) Machine à grêle Rossignol Trémolo | Jeux de fond: Bourdon (16′) Flauta cónica (16′) Principal (8′) Bourdon (8′) Flauta armónica (8′) Violoncelle (8′) Gambe (8′) Keraulophone (8′) Prestant (4′) Flauta octaviante (4′) Jeux de combinaison: Quinta \|\| 51/3′) Octava (4′) Tercera (31/5′) Quinta (21/3′) Séptima (21/7′) Octavin (2′) Corneta V Bombarda (16′) Trompeta (8′) Clairon (4′) Trompeta en chamade (8′) | Jeux de fond: Principal (32′) Principal (16′) Contrabajo (16′) Sobbajo (16′) Principal (8′) Flauta (8′) Violoncello (8′) Flauta (4′) Jeux de combinaison: Bombarda (32′) Bombarda (16′) Basson (16′) Trompeta (8′) Ophicléide (8′) Clairon (4′) |